# クレヨンしんちゃんのアニメエピソード一覧 (2012年 - 2021年)
クレヨンしんちゃんのアニメエピソード一覧 (2012年 - 2021年)（クレヨンしんちゃんのアニメエピソードいちらん）では、テレビアニメ『クレヨンしんちゃん』で2012年 - 2021年に放送された放送タイトルを記述する。また、ここでは2本、または3本の話を1話としてまとめる。〈再〉と表記してある話は再放送として放送されたタイトルである。また、「TV版傑作選」と「スペシャル」に収録されているものを「DVD収録」とする。「TV版傑作選」と「スペシャル」に収録されてない話は「 - 」とする。ただし、「TV版傑作選」と「スペシャル」には収録されてないが、別のDVDや『クレヨンしんちゃんぶりぶりCLUB』（テレ朝動画）で収録（配信）されている話は、「○」とする。以下特記のない限り、時間帯は日本標準時、放送日はテレビ朝日基準の日付を示す。放送休止や臨時枠移動、特定の放送局のみ異なる放送日程等の事例に関しては、表内に付記された注釈に併せて「クレヨンしんちゃん (アニメ) § 放送局・配信元」を参照。

## 2012年
| 話数       | DVD収録 | サブタイトル | 脚本 | 絵コンテ | 演出 | 作画監督 | 放送日   |
| ---------- | --- | --- | --- | --- | --- | --- | -------- |
| 第756話    | 第10期⑪ | 今年こそは!だゾ | 翁妙子 | 義野利幸 | ささきひろゆき | 間々田益男 | 1月6日   |
| 第756話    | 第10期⑪ | 父ちゃんのお土産大作戦だゾ | 小川真 | 義野利幸 | ささきひろゆき | 原勝徳 | 1月6日   |
| 第756話    | 第10期⑪ | ツケつもり貯金だゾ | ムトウユージ | ムトウユージ | ムトウユージ | 木村陽子 | 1月6日   |
| 第757話    | 第10期⑪ | 野原家脱出大作戦だゾ | 川辺美奈子 | 横山広行 | 横山広行 | 木村陽子 | 1月13日  |
| 第757話    | 第10期⑪ | マサオくんに花を…だゾ | 中弘子 | 横山広行 | 横山広行 | 原勝徳 | 1月13日  |
| 第757話    | 第10期⑪ | ひまのヤツだゾ | ムトウユージ | ムトウユージ | ムトウユージ | 木村陽子 | 1月13日  |
| 第758話    | 第10期⑪ | おひとりさまだゾ | うえのきみこ | ささきひろゆき | ささきひろゆき | 木村陽子 | 1月20日  |
| 第758話    | スペシャル⑭ | SHIN-MEN お風呂でゴーゴー大作戦! | きむらひでふみ | ムトウユージ | ムトウユージ | 針金屋英郎 | 1月20日  |
| 第759話    | 第10期⑫ | カイロであったカイロだゾ | 翁妙子 | 貞光紳也 | 貞光紳也 | 樋口善法 | 1月27日  |
| 第759話    | 第10期⑫ | 父ちゃんの日曜日だゾ | 川辺美奈子 | 平井峰太郎 | 平井峰太郎 | 門脇孝一 | 1月27日  |
| 第760話    | 第10期⑫ | 金魚とボーちゃんだゾ | 中弘子 | 貞光紳也 | 貞光紳也 | 樋口善法 | 2月3日   |
| 第760話    | 第10期⑫ | ズボンがピンチだゾ | うえのきみこ | 平井峰太郎 | 平井峰太郎 | 大森孝敏 | 2月3日   |
| 第761話    | 第10期⑫ | まつざか先生のお買い物だゾ | 阪口和久 | 平井峰太郎 | 平井峰太郎 | 間々田益男 | 2月10日  |
| 第761話    | 第10期⑫ | ボーちゃんといっしょだゾ | 翁妙子 | 横山広行 | 横山広行 | 木村陽子 | 2月10日  |
| 第762話    | 第10期⑫ | ごはんをたくゾ | 翁妙子 | 貞光紳也 | 貞光紳也 | 樋口善法 | 2月17日  |
| 第762話    | スペシャル⑭ | SHIN-MEN みんなでソロ～っと大作戦! | きむらひでふみ | ムトウユージ | ムトウユージ | 門脇孝一 | 2月17日  |
| 第762話    | - | 映画20周年記念大喜利 | ムトウユージ | ムトウユージ | ムトウユージ | 入江康智 | 2月17日  |
| 第763話    | 第10期⑫ | 母ちゃんが捻挫したゾ | 川辺美奈子 | ささきひろゆき | ささきひろゆき | 大森孝敏 | 2月24日  |
| 第763話    | 第10期⑫ | ひまわりはベビーシッター?だゾ | 中弘子 | 横山広行 | 横山広行 | 門脇孝一 | 2月24日  |
| 第764話    | 第10期⑫ | シロ王子だゾ | 中弘子 | 横山広行 | 横山広行 | 入江康智 | 3月9日   |
| 第764話    | 第11期① | 宇宙家族ノハラだゾ（前編） | うえのきみこ | ささきひろゆき | ささきひろゆき | 間々田益男 | 3月9日   |
| SPECIAL 68 | 第11期① | やっぱりきょうだいだゾ | 中弘子 | 義野利幸 | 平井峰太郎 | 高倉佳彦 | 3月16日  |
| SPECIAL 68 | 第11期① | 宇宙家族ノハラだゾ（後編） | うえのきみこ | ささきひろゆき | ささきひろゆき | 木村陽子 | 3月16日  |
| SPECIAL 68 | 第3期⑪ | 赤ちゃんの名前が決まったゾ（1996年）〈再〉 | 中弘子 | 川崎逸朗 | 川崎逸朗 | 樋口善法 | 3月16日  |
| 第765話    | 第11期① | 缶ケリウォーズだゾ | うえのきみこ | 義野利幸 | ささきひろゆき | 木村陽子 | 3月23日  |
| 第765話    | 第11期① | ネネちゃんちでお泊まり会だゾ | 川辺美奈子 | 貞光紳也 | 貞光紳也 | 樋口善法 | 3月23日  |
| 第766話    | 第11期① | 花見で迷子だゾ | 阪口和久 | 横山広行 | 横山広行 | 若松孝思 | 3月30日  |
| 第766話    | スペシャル⑭ | SHIN-MEN 育児でバブッと大作戦! | きむらひでふみ | 三原三千夫 | 三原三千夫 | 三原三千夫 | 3月30日  |
| SPECIAL 69 | 放送スタートからピッタリ20年だゾ! クレヨンしんちゃん映画公開直前スペシャル クレヨンしんちゃん 嵐を呼ぶ黄金のスパイ大作戦（2011年）（監督：増井壮一） | 放送スタートからピッタリ20年だゾ! クレヨンしんちゃん映画公開直前スペシャル クレヨンしんちゃん 嵐を呼ぶ黄金のスパイ大作戦（2011年）（監督：増井壮一） | 放送スタートからピッタリ20年だゾ! クレヨンしんちゃん映画公開直前スペシャル クレヨンしんちゃん 嵐を呼ぶ黄金のスパイ大作戦（2011年）（監督：増井壮一） | 放送スタートからピッタリ20年だゾ! クレヨンしんちゃん映画公開直前スペシャル クレヨンしんちゃん 嵐を呼ぶ黄金のスパイ大作戦（2011年）（監督：増井壮一） | 放送スタートからピッタリ20年だゾ! クレヨンしんちゃん映画公開直前スペシャル クレヨンしんちゃん 嵐を呼ぶ黄金のスパイ大作戦（2011年）（監督：増井壮一） | 放送スタートからピッタリ20年だゾ! クレヨンしんちゃん映画公開直前スペシャル クレヨンしんちゃん 嵐を呼ぶ黄金のスパイ大作戦（2011年）（監督：増井壮一） | 4月13日  |
| 第767話    | 第11期① | 二千円で福引きだゾ | 阪口和久 | 貞光紳也 | 貞光紳也 | 樋口善法 | 4月27日  |
| 第767話    | 第11期① | シャッターチャンスを狙うゾ | 川辺美奈子 | 義野利幸 | 横山広行 | 若松孝思 | 4月27日  |
| 第768話    | 第11期① | 母ちゃんはBNPだゾ | 翁妙子 | 平井峰太郎 | 平井峰太郎 | 橋本とよ子 | 5月4日   |
| 第768話    | スペシャル⑭ | SHIN-MEN ヘーックショイ大作戦! | きむらひでふみ | 平井峰太郎 | ムトウユージ | 門脇孝一 | 5月4日   |
| 第769話    | 第11期① | 金メダルへの道だゾ | うえのきみこ | 横山広行 | 横山広行 | 高倉佳彦 | 5月11日  |
| 第769話    | 第11期② | パパとこどものお料理教室だゾ | 翁妙子 | 平井峰太郎 | 平井峰太郎 | 木村陽子 | 5月11日  |
| 第770話    | 第11期② | イクじい対決だゾ | 中弘子 | 貞光紳也 | 貞光紳也 | 樋口善法 | 5月18日  |
| 第770話    | 第11期② | どっちが先に帰るかだゾ | 中弘子 | ささきひろゆき | ささきひろゆき | 末吉裕一郎 | 5月18日  |
| 第770話    | - | 金環日食だゾ | ムトウユージ | ムトウユージ | ムトウユージ | 木村陽子 | 5月18日  |
| 第771話    | 第11期② | 覆面父ちゃんだゾ | うえのきみこ | 平井峰太郎 | 平井峰太郎 | 木村陽子 | 5月25日  |
| 第771話    | 第11期② | オラ、ひとりで寝るゾ | 中弘子 | 平井峰太郎 | 平井峰太郎 | 入江康智 | 5月25日  |
| 第772話    | 第11期② | シロを探すゾ | 阪口和久 | 横山広行 | 横山広行 | 林静香 | 6月1日   |
| 第772話    | 第11期② | ポスターを守るゾ | 中弘子 | 横山広行 | 横山広行 | 間々田益男 | 6月1日   |
| 第773話    | 第11期② | アクション仮面を裏切らないゾ | 川辺美奈子 | 貞光紳也 | 貞光紳也 | 樋口善法 | 6月15日  |
| 第773話    | 第11期② | 気になってる風間くんだゾ | 川辺美奈子 | 貞光紳也 | 貞光紳也 | 樋口善法 | 6月15日  |
| 第773話    | 第11期② | ジメジメはいやだゾ | ムトウユージ | ムトウユージ | ムトウユージ | 木村陽子 | 6月15日  |
| 第774話    | 第11期② | シロを特訓だゾ | 翁妙子 | 平井峰太郎 | 平井峰太郎 | 原勝徳 | 6月22日  |
| 第774話    | 第11期③ | 恋する水族館だゾ | うえのきみこ | 義野利幸 | 平井峰太郎 | 高倉佳彦 | 6月22日  |
| 第774話    | 第11期② | くやしくないゾ | ムトウユージ | ムトウユージ | ムトウユージ | 木村陽子 | 6月22日  |
| 第775話    | 第11期③ | 引っ越し先を探すゾ | 中弘子 | 横山広行 | 横山広行 | 大森孝敏 | 6月29日  |
| 第775話    | 第11期③ | 夏を先取りするゾ | 翁妙子 | 横山広行 | 横山広行 | 木村陽子 | 6月29日  |
| 第775話    | 第11期③ | スイカ好きだゾ | ムトウユージ | ムトウユージ | ムトウユージ | 木村陽子 | 6月29日  |
| 第776話    | 第11期③ | アクション仮面を忘れないゾ | きむらひでふみ | 高橋渉 | 高橋渉 | 林静香 | 7月6日   |
| 第776話    | 第11期③ | 女子力をあげるゾ | 川辺美奈子 | 義野利幸 | 高橋渉 | 入江康智 | 7月6日   |
| 第776話    | 第11期③ | キオクをとりもどすゾ | ムトウユージ | ムトウユージ | ムトウユージ | 木村陽子 | 7月6日   |
| 第777話    | 第11期③ | 海の家でアルバイトだゾ | 阪口和久 | ささきひろゆき | ささきひろゆき | 針金屋英郎 | 7月13日  |
| 第777話    | 第11期③ | 早起きしちゃったゾ | 阪口和久 | ささきひろゆき | ささきひろゆき | 間々田益男 | 7月13日  |
| 第777話    | 第11期③ | 海はいいだゾ | ムトウユージ | ムトウユージ | ムトウユージ | 門脇孝一 | 7月13日  |
| 第778話    | 第11期③ | カユ〜イおジャマ虫だゾ | きむらひでふみ | 平井峰太郎 | 平井峰太郎 | 末吉裕一郎 | 7月27日  |
| 第778話    | 第11期③ | 防衛隊の手帖だゾ | 中弘子 | 平井峰太郎 | 平井峰太郎 | 門脇孝一 | 7月27日  |
| 第778話    | 第11期③ | オラと父ちゃんの恐竜教室だゾ | ムトウユージ | ムトウユージ | ムトウユージ | 門脇孝一 | 7月27日  |
| 第779話    | 第11期③ | 流しサラリーマンそうめんだゾ | うえのきみこ | 横山広行 | 横山広行 | 針金屋英郎 | 8月10日  |
| 第779話    | 第11期④ | 水もしたたるシロだゾ | きむらひでふみ | 横山広行 | 横山広行 | 間々田益男 | 8月10日  |
| 第780話    | 第11期④ | エビまつりだゾ | 川辺美奈子 | 貞光紳也 | 貞光紳也 | 樋口善法 | 8月17日  |
| 第780話    | 第11期④ | あいちゃんのおつかいだゾ | 小川真 | 貞光紳也 | 貞光紳也 | 樋口善法 | 8月17日  |
| 第781話    | 第11期④ | スキマにはまったゾ | 川辺美奈子 | 義野利幸 | 平井峰太郎 | 原勝徳 | 8月24日  |
| 第781話    | 第11期④ | 夏の帰り道だゾ | 阪口和久 | 平井峰太郎 | 平井峰太郎 | 木村陽子 | 8月24日  |
| 第782話    | 第11期④ | 夫婦の危機を相談されるゾ | 翁妙子 | 高橋渉 | 高橋渉 | 高倉佳彦 | 8月31日  |
| 第782話    | 第11期④ | まさかの時に備えるゾ | 翁妙子 | 高橋渉 | 高橋渉 | 大森孝敏 | 8月31日  |
| 第783話    | 第11期④ | 今夜はいろいろややこしいゾ | 翁妙子 | 義野利幸 | ささきひろゆき | 針金屋英郎 | 9月14日  |
| 第783話    | スペシャル⑭ | SHIN-MEN 制服で征服?大作戦! | きむらひでふみ | ムトウユージ | ムトウユージ | 門脇孝一 | 9月14日  |
| 第784話    | 第11期④ | 狼男カスカベだゾ | うえのきみこ | 横山広行 | 横山広行 | 間々田益男 | 10月19日 |
| 第784話    | 第11期④ | カーテンを洗っちゃうゾ | 中弘子 | 横山広行 | 横山広行 | 門脇孝一 | 10月19日 |
| 第785話    | 第11期⑤ | 泥んこあそびは気持ちいいゾ | きむらひでふみ | 貞光紳也 | 貞光紳也 | 樋口善法 | 10月26日 |
| 第785話    | 第11期⑤ | 母ちゃんのお昼寝は内緒だゾ | 中弘子 | 貞光紳也 | 貞光紳也 | 樋口善法 | 10月26日 |
| 第786話    | 第11期⑤ | トンボの野原ひろしだゾ | 阪口和久 | 義野利幸 | ささきひろゆき | 針金屋英郎 | 11月9日  |
| 第786話    | 第11期⑤ | シールを取り返すゾ | うえのきみこ | ささきひろゆき | ささきひろゆき | 末吉裕一郎 | 11月9日  |
| 第787話    | 第11期⑤ | 着物で幼稚園に来ちゃったゾ | 中弘子 | 平井峰太郎 | 平井峰太郎 | 原勝徳 | 11月16日 |
| 第787話    | 第11期⑤ | 引き出物選びはモメモメだゾ | 川辺美奈子 | 義野利幸 | 平井峰太郎 | 木村陽子 | 11月16日 |
| 第788話    | 第11期⑤ | 本を売りたいゾ | 翁妙子 | 義野利幸 | ささきひろゆき | 大森孝敏 | 11月23日 |
| 第788話    | 第11期⑤ | おもちゃ箱はキツキツだゾ | 阪口和久 | ささきひろゆき | ささきひろゆき | 門脇孝一 | 11月23日 |
| 第789話    | 第11期⑤ | モテキじゃなくイレキだゾ | 阪口和久 | 横山広行 | 横山広行 | 針金屋英郎 | 11月30日 |
| 第789話    | 第11期⑤ | 父ちゃんとブンツーだゾ | 中弘子 | 横山広行 | 横山広行 | 林静香 | 11月30日 |
| 第790話    | 第11期⑥ | ひまわりと耳おれクマだゾ | 中弘子 | 高橋渉 | 高橋渉 | 木村陽子 | 12月7日  |
| 第790話    | 第11期⑥ | カスコンだゾ | うえのきみこ | 高橋渉 | 高橋渉 | 原勝徳 | 12月7日  |

## 2013年
| 話数       | DVD収録                                                                        | サブタイトル                                                                   | 脚本                                                                           | 絵コンテ                                                                       | 演出                                                                           | 作画監督                                                                       | 放送日   |
| ---------- | ------------------------------------------------------------------------------ | ------------------------------------------------------------------------------ | ------------------------------------------------------------------------------ | ------------------------------------------------------------------------------ | ------------------------------------------------------------------------------ | ------------------------------------------------------------------------------ | -------- |
| 第791話    | 第11期⑥                                                                        | 防衛隊の隊長を決めるゾ                                                         | うえのきみこ                                                                   | 平井峰太郎                                                                     | 平井峰太郎                                                                     | 針金屋英郎                                                                     | 1月11日  |
| 第791話    | 第11期⑥                                                                        | 見たい夢を見るゾ                                                               | きむらひでふみ                                                                 | 平井峰太郎                                                                     | 平井峰太郎                                                                     | 間々田益男                                                                     | 1月11日  |
| 第791話    | -                                                                              | しん奌                                                                         | [ 注 3 ]                                                                       | [ 注 3 ]                                                                       | [ 注 3 ]                                                                       | [ 注 3 ]                                                                       | 1月11日  |
| 第792話    | 第11期⑥                                                                        | ほどけないゾ                                                                   | 川辺美奈子                                                                     | 貞光紳也                                                                       | 貞光紳也                                                                       | 樋口善法                                                                       | 1月18日  |
| 第792話    | 第11期⑥                                                                        | 園長先生を怒らせたのは誰?だゾ                                                  | 阪口和久                                                                       | 貞光紳也                                                                       | 貞光紳也                                                                       | 樋口善法                                                                       | 1月18日  |
| 第793話    | 第11期⑥                                                                        | スカイツリーでキメるゾ                                                         | 翁妙子                                                                         | ささきひろゆき                                                                 | ささきひろゆき                                                                 | 間々田益男                                                                     | 1月25日  |
| 第793話    | 第11期⑥                                                                        | きゃりー来航だゾ                                                               | 阪口和久                                                                       | ムトウユージ                                                                   | ムトウユージ                                                                   | 針金屋英郎                                                                     | 1月25日  |
| 第794話    | 第11期⑥                                                                        | 草津へ家族旅行だゾ                                                             | 中弘子                                                                         | 横山広行                                                                       | 横山広行                                                                       | 林静香 大森孝敏                                                                | 2月1日   |
| 第795話    | 第11期⑦                                                                        | リサイクルショップについて行くゾ                                               | 中弘子                                                                         | 平井峰太郎                                                                     | 平井峰太郎                                                                     | 林静香                                                                         | 2月15日  |
| 第795話    | -                                                                              | タレが命だゾ                                                                   | [ 注 3 ]                                                                       | [ 注 3 ]                                                                       | [ 注 3 ]                                                                       | [ 注 3 ]                                                                       | 2月15日  |
| 第795話    | 第11期⑦                                                                        | 今日は寒〜いゾ                                                                 | 翁妙子                                                                         | 平井峰太郎                                                                     | 平井峰太郎                                                                     | 木村陽子                                                                       | 2月15日  |
| 第796話    | 第11期⑦                                                                        | シロとコンテストだゾ                                                           | 翁妙子                                                                         | 義野利幸                                                                       | 高橋渉                                                                         | 門脇孝一                                                                       | 2月22日  |
| 第796話    | 第11期⑦                                                                        | 引っ越しのお手伝いだゾ                                                         | 川辺美奈子                                                                     | 高橋渉                                                                         | 高橋渉                                                                         | 原勝徳                                                                         | 2月22日  |
| 第797話    | 第11期⑦                                                                        | 中学生が来たゾ                                                                 | 中弘子                                                                         | 義野利幸                                                                       | ささきひろゆき                                                                 | 間々田益男                                                                     | 3月1日   |
| 第797話    | 第11期⑦                                                                        | 熱血!アスレチック公園だゾ                                                      | 川辺美奈子                                                                     | ささきひろゆき                                                                 | ささきひろゆき                                                                 | 大森孝敏                                                                       | 3月1日   |
| SPECIAL 70 | 第11期⑦                                                                        | またまた流れ板しんのすけだゾ                                                   | 翁妙子                                                                         | 横山広行                                                                       | 横山広行                                                                       | 門脇孝一                                                                       | 3月15日  |
| SPECIAL 70 | 第11期⑦                                                                        | ランドセルを背負いたいゾ                                                       | 中弘子                                                                         | 横山広行                                                                       | 横山広行                                                                       | 門脇孝一                                                                       | 3月15日  |
| SPECIAL 70 | 傑作選⑰                                                                        | かすかべ防衛隊だゾ（1995年）〈再〉                                             | 翁妙子                                                                         | 水島努                                                                         | 水島努                                                                         | 間々田益男                                                                     | 3月15日  |
| SPECIAL 71 | クレヨンしんちゃん 嵐を呼ぶ!オラと宇宙のプリンセス（2012年）（監督：増井壮一） | クレヨンしんちゃん 嵐を呼ぶ!オラと宇宙のプリンセス（2012年）（監督：増井壮一） | クレヨンしんちゃん 嵐を呼ぶ!オラと宇宙のプリンセス（2012年）（監督：増井壮一） | クレヨンしんちゃん 嵐を呼ぶ!オラと宇宙のプリンセス（2012年）（監督：増井壮一） | クレヨンしんちゃん 嵐を呼ぶ!オラと宇宙のプリンセス（2012年）（監督：増井壮一） | クレヨンしんちゃん 嵐を呼ぶ!オラと宇宙のプリンセス（2012年）（監督：増井壮一） | 4月19日  |
| 第798話    | 第11期⑦                                                                        | B級グルメの塔だゾ                                                              | うえのきみこ                                                                   | 高橋渉                                                                         | 高橋渉                                                                         | 橋本とよ子 間々田益男                                                          | 4月26日  |
| 第799話    | 第11期⑧                                                                        | 夢のカレー大会だゾ                                                             | 中弘子                                                                         | 貞光紳也                                                                       | 貞光紳也                                                                       | 樋口善法                                                                       | 5月3日   |
| 第799話    | 第11期⑧                                                                        | 恐怖!怪人歯医者だゾ                                                            | 阪口和久                                                                       | 貞光紳也                                                                       | 貞光紳也                                                                       | 樋口善法                                                                       | 5月3日   |
| 第800話    | 第11期⑧                                                                        | 友情の鍵探しだゾ                                                               | 阪口和久                                                                       | 平井峰太郎                                                                     | 平井峰太郎                                                                     | 間々田益男                                                                     | 5月10日  |
| 第800話    | 第11期⑧                                                                        | 布団を圧縮するゾ                                                               | 開沼豊                                                                         | 平井峰太郎                                                                     | 平井峰太郎                                                                     | 入江康智                                                                       | 5月10日  |
| 第801話    | 第11期⑧                                                                        | ネネちゃんがスランプだゾ                                                       | 川辺美奈子                                                                     | ささきひろゆき                                                                 | ささきひろゆき                                                                 | 門脇孝一                                                                       | 5月17日  |
| 第801話    | 第11期⑧                                                                        | 紅サソリ隊は恋愛禁止だゾ                                                       | 田村安彦                                                                       | 義野利幸                                                                       | ささきひろゆき                                                                 | 木村陽子                                                                       | 5月17日  |
| 第802話    | 第11期⑧                                                                        | じいちゃんの参観日だゾ                                                         | 翁妙子                                                                         | 貞光紳也                                                                       | 貞光紳也                                                                       | 樋口善法                                                                       | 5月24日  |
| 第802話    | 第11期⑧                                                                        | お父様の万年筆はどこ?だゾ                                                      | 中弘子                                                                         | 貞光紳也                                                                       | 貞光紳也                                                                       | 樋口善法                                                                       | 5月24日  |
| 第803話    | 第11期⑧                                                                        | シガイセンはこわいゾ                                                           | 翁妙子                                                                         | 横山広行                                                                       | 横山広行                                                                       | 林静香                                                                         | 5月31日  |
| 第803話    | 第11期⑧                                                                        | 対決!忍者ランドだゾ                                                            | 阪口和久                                                                       | 横山広行                                                                       | 横山広行                                                                       | 高倉佳彦                                                                       | 5月31日  |
| 第804話    | 第11期⑨                                                                        | カスカベ防衛隊の解散だゾ                                                       | 川辺美奈子                                                                     | ささきひろゆき                                                                 | ささきひろゆき                                                                 | 大森孝敏                                                                       | 6月7日   |
| 第804話    | 第11期⑨                                                                        | ピーマンを返すゾ                                                               | 阪口和久                                                                       | ささきひろゆき                                                                 | ささきひろゆき                                                                 | 末吉裕一郎                                                                     | 6月7日   |
| 第805話    | 第11期⑨                                                                        | 潮干狩りへゴー!だゾ                                                            | 田村安彦                                                                       | 平井峰太郎                                                                     | 平井峰太郎                                                                     | 入江康智                                                                       | 6月14日  |
| 第805話    | 第11期⑨                                                                        | 傘がいっぱいだゾ                                                               | 翁妙子                                                                         | 平井峰太郎                                                                     | 平井峰太郎                                                                     | 原勝徳                                                                         | 6月14日  |
| 第806話    | 第11期⑨                                                                        | 母ちゃんが入院して退院したゾ                                                   | 中弘子                                                                         | 横山広行                                                                       | 横山広行                                                                       | 門脇孝一                                                                       | 6月21日  |
| 第806話    | 第11期⑨                                                                        | 母ちゃんが退院して入院したゾ                                                   | 中弘子                                                                         | 横山広行                                                                       | 横山広行                                                                       | 林静香                                                                         | 6月21日  |
| 第807話    | 第11期⑨                                                                        | 入院生活をマンキツするゾ                                                       | 中弘子                                                                         | 平井峰太郎                                                                     | 平井峰太郎                                                                     | 門脇孝一                                                                       | 7月5日   |
| 第807話    | 第11期⑨                                                                        | 真夏の雪だるまだゾ                                                             | うえのきみこ                                                                   | 高橋渉                                                                         | 高橋渉                                                                         | 針金屋英郎                                                                     | 7月5日   |
| 第807話    | -                                                                              | 野原ひろしの俺に聞け!～靴下編～                                                |                                                                                | ムトウユージ                                                                   | ムトウユージ                                                                   | 大森孝敏                                                                       | 7月5日   |
| 第808話    | 第11期⑨                                                                        | 子連れサラリーマンだゾ                                                         | 中弘子                                                                         | 高橋渉                                                                         | 高橋渉                                                                         | 間々田益男                                                                     | 7月12日  |
| 第808話    | 第11期⑨                                                                        | 母ちゃんが退院するゾ                                                           | 中弘子                                                                         | 平井峰太郎                                                                     | 平井峰太郎                                                                     | 針金屋英郎                                                                     | 7月12日  |
| 第808話    | -                                                                              | 野原ひろしの俺に聞け!～らくがき編～                                            |                                                                                | ムトウユージ                                                                   | ムトウユージ                                                                   | 木村陽子                                                                       | 7月12日  |
| SPECIAL 72 | 第11期⑩                                                                        | スイカを冷やすゾ                                                               | 川辺美奈子                                                                     | 横山広行                                                                       | 横山広行                                                                       | 原勝徳                                                                         | 8月2日   |
| SPECIAL 72 | 第11期⑩                                                                        | 俺はマサオだぜ!だゾ                                                            | うえのきみこ                                                                   | 貞光紳也                                                                       | 貞光紳也                                                                       | 樋口善法                                                                       | 8月2日   |
| SPECIAL 72 | 第10期⑨                                                                        | 田舎にとまるゾ（2011年）〈再〉                                                 | うえのきみこ                                                                   | 横山広行                                                                       | 横山広行                                                                       | 間々田益男                                                                     | 8月2日   |
| SPECIAL 72 | 第11期⑩                                                                        | オラの部屋がほしいゾ                                                           | 川辺美奈子                                                                     | 貞光紳也                                                                       | 貞光紳也                                                                       | 樋口善法                                                                       | 8月2日   |
| SPECIAL 72 | 第11期⑩                                                                        | オラは見た!カスカベ都市伝説① 人面クレヨンだゾ                                  | うえのきみこ                                                                   | 横山広行                                                                       | 横山広行                                                                       | 門脇孝一                                                                       | 8月2日   |
| SPECIAL 72 | -                                                                              | 野原ひろしの俺に聞け!〜冷蔵庫収納編〜                                          |                                                                                | ムトウユージ                                                                   | ムトウユージ                                                                   | 木村陽子                                                                       | 8月2日   |
| 第809話    | 第11期⑩                                                                        | オラは見た!カスカベ都市伝説② 幼稚園の階段だゾ                                  | 阪口和久                                                                       | ささきひろゆき                                                                 | ささきひろゆき                                                                 | 大森孝敏                                                                       | 8月9日   |
| 第809話    | 第11期⑩                                                                        | 父ちゃんとプールだゾ                                                           | 翁妙子                                                                         | 義野利幸                                                                       | ささきひろゆき                                                                 | 間々田益男                                                                     | 8月9日   |
| 第810話    | 第11期⑩                                                                        | オラは見た!カスカベ都市伝説③ 謎のかぐやさんだゾ                                | 翁妙子                                                                         | 高柳哲司                                                                       | 平井峰太郎                                                                     | 針金屋英郎                                                                     | 8月16日  |
| 第810話    | 第11期⑩                                                                        | シロのキャットタワーだゾ                                                       | 川辺美奈子                                                                     | 平井峰太郎                                                                     | 平井峰太郎                                                                     | 林静香                                                                         | 8月16日  |
| 第811話    | 第11期⑩                                                                        | CMが見たいゾ                                                                   | 川辺美奈子                                                                     | 貞光紳也                                                                       | 貞光紳也                                                                       | 樋口善法                                                                       | 8月23日  |
| 第811話    | 第11期⑩                                                                        | オラは見た!カスカベ都市伝説④ ゆれるブランコ少女だゾ                            | 阪口和久                                                                       | 貞光紳也                                                                       | 貞光紳也                                                                       | 樋口善法                                                                       | 8月23日  |
| 第812話    | 第11期⑪                                                                        | 母ちゃんのお宝を探すゾ                                                         | 川辺美奈子                                                                     | 横山広行                                                                       | 横山広行                                                                       | 門脇孝一                                                                       | 8月30日  |
| 第812話    | 第11期⑪                                                                        | オラは見た!カスカベ都市伝説⑤ 大回転マダムだゾ                                  | うえのきみこ                                                                   | ムトウユージ                                                                   | 横山広行                                                                       | 原勝徳                                                                         | 8月30日  |
| 第813話    | 第11期⑪                                                                        | 犯人は風間くんだゾ                                                             | 阪口和久                                                                       | ささきひろゆき                                                                 | ささきひろゆき                                                                 | 大森孝敏                                                                       | 9月6日   |
| 第813話    | 第11期⑪                                                                        | 手作りギョーザだゾ                                                             | 翁妙子                                                                         | 平井峰太郎                                                                     | ささきひろゆき                                                                 | 間々田益男                                                                     | 9月6日   |
| 第814話    | 第11期⑪                                                                        | ボウリング対決だゾ                                                             | 川辺美奈子                                                                     | 平井峰太郎                                                                     | 平井峰太郎                                                                     | 針金屋英郎                                                                     | 10月18日 |
| 第814話    | 第11期⑪                                                                        | 母ちゃんの過去だゾ                                                             | 翁妙子                                                                         | 平井峰太郎                                                                     | 平井峰太郎                                                                     | 門脇孝一                                                                       | 10月18日 |
| 第815話    | 第11期⑪                                                                        | 友情のアイスだゾ                                                               | 阪口和久                                                                       | 貞光紳也                                                                       | 貞光紳也                                                                       | 樋口善法                                                                       | 10月25日 |
| 第815話    | 第11期⑪                                                                        | 今度こそやせたいゾ                                                             | 中弘子                                                                         | 貞光紳也                                                                       | 貞光紳也                                                                       | 樋口善法                                                                       | 10月25日 |
| 第816話    | 第11期⑪                                                                        | スペインでお宝ゲットだゾ                                                       | 中弘子                                                                         | 横山広行                                                                       | 横山広行                                                                       | 林静香 大森孝敏                                                                | 11月1日  |
| 第817話    | 第11期⑫                                                                        | 風間くんに追われてるゾ                                                         | うえのきみこ                                                                   | ささきひろゆき                                                                 | ささきひろゆき                                                                 | 原勝徳                                                                         | 11月15日 |
| 第817話    | 第11期⑫                                                                        | フリマで売りたいゾ                                                             | うえのきみこ                                                                   | ささきひろゆき                                                                 | ささきひろゆき                                                                 | 門脇孝一                                                                       | 11月15日 |
| 第818話    | 第11期⑫                                                                        | 大そうじはバタバタだゾ                                                         | 川辺美奈子                                                                     | 平井峰太郎                                                                     | 平井峰太郎                                                                     | 大森孝敏                                                                       | 12月13日 |
| 第818話    | 第11期⑫                                                                        | 夢のカフェをつくるゾ                                                           | 中弘子                                                                         | 平井峰太郎                                                                     | 平井峰太郎                                                                     | 間々田益男                                                                     | 12月13日 |

## 2014年
| 話数       | DVD収録                                                                         | サブタイトル                                                                    | 脚本                                                                            | 絵コンテ                                                                        | 演出                                                                            | 作画監督                                                                        | 放送日   |
| ---------- | ------------------------------------------------------------------------------- | ------------------------------------------------------------------------------- | ------------------------------------------------------------------------------- | ------------------------------------------------------------------------------- | ------------------------------------------------------------------------------- | ------------------------------------------------------------------------------- | -------- |
| 第819話    | 第11期⑫                                                                         | オラたち家電製品だゾ                                                            | うえのきみこ                                                                    | ささきひろゆき                                                                  | ささきひろゆき                                                                  | 間々田益男 木村陽子                                                             | 1月17日  |
| 第820話    | 第11期⑫                                                                         | かけっこ教室だゾ                                                                | うえのきみこ                                                                    | 貞光紳也                                                                        | 貞光紳也                                                                        | 樋口善法                                                                        | 1月31日  |
| 第820話    | 第11期⑫                                                                         | シロのお散歩ともだちだゾ                                                        | 翁妙子                                                                          | 貞光紳也                                                                        | 貞光紳也                                                                        | 樋口善法                                                                        | 1月31日  |
| 第820話    | -                                                                               | もしも、父ちゃんがロボットだったら…だゾ                                         | -                                                                               | ムトウユージ                                                                    | ムトウユージ                                                                    | [ 注 5 ]                                                                        | 1月31日  |
| 第821話    | 第11期⑫                                                                         | ワカサギ釣りだゾ                                                                | うえのきみこ                                                                    | 貞光紳也                                                                        | 貞光紳也                                                                        | 樋口善法                                                                        | 2月7日   |
| 第821話    | 第11期⑫                                                                         | アクション仮面が行方不明だゾ                                                    | 川辺美奈子                                                                      | 貞光紳也                                                                        | 貞光紳也                                                                        | 樋口善法                                                                        | 2月7日   |
| 第822話    | 第12期①                                                                         | 父ちゃんの日曜はツイてないゾ                                                    | 中弘子                                                                          | 横山広行                                                                        | 横山広行                                                                        | 間々田益男                                                                      | 2月14日  |
| 第822話    | 第12期①                                                                         | ランチでアート対決だゾ                                                          | 阪口和久                                                                        | 横山広行                                                                        | 横山広行                                                                        | 門脇孝一                                                                        | 2月14日  |
| 第823話    | 第12期①                                                                         | 父ちゃんよりいっぱい歩くゾ                                                      | 川辺美奈子                                                                      | ささきひろゆき                                                                  | ささきひろゆき                                                                  | 門脇孝一                                                                        | 2月28日  |
| 第823話    | 第12期①                                                                         | ゴーちゃん。が来たゾ                                                            | 川辺美奈子                                                                      | ささきひろゆき                                                                  | ささきひろゆき                                                                  | 木村陽子                                                                        | 2月28日  |
| SPECIAL 73 | ○                                                                               | 消費税が上がるゾ                                                                | 中弘子                                                                          | 横山広行                                                                        | 横山広行                                                                        | 木村陽子                                                                        | 3月7日   |
| SPECIAL 73 | ○                                                                               | アイドル先輩が来たゾ                                                            | 中弘子                                                                          | 平井峰太郎                                                                      | 平井峰太郎                                                                      | 大森孝敏                                                                        | 3月7日   |
| SPECIAL 73 | ○                                                                               | チョコビアイスが食べたいゾ                                                      | 中弘子                                                                          | 横山広行                                                                        | 横山広行                                                                        | 間々田益男                                                                      | 3月7日   |
| 第824話    | 第12期①                                                                         | ガマン対決だゾ                                                                  | 中弘子                                                                          | 横山広行                                                                        | 宮脇千鶴                                                                        | 林静香                                                                          | 3月14日  |
| 第824話    | 第12期①                                                                         | 父ちゃんをいやすゾ                                                              | 川辺美奈子                                                                      | 宮脇千鶴                                                                        | 宮脇千鶴                                                                        | 針金屋英郎                                                                      | 3月14日  |
| 第825話    | 第12期①                                                                         | 宇宙警察犬・ロボドッグだゾ                                                      | うえのきみこ                                                                    | 平井峰太郎                                                                      | 平井峰太郎                                                                      | 橋本とよ子 間々田益男                                                           | 4月11日  |
| SPECIAL 74 | クレヨンしんちゃん バカうまっ!B級グルメサバイバル!!（2013年）（監督：橋本昌和） | クレヨンしんちゃん バカうまっ!B級グルメサバイバル!!（2013年）（監督：橋本昌和） | クレヨンしんちゃん バカうまっ!B級グルメサバイバル!!（2013年）（監督：橋本昌和） | クレヨンしんちゃん バカうまっ!B級グルメサバイバル!!（2013年）（監督：橋本昌和） | クレヨンしんちゃん バカうまっ!B級グルメサバイバル!!（2013年）（監督：橋本昌和） | クレヨンしんちゃん バカうまっ!B級グルメサバイバル!!（2013年）（監督：橋本昌和） | 4月12日  |
| 第826話    | 第12期①                                                                         | マサオ兄ちゃんだゾ                                                              | 阪口和久                                                                        | 川崎逸朗                                                                        | たかおかきいち                                                                  | 樋口善法                                                                        | 4月18日  |
| 第826話    | 第12期①                                                                         | 代休父ちゃんだゾ                                                                | 溝井英一デービス                                                                | 川崎逸朗                                                                        | たかおかきいち                                                                  | 樋口善法                                                                        | 4月18日  |
| 第827話    | 第12期②                                                                         | まいごのコブタだゾ                                                              | 翁妙子                                                                          | ムトウユージ                                                                    | たかおかきいち                                                                  | 樋口善法                                                                        | 4月25日  |
| 第827話    | 第12期②                                                                         | レンタルショップのソムリエだゾ                                                  | 阪口和久                                                                        | 横山広行                                                                        | たかおかきいち                                                                  | 樋口善法                                                                        | 4月25日  |
| 第828話    | 第12期②                                                                         | ファザー牧場に行くゾ                                                            | うえのきみこ                                                                    | 横山広行                                                                        | 横山広行                                                                        | 高倉佳彦                                                                        | 5月2日   |
| 第828話    | 第12期②                                                                         | お天気お兄さんだゾ                                                              | 川辺美奈子                                                                      | 横山広行                                                                        | 横山広行                                                                        | 木村陽子                                                                        | 5月2日   |
| 第829話    | 第12期②                                                                         | あいちゃんのお弁当をいただくゾ                                                  | 翁妙子                                                                          | ささきひろゆき                                                                  | ささきひろゆき                                                                  | 間々田益男                                                                      | 5月16日  |
| 第829話    | 第12期②                                                                         | 引越しで仕分けるゾ                                                              | 翁妙子                                                                          | 平井峰太郎                                                                      | 平井峰太郎                                                                      | 針金屋英郎                                                                      | 5月16日  |
| 第830話    | 第12期②                                                                         | 執事喫茶だゾ                                                                    | 川辺美奈子                                                                      | 平井峰太郎                                                                      | 平井峰太郎                                                                      | 針金屋英郎                                                                      | 5月23日  |
| 第830話    | 第12期②                                                                         | シロとチェンジだゾ                                                              | 翁妙子                                                                          | 平井峰太郎                                                                      | 平井峰太郎                                                                      | 門脇孝一                                                                        | 5月23日  |
| 第831話    | 第12期②                                                                         | お塾を体験するゾ                                                                | 川辺美奈子                                                                      | ささきひろゆき                                                                  | ささきひろゆき                                                                  | 間々田益男                                                                      | 5月30日  |
| 第831話    | 第12期②                                                                         | ドミノで遊ぶゾ                                                                  | 翁妙子                                                                          | ささきひろゆき                                                                  | ささきひろゆき                                                                  | 原勝徳                                                                          | 5月30日  |
| 第832話    | 第12期③                                                                         | 突然!となりの昼ごはんだゾ                                                       | うえのきみこ                                                                    | 横山広行                                                                        | 横山広行                                                                        | 門脇孝一                                                                        | 6月6日   |
| 第832話    | 第12期③                                                                         | ことわざだゾ ～サルも木から落ちる編～                                           | -                                                                               | ムトウユージ                                                                    | ムトウユージ                                                                    | [ 注 5 ]                                                                        | 6月6日   |
| 第832話    | 第12期③                                                                         | なかなか爪が切れないゾ                                                          | うえのきみこ                                                                    | 横山広行                                                                        | 横山広行                                                                        | 林静香                                                                          | 6月6日   |
| 第833話    | 第12期③                                                                         | 今日も雨だゾ                                                                    | 中弘子                                                                          | ムトウユージ                                                                    | ムトウユージ                                                                    | 末吉裕一郎                                                                      | 6月13日  |
| 第833話    | 第12期③                                                                         | ことわざだゾ ～雨降って地固まる編～                                             | -                                                                               | ムトウユージ                                                                    | ムトウユージ                                                                    | [ 注 5 ]                                                                        | 6月13日  |
| 第833話    | 第12期③                                                                         | 冒険水着を買うゾ                                                                | 阪口和久                                                                        | 平井峰太郎                                                                      | ムトウユージ                                                                    | 高倉佳彦                                                                        | 6月13日  |
| 第834話    | 第12期③                                                                         | ねのねのねだゾ                                                                  | うえのきみこ                                                                    | ムトウユージ                                                                    | ささきひろゆき                                                                  | 原勝徳                                                                          | 6月20日  |
| 第834話    | 第12期③                                                                         | ことわざだゾ ～踏んだり蹴ったり編～                                             | -                                                                               | ムトウユージ                                                                    | ムトウユージ                                                                    | [ 注 5 ]                                                                        | 6月20日  |
| 第834話    | 第12期③                                                                         | LEDに替えるゾ                                                                   | 石臼登代                                                                        | ささきひろゆき                                                                  | ささきひろゆき                                                                  | 間々田益男                                                                      | 6月20日  |
| 第835話    | 第12期③                                                                         | 絶対に負けられないサッカー対決だゾ                                              | 阪口和久                                                                        | 平井峰太郎                                                                      | 平井峰太郎                                                                      | 針金屋英郎 末吉裕一郎                                                           | 6月27日  |
| 第835話    | 第12期③                                                                         | ことわざだゾ ～前門の虎、後門の狼編～                                           | -                                                                               | ムトウユージ                                                                    | ムトウユージ                                                                    | [ 注 5 ]                                                                        | 6月27日  |
| 第836話    | 第12期③                                                                         | さすらいの防衛隊だゾ                                                            | 川辺美奈子                                                                      | 杉山正樹                                                                        | 大豆一博                                                                        | 大豆一博                                                                        | 7月11日  |
| 第836話    | 第12期③                                                                         | 地獄のセールスレディ・リターンズだゾ                                            | うえのきみこ                                                                    | 杉山正樹                                                                        | 大豆一博                                                                        | 大豆一博                                                                        | 7月11日  |
| 第837話    | 第12期④                                                                         | むさえちゃんの自動車教習だゾ                                                    | 中弘子                                                                          | 横山広行                                                                        | 横山広行                                                                        | 大森孝敏                                                                        | 8月8日   |
| 第837話    | 第12期④                                                                         | オラは見た!カスカベ都市伝説 ガチャガチャ人間だゾ                                | うえのきみこ                                                                    | 高橋渉                                                                          | ムトウユージ                                                                    | 針金屋英郎                                                                      | 8月8日   |
| 第838話    | 第12期④                                                                         | むさえちゃんは免許を取れるのカ～だゾ                                            | 中弘子                                                                          | 横山広行                                                                        | 横山広行                                                                        | 高倉佳彦                                                                        | 8月29日  |
| 第838話    | 第12期④                                                                         | レジェンド オブ なぐられうさぎだゾ                                              | 中弘子                                                                          | ムトウユージ                                                                    | ムトウユージ                                                                    | 林静香                                                                          | 8月29日  |
| 第839話    | 第12期④                                                                         | プラネタリウムに行くゾ                                                          | 川辺美奈子                                                                      | ささきひろゆき                                                                  | ささきひろゆき                                                                  | 原勝徳                                                                          | 9月12日  |
| 第839話    | 第12期④                                                                         | アイドルをプロデュースするゾ                                                    | 翁妙子                                                                          | 横山広行                                                                        | ささきひろゆき                                                                  | 間々田益男                                                                      | 9月12日  |
| 第840話    | 第12期④                                                                         | ボーちゃんが気になるゾ                                                          | 中弘子                                                                          | 杉山正樹                                                                        | 大豆一博                                                                        | 大豆一博                                                                        | 9月19日  |
| 第840話    | 第12期④                                                                         | 晩ごはんはまかせろだゾ                                                          | 翁妙子                                                                          | 松村玲                                                                          | 大豆一博                                                                        | 大豆一博                                                                        | 9月19日  |
| 第841話    | 第12期④                                                                         | ひまわりの怖いものだゾ                                                          | 川辺美奈子                                                                      | 平井峰太郎                                                                      | 平井峰太郎                                                                      | 門脇孝一                                                                        | 10月17日 |
| 第841話    | 第12期④                                                                         | おゆうぎ会の準備だゾ                                                            | 川辺美奈子                                                                      | 平井峰太郎                                                                      | 平井峰太郎                                                                      | 針金屋英郎                                                                      | 10月17日 |
| 第842話    | 第12期⑤                                                                         | サトイモ掘りだゾ                                                                | 阪口和久                                                                        | 横山広行                                                                        | 横山広行                                                                        | 原勝徳                                                                          | 10月24日 |
| 第842話    | 第12期⑤                                                                         | 毒舌で人気者だゾ                                                                | 中弘子                                                                          | 横山広行                                                                        | 横山広行                                                                        | 間々田益男                                                                      | 10月24日 |
| 第843話    | 第12期⑤                                                                         | 女子校の学園祭にいくゾ                                                          | 阪口和久                                                                        | 高橋渉                                                                          | 岡田堅二朗                                                                      | 大豆一博                                                                        | 10月31日 |
| 第843話    | 第12期⑤                                                                         | レアなボイスがききたいゾ                                                        | 川辺美奈子                                                                      | 杉山正樹                                                                        | 岡田堅二朗                                                                      | 大豆一博                                                                        | 10月31日 |
| 第844話    | 第12期⑤                                                                         | ネネちゃんのエコバッグを追え!だゾ                                               | 阪口和久                                                                        | 平井峰太郎                                                                      | 平井峰太郎                                                                      | 大森孝敏                                                                        | 11月21日 |
| 第844話    | 第12期⑤                                                                         | おもちゃをかたづけるゾ                                                          | 中弘子                                                                          | 平井峰太郎                                                                      | 平井峰太郎                                                                      | 針金屋英郎                                                                      | 11月21日 |
| 第845話    | 第12期⑤                                                                         | 父ちゃんと磯釣りだゾ                                                            | 阪口和久                                                                        | 横山広行                                                                        | 横山広行                                                                        | 針金屋英郎                                                                      | 11月28日 |
| 第845話    | 第12期⑤                                                                         | 原稿はどこへいった!?だゾ                                                        | 中弘子                                                                          | 横山広行                                                                        | 横山広行                                                                        | 門脇孝一                                                                        | 11月28日 |
| 第846話    | 第12期⑤                                                                         | 携帯電話をなくしたゾ                                                            | うえのきみこ                                                                    | ささきひろゆき                                                                  | ささきひろゆき                                                                  | 大森孝敏                                                                        | 12月5日  |
| 第846話    | 第12期⑤                                                                         | スマホにするゾ                                                                  | うえのきみこ                                                                    | ささきひろゆき                                                                  | ささきひろゆき                                                                  | 間々田益男                                                                      | 12月5日  |
| 第847話    | 第12期⑥                                                                         | スマホでドキドキだゾ                                                            | 阪口和久                                                                        | ささきひろゆき                                                                  | ささきひろゆき                                                                  | 門脇孝一                                                                        | 12月12日 |
| 第847話    | 第12期⑥                                                                         | 防衛隊の忘年会だゾ                                                              | 川辺美奈子                                                                      | ささきひろゆき                                                                  | ささきひろゆき                                                                  | 原勝徳                                                                          | 12月12日 |

## 2015年
| 話数       | DVD収録 | サブタイトル | 脚本 | 絵コンテ | 演出 | 作画監督 | 放送日   |
| ---------- | --- | --- | --- | --- | --- | --- | -------- |
| 第848話    | 第12期⑥ | 湯たんぽでぬくぬくだゾ | 川辺美奈子 | 平井峰太郎 | 平井峰太郎 | 間々田益男 | 1月9日   |
| 第848話    | 第12期⑥ | ゼッタイに拾いたい石だゾ | 川辺美奈子 | 平井峰太郎 | 平井峰太郎 | 大森孝敏 | 1月9日   |
| 第849話    | 第12期⑥ | 雪の宿のミステリーだゾ | 阪口和久 | ささきひろゆき | ささきひろゆき | 間々田益男 | 1月30日  |
| 第850話    | 第12期⑥ | アゲアゲ母ちゃん29号だゾ | 清水東 | 平井峰太郎 | 平井峰太郎 | 高倉佳彦 | 2月6日   |
| 第850話    | 第12期⑥ | 愛のみかんだゾ | 清水東 | 平井峰太郎 | 平井峰太郎 | 林静香 | 2月6日   |
| 第851話    | 第12期⑥ | サンキューベリードッグだゾ | 黒住光 | 横山広行 | 横山広行 | 林静香 | 2月13日  |
| 第851話    | 第12期⑥ | 風間くんとおつかいだゾ | 川辺美奈子 | 横山広行 | 横山広行 | 針金屋英郎 | 2月13日  |
| 第852話    | 第12期⑦ | インコがきた!だゾ | 相内美生 | 高橋渉 | 高橋渉 | 橋本とよ子 | 2月20日  |
| 第852話    | 第12期⑦ | 疑惑!?父ちゃんの写真だゾ | 相内美生 | 高橋渉 | 高橋渉 | 大森孝敏 | 2月20日  |
| 第853話    | 第12期⑦ | テニスで対決だゾ | 阪口和久 | 横山広行 | 横山広行 | 門脇孝一 | 2月27日  |
| 第853話    | 第12期⑦ | 本屋さんでサイン会だゾ | 川辺美奈子 | 横山広行 | 横山広行 | 大森孝敏 | 2月27日  |
| SPECIAL 75 | 第12期⑦ | ミッチー&ヨシりんとリアルおままごとだゾ                                                                                                  | 川辺美奈子 | 平井峰太郎 | 横山広行 | 橋本とよ子 | 3月6日   |
| SPECIAL 75 | 第12期⑦ | 若い二人はこうして家を買ったゾ | 清水東 | ムトウユージ | ムトウユージ | 間々田益男 入江康智 | 3月6日   |
| 第854話    | 第12期⑦ | ひまわりが眠れないゾ | 相内美生 | 平井峰太郎 | 平井峰太郎 | 間々田益男 | 3月13日  |
| 第854話    | 第12期⑦ | 床下のヒミツだゾ | 黒住光 | 義野利幸 | 平井峰太郎 | 間々田益男 | 3月13日  |
| 第855話    | 第12期⑦ | かぶってるゾ | 清水東 | ささきひろゆき | ささきひろゆき | 門脇孝一 | 3月20日  |
| 第855話    | 第12期⑧ | 掃除機を買うゾ | 阪口和久 | 義野利幸 | ささきひろゆき | 間々田益男 | 3月20日  |
| SPECIAL 76 | 「ドラえもん クレヨンしんちゃん 春だ!映画だ!3時間アニメ祭り」 クレヨンしんちゃん ガチンコ!逆襲のロボとーちゃん（2014年）（監督：高橋渉） | 「ドラえもん クレヨンしんちゃん 春だ!映画だ!3時間アニメ祭り」 クレヨンしんちゃん ガチンコ!逆襲のロボとーちゃん（2014年）（監督：高橋渉） | 「ドラえもん クレヨンしんちゃん 春だ!映画だ!3時間アニメ祭り」 クレヨンしんちゃん ガチンコ!逆襲のロボとーちゃん（2014年）（監督：高橋渉） | 「ドラえもん クレヨンしんちゃん 春だ!映画だ!3時間アニメ祭り」 クレヨンしんちゃん ガチンコ!逆襲のロボとーちゃん（2014年）（監督：高橋渉） | 「ドラえもん クレヨンしんちゃん 春だ!映画だ!3時間アニメ祭り」 クレヨンしんちゃん ガチンコ!逆襲のロボとーちゃん（2014年）（監督：高橋渉） | 「ドラえもん クレヨンしんちゃん 春だ!映画だ!3時間アニメ祭り」 クレヨンしんちゃん ガチンコ!逆襲のロボとーちゃん（2014年）（監督：高橋渉） | 4月10日  |
| 第856話    | 第12期⑧ | たけのこ大襲撃だゾ | うえのきみこ | 平井峰太郎 | 平井峰太郎 | 橋本とよ子 間々田益男 | 4月17日  |
| 第857話    | 第12期⑧ | 家に入れないゾ | 黒住光 | 横山広行 | 横山広行 | 間々田益男 | 4月24日  |
| 第857話    | 第12期⑧ | インターネットでお電話するゾ | 川辺美奈子 | 横山広行 | 横山広行 | 門脇孝一 | 4月24日  |
| 第858話    | 第12期⑧ | シロの引越し物語だゾ | うえのきみこ | 増井壮一 | ムトウユージ | 末吉裕一郎 | 5月1日   |
| 第858話    | 第12期⑧ | ちんあなごを見たいゾ | 川辺美奈子 | 義野利幸 | ムトウユージ | 木村陽子 | 5月1日   |
| 第859話    | 第12期⑧ | 骨折父ちゃんだゾ | 黒住光 | ささきひろゆき | ささきひろゆき | 大森孝敏 | 5月8日   |
| 第859話    | 第12期⑧ | ゆるキャラをプロデュースするゾ | 清水東 | 義野利幸 | ささきひろゆき | 針金屋英郎 | 5月8日   |
| 第860話    | 第12期⑧ | 〜骨折父ちゃん〜つきそいするゾ | 黒住光 | 横山広行 | 横山広行 | 門脇孝一 | 5月15日  |
| 第860話    | 第12期⑨ | バッグを拾ったゾ | 清水東 | 横山広行 | 横山広行 | 原勝徳 | 5月15日  |
| 第861話    | 第12期⑨ | 〜骨折父ちゃん〜ギプスをはずすゾ | 黒住光 | 平井峰太郎 | 平井峰太郎 | 高倉佳彦 | 5月22日  |
| 第861話    | 第12期⑨ | 忍ちゃんとお留守番だゾ | 川辺美奈子 | 平井峰太郎 | 平井峰太郎 | 間々田益男 | 5月22日  |
| 第862話    | 第12期⑨ | 双子がきたゾ | 阪口和久 | ムトウユージ 高橋渉 | ムトウユージ | 末吉裕一郎 林静香 | 5月29日  |
| 第862話    | - | クレヨンしんちゃん×アイムホーム（前編）                                                                                                  | - | ムトウユージ | ムトウユージ | 末吉裕一郎 | 5月29日  |
| 第863話    | 第12期⑨ | 春我部は今日も雨だったゾ | 黒住光 | 三原三千夫 | ささきひろゆき | 針金屋英郎 | 6月5日   |
| 第863話    | 第12期⑨ | 紅さそり隊解散だゾ | 阪口和久 | ささきひろゆき | ささきひろゆき | 大森孝敏 | 6月5日   |
| 第863話    | - | クレヨンしんちゃん×アイムホーム（後編）                                                                                                  | - | ムトウユージ | ムトウユージ | 末吉裕一郎 | 6月5日   |
| 第864話    | 第12期⑨ | 待ち受け画像を撮るゾ | 清水東 | 横山広行 | 横山広行 | 高倉佳彦 | 6月12日  |
| 第864話    | 第12期⑨ | ザキヤマさんが来〜る〜だゾ | うえのきみこ | 横山広行 | 横山広行 | 原勝徳 | 6月12日  |
| 第865話    | 第12期⑨ | ドローンは見てたゾ | 黒住光 | 川崎逸朗 | 川崎逸朗 | 荒川眞嗣 | 6月19日  |
| 第865話    | 第12期⑩ | 地獄のセールスレディ逆襲だゾ | うえのきみこ | 川崎逸朗 | 川崎逸朗 | 荒川眞嗣 | 6月19日  |
| 第866話    | 第12期⑩ | 夏のおでかけ会議だゾ | 川辺美奈子 | 平井峰太郎 | 平井峰太郎 | 門脇孝一 | 6月26日  |
| 第866話    | 第12期⑩ | ぬか漬けデビューだゾ | ひるまちかこ | 平井峰太郎 | 平井峰太郎 | 林静香 | 6月26日  |
| 第867話    | 第12期⑪ | テーブルを回すゾ | ひるまちかこ | しぎのあきら | ささきひろゆき | 針金屋英郎 | 7月10日  |
| 第867話    | 第12期⑩ | ラジオ体操で早起きだゾ | 阪口和久 | しぎのあきら | ささきひろゆき | 末吉裕一郎 | 7月10日  |
| 第868話    | 第12期⑩ | 純情かき氷だゾ | 清水東 | 平井峰太郎 | 横山広行 | 大森孝敏 | 7月31日  |
| 第868話    | 第12期⑩ | 熱血!修造先生とプールだゾ | 川辺美奈子 | 横山広行 | 横山広行 | 高倉佳彦 | 7月31日  |
| 第869話    | 第12期⑩ | キャンプへ行くゾ | 川辺美奈子 | 川崎逸朗 | 川崎逸朗 | 荒川眞嗣 | 8月21日  |
| 第870話    | 第12期⑩ | ひみつちゃんと勝負だゾ | 川辺美奈子 | 平井峰太郎 | 平井峰太郎 | 木村陽子 | 8月28日  |
| 第870話    | 第12期⑩ | ひみつちゃんは友だちだゾ | 川辺美奈子 | 平井峰太郎 | 平井峰太郎 | 高倉佳彦 | 8月28日  |
| 第871話    | - | 幻のセミを捕るゾ | 黒住光 | 義野利幸 | ムトウユージ | 原勝徳 | 9月11日  |
| 第871話    | ○ | なぐられうさぎ〈泡〉だゾ | ムトウユージ | ムトウユージ | ムトウユージ | 林静香 | 9月11日  |
| 第872話    | 第12期⑪ | 動物園はウキウッキーだゾ | うえのきみこ | 大塚隆史 | 大塚隆史 | 大森孝敏 林静香 | 10月9日  |
| 第873話    | 第12期⑪ | たこパーでドキドキだゾ | ひるまちかこ | 義野利幸 | ささきひろゆき | 原勝徳 | 10月16日 |
| 第873話    | 第12期⑪ | つみ木で対決だゾ | 阪口和久 | ささきひろゆき | ささきひろゆき | 尾鷲英俊 | 10月16日 |
| 第874話    | 第12期⑪ | ひまわりのキケンな遊びだゾ | - | ムトウユージ | ムトウユージ | [ 注 5 ] | 10月23日 |
| 第874話    | 第12期⑪ | 母ちゃんは捨てる女だゾ | 清水東 | 平井峰太郎 | 平井峰太郎 | 高倉佳彦 | 10月23日 |
| 第874話    | 第12期⑪ | 恋の交通安全戦士だゾ | 清水東 | 平井峰太郎 | 平井峰太郎 | 針金屋英郎 | 10月23日 |
| 第875話    | 第12期⑪ | 父ちゃんと紙相撲だゾ | 黒住光 | 川崎逸朗 | 川崎逸朗 | 荒川眞嗣 | 10月30日 |
| 第875話    | 第12期⑪ | マサオくんを心配するゾ | ひるまちかこ | 川崎逸朗 | 川崎逸朗 | 荒川眞嗣 | 10月30日 |
| 第876話    | - | 母ちゃんをイヤすゾ!? | - | ムトウユージ | ムトウユージ | [ 注 5 ] | 11月6日  |
| 第876話    | 第12期⑪ | 勇者のけん玉だゾ | 清水東 | 横山広行 | 横山広行 | 針金屋英郎 | 11月6日  |
| 第876話    | 第12期⑫ | オラは見た!カスカベ都市伝説 呪いのあみだくじだゾ                                                                                         | うえのきみこ | 横山広行 | 横山広行 | 門脇孝一 | 11月6日  |
| 第877話    | 第12期⑫ | 風間くんのゴールだゾ | - | ムトウユージ | ムトウユージ | [ 注 5 ] | 11月13日 |
| 第877話    | 第12期⑫ | 警察犬シロだゾ | 黒住光 | 横山広行 | 横山広行 | 門脇孝一 | 11月13日 |
| 第877話    | 第12期⑫ | あいちゃんがイメチェンだゾ | 黒住光 | 横山広行 | 横山広行 | 大森孝敏 | 11月13日 |
| 第878話    | 第12期⑫ | 父ちゃんはど〜こだ?だゾ | 阪口和久 | ささきひろゆき | ささきひろゆき | 原勝徳 | 11月20日 |
| 第878話    | 第12期⑫ | おならが出そうだゾ | 清水東 | ささきひろゆき | ささきひろゆき | 門脇孝一 | 11月20日 |
| 第878話    | - | 仕事人に頼んだゾ | - | ムトウユージ | ムトウユージ | 間々田益男 | 11月20日 |
| 第879話    | 第12期⑫ | ゴロ寝主婦を卒業するゾ | ひるまちかこ | 川崎逸朗 | 川崎逸朗 | 荒川眞嗣 | 11月27日 |
| 第879話    | 第12期⑫ | 静電気でビビビ!だゾ | ひるまちかこ | 川崎逸朗 | 川崎逸朗 | 荒川眞嗣 | 11月27日 |
| 第879話    | - | オラ、仕事人だゾ | - | ムトウユージ | ムトウユージ | 間々田益男 | 11月27日 |
| 第880話    | 第12期⑫ | イルミネーションを見にいくゾ | 黒住光 | 横山広行 | 横山広行 | 尾鷲英俊 | 12月4日  |
| 第880話    | 第12期⑫ | 手袋で真剣勝負だゾ | 阪口和久 | 横山広行 | 横山広行 | 大森孝敏 | 12月4日  |
| 第881話    | 第12期⑫ | 恋のスケート大作戦だゾ | うえのきみこ | 横山広行 | ムトウユージ | 間々田益男 | 12月11日 |
| 第881話    | 第13期① | オラは見た!カスカベ都市伝説 恐怖のアプリだゾ                                                                                             | 川辺美奈子 | ムトウユージ | ムトウユージ | 林静香 | 12月11日 |

## 2016年
| 話数       | DVD収録 | サブタイトル | 脚本 | 絵コンテ | 演出 | 作画監督 | 放送日   |
| ---------- | --- | --- | --- | --- | --- | --- | -------- |
| 第882話    | 第13期① | 秘湯に行くゾ | 黒住光 | 平井峰太郎 | 平井峰太郎 | 高倉佳彦 林静香 | 1月15日  |
| 第883話    | 第13期① | 眠れないオラだゾ | - | ムトウユージ | ムトウユージ | 木村陽子 | 1月22日  |
| 第883話    | 第13期① | 父ちゃんのとりあえず主夫だゾ | 清水東 | 平井峰太郎 | 平井峰太郎 | 高倉佳彦 | 1月22日  |
| 第883話    | 第13期① | ネネちゃんのピアノリサイタルだゾ | 阪口和久 | 平井峰太郎 | 平井峰太郎 | 木村陽子 | 1月22日  |
| 第884話    | 第13期① | 眠れない父ちゃんだゾ | - | ムトウユージ | ムトウユージ | 木村陽子 | 1月29日  |
| 第884話    | 第13期① | お風呂はイヤイヤ!だゾ | 川辺美奈子 | 義野利幸 | ささきひろゆき | 橋本とよ子 | 1月29日  |
| 第884話    | 第13期① | オラと雪の合戦だゾ | 川辺美奈子 | ささきひろゆき | ささきひろゆき | 間々田益男 | 1月29日  |
| 第885話    | 第13期① | 眠れないシロだゾ | - | ムトウユージ | ムトウユージ | 木村陽子 | 2月5日   |
| 第885話    | 第13期① | シロが太っちゃったゾ | 清水東 | 横山広行 | 横山広行 | 尾鷲英俊 | 2月5日   |
| 第885話    | 第13期① | オラはファッションリーダーだゾ | 黒住光 | 横山広行 | 横山広行 | 門脇孝一 | 2月5日   |
| 第886話    | 第13期① | 眠れない母ちゃんだゾ | - | 平井峰太郎 | 平井峰太郎 | 木村陽子 | 2月12日  |
| 第886話    | 第13期① | ガラス越しの恋だゾ | ひるまちかこ | 川崎逸朗 | 川崎逸朗 | 荒川眞嗣 | 2月12日  |
| 第886話    | 第13期② | しゃっくりを止めたいゾ | 川辺美奈子 | 川崎逸朗 | 川崎逸朗 | 荒川眞嗣 | 2月12日  |
| 第887話    | 第13期② | おもちつきが楽しみだゾ | うえのきみこ | 平井峰太郎 | 平井峰太郎 | 間々田益男 | 2月19日  |
| 第887話    | 第13期② | スーパー実演販売士がきたゾ | 黒住光 | 平井峰太郎 | 平井峰太郎 | 門脇孝一 | 2月19日  |
| 第888話    | 第13期② | オラたちのハザードマップだゾ | ひるまちかこ | 横山広行 | 横山広行 | 橋本とよ子 | 2月26日  |
| 第888話    | 第13期② | お肉をキャッチするゾ | 阪口和久 | 横山広行 | 横山広行 | 尾鷲英俊 | 2月26日  |
| SPECIAL 77 | 第13期② | 新幹線でサスペンスだゾ | 黒住光 | ムトウユージ | ムトウユージ | 間々田益男 | 3月4日   |
| SPECIAL 77 | 第13期② | 風間くんは忘れ物しないゾ | 清水東 | 川崎逸朗 | 川崎逸朗 | 荒川眞嗣 | 3月4日   |
| SPECIAL 77 | 第13期② | 新しい靴を買うゾ | ひるまちかこ | 川崎逸朗 | 川崎逸朗 | 荒川眞嗣 | 3月4日   |
| 第889話    | 第13期③ | 男の沽券にかかわるゾ | うえのきみこ | 平井峰太郎 | 平井峰太郎 | 間々田益男 | 3月11日  |
| 第889話    | 第13期② | ななこおねいさんを探しに行くゾ | 川辺美奈子 | 平井峰太郎 | 平井峰太郎 | 橋本とよ子 | 3月11日  |
| SPECIAL 78 | 「ドラえもん クレヨンしんちゃん 春だ!映画だ!3時間アニメ祭り」 クレヨンしんちゃん オラの引越し物語 サボテン大襲撃（2015年）（監督：橋本昌和） | 「ドラえもん クレヨンしんちゃん 春だ!映画だ!3時間アニメ祭り」 クレヨンしんちゃん オラの引越し物語 サボテン大襲撃（2015年）（監督：橋本昌和） | 「ドラえもん クレヨンしんちゃん 春だ!映画だ!3時間アニメ祭り」 クレヨンしんちゃん オラの引越し物語 サボテン大襲撃（2015年）（監督：橋本昌和） | 「ドラえもん クレヨンしんちゃん 春だ!映画だ!3時間アニメ祭り」 クレヨンしんちゃん オラの引越し物語 サボテン大襲撃（2015年）（監督：橋本昌和） | 「ドラえもん クレヨンしんちゃん 春だ!映画だ!3時間アニメ祭り」 クレヨンしんちゃん オラの引越し物語 サボテン大襲撃（2015年）（監督：橋本昌和） | 「ドラえもん クレヨンしんちゃん 春だ!映画だ!3時間アニメ祭り」 クレヨンしんちゃん オラの引越し物語 サボテン大襲撃（2015年）（監督：橋本昌和） | 4月1日   |
| 第890話    | 第13期③ | 父ちゃんが起きない!?だゾ | 黒住光 | 増井壮一 | ムトウユージ | 間々田益男 | 4月15日  |
| 第891話    | 第13期③ | 寝ている間にアートだゾ | ひるまちかこ | ささきひろゆき | ささきひろゆき | 間々田益男 | 4月22日  |
| 第891話    | 第13期③ | まつざか先生を応援するゾ | 川辺美奈子 | ささきひろゆき | ささきひろゆき | 門脇孝一 | 4月22日  |
| 第892話    | 第13期③ | 隣のおじさんの顔が見たいゾ | 清水東 | 横山広行 | 横山広行 | 木村陽子 | 4月29日  |
| 第892話    | 第13期③ | 風間くんと怒られちゃったゾ | 阪口和久 | 横山広行 | 横山広行 | 橋本とよ子 | 4月29日  |
| 第893話    | 第13期③ | お出かけするのもひと苦労だゾ | ひるまちかこ | 平井峰太郎 | 平井峰太郎 | 木村陽子 | 5月6日   |
| 第893話    | 第13期③ | マサオくんの正夢だゾ | 清水東 | 平井峰太郎 | 平井峰太郎 | 門脇孝一 | 5月6日   |
| 第894話    | 第13期③ | 田植え体験だゾ | 川辺美奈子 | 川崎逸朗 | 川崎芳樹 | 荒川眞嗣 | 5月13日  |
| 第894話    | 第13期④ | ぶりぶりざえもんの冒険 覚醒編 | 清水東 | ささきひろゆき | ささきひろゆき | 間々田益男 | 5月13日  |
| 第895話    | 第13期④ | 洗濯物を集めるゾ | 中弘子 | 川崎逸朗 | 川崎芳樹 | 荒川眞嗣 | 5月20日  |
| 第895話    | 第13期④ | ぶりぶりざえもんの冒険 閃光編 | 清水東 | ささきひろゆき | ささきひろゆき | 針金屋英郎 | 5月20日  |
| 第896話    | 第13期④ | よしなが先生がクビ!?だゾ | 黒住光 | 平井峰太郎 | 平井峰太郎 | 原勝徳 | 5月27日  |
| 第896話    | 第13期④ | ボーちゃんはこだわるゾ | 中弘子 | 平井峰太郎 | 平井峰太郎 | 高倉佳彦 | 5月27日  |
| 第897話    | 第13期④ | ストップウォッチではかるゾ | - | ムトウユージ | ムトウユージ | 木村陽子 | 6月10日  |
| 第897話    | 第13期④ | こわ〜い歯医者さんだゾ | 清水東 | 横山広行 | 横山広行 | 林静香 | 6月10日  |
| 第897話    | 第13期④ | シロとひな鳥だゾ | 阪口和久 | 横山広行 | 横山広行 | 大森孝敏 | 6月10日  |
| 第898話    | 第13期④ | 変わったシュミだゾ | - | 平井峰太郎 | 平井峰太郎 | 木村陽子 | 6月17日  |
| 第898話    | 第13期④ | 泥んこでただいまだゾ | 川辺美奈子 | 荒川眞嗣 | ムトウユージ | 間々田益男 | 6月17日  |
| 第898話    | 第13期④ | 雨の日は転職日和だゾ | 中弘子 | 川崎芳樹 | ムトウユージ | 間々田益男 | 6月17日  |
| 第899話    | 第13期⑤ | 糸を通すゾ | - | 平井峰太郎 | 平井峰太郎 | 木村陽子 | 6月24日  |
| 第899話    | 第13期⑤ | 父ちゃんが坊主頭だゾ | 阪口和久 黒住光 | 平井峰太郎 | 平井峰太郎 | 林静香 大森孝敏 | 6月24日  |
| 第900話    | 第13期④ | 思い出したいマサオくんだゾ | 川辺美奈子 | 鈴木卓夫 | 加藤顕 | 生野裕子 | 7月8日   |
| 第900話    | 第13期⑤ | 父ちゃんと地獄のセールスレディだゾ | 川辺美奈子 | 奥澤明裕 | 加藤顕 | 辻加奈子 玉利和枝 | 7月8日   |
| 第901話    | 第13期⑤ | み〜た〜わ〜ね〜だゾ | 中弘子 | 横山広行 | 横山広行 | 橋本とよ子 | 7月22日  |
| 第901話    | 第13期⑤ | しんのすけ対シン・ゴジラだゾ | 中弘子 | ムトウユージ | ムトウユージ | 高倉佳彦 | 7月22日  |
| 第902話    | 第13期⑤ | 枝豆を育てるゾ | ひるまちかこ | 横山広行 | 横山広行 | 門脇孝一 | 7月29日  |
| 第902話    | 第13期⑤ | ぶりぶりざえもんの冒険 天下統一編 | 清水東 | 高橋渉 | 高橋渉 | 間々田益男 | 7月29日  |
| 第903話    | 第13期⑤ | 冷蔵庫のおかたづけだゾ | ひるまちかこ | ささきひろゆき | ささきひろゆき | 門脇孝一 | 8月5日   |
| 第903話    | 第13期⑤ | タクシードライバーしんのすけだゾ | 清水東 | ささきひろゆき | ささきひろゆき | 木村陽子 | 8月5日   |
| 第904話    | 第13期⑤ | ユーとリーが来たゾ | 中弘子 | 横山広行 | 横山広行 | 橋本とよ子 | 8月12日  |
| 第904話    | 第13期⑥ | 金魚をもらったゾ | 中弘子 | 横山広行 | 横山広行 | 大森孝敏 | 8月12日  |
| 第905話    | 第13期⑥ | 着せ放題がアツいゾ | 成田良美 | 平井峰太郎 | 平井峰太郎 | 林静香 | 8月19日  |
| 第905話    | 第13期⑥ | くじを引きたい風間くんだゾ | 川辺美奈子 | 平井峰太郎 | 平井峰太郎 | 間々田益男 | 8月19日  |
| 第906話    | 第13期⑥ | ギリギリで買い物するゾ | ひるまちかこ | 横山広行 | 横山広行 | 間々田益男 | 8月26日  |
| 第906話    | 第13期⑥ | 思いが重いマサオくんだゾ | 川辺美奈子 | 奥澤明裕 | 横山広行 | 生野裕子 | 8月26日  |
| 第907話    | 第13期⑥ | つみきをくずしたいゾ | - | ムトウユージ | ムトウユージ | 木村陽子 | 9月9日   |
| 第907話    | 第13期⑥ | 冷やし中華が食べたいゾ | 清水東 | 美月輝 | ムトウユージ | 高倉佳彦 | 9月9日   |
| 第907話    | 第13期⑥ | 手作りブローチをあげるゾ | 中弘子 | 平井峰太郎 | ムトウユージ | 大森孝敏 | 9月9日   |
| 第908話    | 第13期⑥ | 母ちゃんを手伝うゾ | - | 今村洋輝 | 今村洋輝 | 木村陽子 | 9月16日  |
| 第908話    | 第13期⑥ | ななこおねいさんと手をつなぎたいゾ | 阪口和久 | 高橋渉 | ささきひろゆき | 門脇孝一 | 9月16日  |
| 第908話    | 第13期⑥ | 手品を見せたいゾ | 黒住光 | ささきひろゆき | ささきひろゆき | 間々田益男 | 9月16日  |
| 第909話    | 第13期⑥ | 父ちゃんと会社ごっこだゾ | 清水東 | 横山広行 | 横山広行 | 林静香 | 10月14日 |
| 第909話    | 第13期⑦ | サイコロ電車だゾ | 川辺美奈子 | 横山広行 | 横山広行 | 間々田益男 | 10月14日 |
| 第910話    | 第13期⑦ | シリマルダシをなめるな!だゾ | - | ムトウユージ | ムトウユージ | 木村陽子 | 10月21日 |
| 第910話    | 第13期⑦ | お風呂は戦闘だゾ | 黒住光 | 平井峰太郎 | 平井峰太郎 | 大森孝敏 高倉佳彦 | 10月21日 |
| 第911話    | 第13期⑦ | テープがくっついたゾ | - | ムトウユージ | ムトウユージ | 高倉佳彦 | 10月28日 |
| 第911話    | 第13期⑦ | グラタンは熱～いゾ | 中弘子 | 中村憲由 | 中村憲由 | 林静香 | 10月28日 |
| 第911話    | 第13期⑦ | おやつをシェアするゾ | ひるまちかこ | しばたあきひさ | ムトウユージ | 木村陽子 | 10月28日 |
| 第912話    | 第13期⑦ | いたずらっ子ひまわりだゾ | - | ムトウユージ | ムトウユージ | 木村陽子 | 11月4日  |
| 第912話    | 第13期⑦ | カニカニバトルだゾ | 黒住光 | 横山広行 | 横山広行 | 原勝徳 | 11月4日  |
| 第912話    | 第13期⑦ | うちわで応援するゾ | 中弘子 | 横山広行 | 横山広行 | 橋本とよ子 | 11月4日  |
| 第913話    | 第13期⑦ | ぶりぶりざえもんのプチ冒険 夕暮れ編 | - | ムトウユージ | ムトウユージ | 原勝徳 | 11月18日 |
| 第913話    | 第13期⑦ | 野原家新車を買うシリーズ① 車が壊れたゾ | 清水東 | 平井峰太郎 | ささきひろゆき | 門脇孝一 | 11月18日 |
| 第913話    | 第13期⑦ | カスカベ国際警察特捜班 怪盗眠りネコを追え!だゾ                                                                                               | 黒住光 | ささきひろゆき | ささきひろゆき | 大森孝敏 | 11月18日 |
| 第914話    | 第13期⑧ | 紅葉を見にいこうよ～だゾ | - | ムトウユージ | ムトウユージ | 木村陽子 | 11月25日 |
| 第914話    | 第13期⑦ | 野原家新車を買うシリーズ② 外車は男のマロンだゾ                                                                                               | 清水東 | 平井峰太郎 | ムトウユージ | 高倉佳彦 | 11月25日 |
| 第914話    | 第13期⑧ | 紅さそり隊に入りたいゾ | 阪口和久 | 石山タカ明 | 久保太郎 | 木村陽子 | 11月25日 |
| 第915話    | 第13期⑧ | 野原家新車を買うシリーズ③ とうとう車を買うゾ                                                                                                 | 清水東 | 平井峰太郎 | 平井峰太郎 | 橋本とよ子 | 12月2日  |
| 第915話    | 第13期⑧ | むさえちゃん家を大捜索だゾ | 川辺美奈子 | しばたあきひさ | 平井峰太郎 | 間々田益男 | 12月2日  |
| 第916話    | 第13期⑧ | ななこ先生だゾ | 中弘子 | 横山広行 | 横山広行 | 林静香 | 12月9日  |
| 第916話    | 第13期⑧ | 勝負!フィギュアスケート城だゾ | 黒住光 | 横山広行 | 横山広行 | 門脇孝一 | 12月9日  |
| 第917話    | 第13期⑧ | 年末あるあるだゾ | - | ムトウユージ | ムトウユージ | 木村陽子 | 12月16日 |
| 第917話    | 第13期⑧ | どうしたネネちゃん!?だゾ | 中弘子 | しばたあきひさ | 則座誠 | 高倉佳彦 | 12月16日 |
| 第917話    | 第13期⑧ | 見たいのに見られないゾ | ひるまちかこ | 中村憲由 | 中村憲由 | 大森孝敏 | 12月16日 |

## 2017年
| 話数       | DVD収録 | サブタイトル | 脚本 | 絵コンテ | 演出 | 作画監督 | 放送日   |
| ---------- | --- | --- | --- | --- | --- | --- | -------- |
| 第918話    | 第13期⑧ | オラのクツが行方不明だゾ | ひるまちかこ | ささきひろゆき | ささきひろゆき | 木村陽子 | 1月13日  |
| 第918話    | 第13期⑧ | 早起きしてトクしたいゾ | 清水東 | ささきひろゆき | ささきひろゆき | 間々田益男 | 1月13日  |
| 第919話    | - | UFOのせいだゾ | ムトウユージ | ムトウユージ | ムトウユージ | 木村陽子 | 1月20日  |
| 第919話    | 第13期⑨ | 秋田でスキーだゾ | 川辺美奈子 | 平井峰太郎 | 平井峰太郎 | 林静香 橋本とよ子 | 1月20日  |
| 第920話    | 第13期⑧ | 本屋さんをお助けするゾ | 中弘子 | 横山広行 | 横山広行 | 門脇孝一 | 1月27日  |
| 第920話    | 第13期⑨ | ひまわりがカゼをひいたゾ | 阪口和久 | 横山広行 | 横山広行 | 林一哉 | 1月27日  |
| 第921話    | - | チクッとしたら・・・だゾ | ムトウユージ | ムトウユージ | ムトウユージ | 木村陽子 | 2月3日   |
| 第921話    | 第13期⑨ | 商店街のカオだゾ | 清水東 | 中村憲由 | 中村憲由 | 尾鷲英俊 | 2月3日   |
| 第921話    | 第13期⑨ | 新しい枕がほしいゾ | ひるまちかこ | しばたあきひさ | しばたあきひさ | 大森孝敏 | 2月3日   |
| 第922話    | - | ネネちゃんがソーグーしたゾ | ムトウユージ | ムトウユージ | ムトウユージ | 和泉絹子 | 2月10日  |
| 第922話    | 第13期⑨ | ひまわり組の組長先生だゾ | 川辺美奈子 | 横山広行 | 横山広行 | 間々田益男 | 2月10日  |
| 第922話    | 第13期⑨ | カスカベ国際警察特捜班 チョコレートパニックだゾ                                                                                        | 黒住光 | 横山広行 | 横山広行 | 間々田益男 | 2月10日  |
| 第923話    | - | 地球をシンリャクするゾ | ムトウユージ | ムトウユージ | ムトウユージ | 木村陽子 | 2月17日  |
| 第923話    | 第13期⑨ | 恐怖のフランス人形だゾ | 阪口和久 | 平井峰太郎 今村洋輝 | 平井峰太郎 今村洋輝 | 木村陽子 | 2月17日  |
| 第923話    | 第13期⑨ | 寒くても外で遊ぶゾ | 中弘子 | 平井峰太郎 今村洋輝 | 平井峰太郎 今村洋輝 | 橋本とよ子 | 2月17日  |
| 第924話    | 第13期⑩ | まつざか先生のシロだゾ | ひるまちかこ | ささきひろゆき | ささきひろゆき | 門脇孝一 | 2月24日  |
| 第924話    | 第13期⑩ | あいちゃんのSPが変わったゾ | 黒住光 | 玉川真人 | ささきひろゆき | 尾鷲英俊 | 2月24日  |
| SPECIAL 79 | 第13期⑨ | 熊本のじいちゃんのヒミツだゾ | 中弘子 | 平井峰太郎 今村洋輝 | 平井峰太郎 今村洋輝 | 間々田益男 | 3月3日   |
| SPECIAL 79 | 第13期⑩ | 星を見に行くゾ | 阪口和久 | 平井峰太郎 今村洋輝 | 平井峰太郎 今村洋輝 | 木村陽子 | 3月3日   |
| SPECIAL 79 | 第13期⑩ | 帰ってきた!鑑識しんちゃんだゾ | 黒住光 | 平井峰太郎 今村洋輝 | 平井峰太郎 今村洋輝 | 松本朋之 | 3月3日   |
| 第925話    | 第13期⑩ | 家族写真を撮ってもらうゾ | 清水東 | 石山タカ明 | 久保太郎 | 林一哉 | 3月17日  |
| 第925話    | 第13期⑩ | 消防署を見学するゾ | 川辺美奈子 | 中村憲由 | 中村憲由 | 橋本とよ子 | 3月17日  |
| SPECIAL 80 | 「ドラえもん クレヨンしんちゃん 春だ!映画だ!3時間アニメ祭り」 クレヨンしんちゃん 爆睡!ユメミーワールド大突撃（2016年）（監督：高橋渉） | 「ドラえもん クレヨンしんちゃん 春だ!映画だ!3時間アニメ祭り」 クレヨンしんちゃん 爆睡!ユメミーワールド大突撃（2016年）（監督：高橋渉） | 「ドラえもん クレヨンしんちゃん 春だ!映画だ!3時間アニメ祭り」 クレヨンしんちゃん 爆睡!ユメミーワールド大突撃（2016年）（監督：高橋渉） | 「ドラえもん クレヨンしんちゃん 春だ!映画だ!3時間アニメ祭り」 クレヨンしんちゃん 爆睡!ユメミーワールド大突撃（2016年）（監督：高橋渉） | 「ドラえもん クレヨンしんちゃん 春だ!映画だ!3時間アニメ祭り」 クレヨンしんちゃん 爆睡!ユメミーワールド大突撃（2016年）（監督：高橋渉） | 「ドラえもん クレヨンしんちゃん 春だ!映画だ!3時間アニメ祭り」 クレヨンしんちゃん 爆睡!ユメミーワールド大突撃（2016年）（監督：高橋渉） | 4月7日   |
| 第926話    | 第13期⑩ | 宇宙カスカベ防衛隊だゾ | うえのきみこ | 横山広行 | 横山広行 | 間々田益男 | 4月14日  |
| 第927話    | 第13期⑩ | 回転ずしでフィーバーだゾ | 中弘子 | 中村憲由 | 中村憲由 | 間々田益男 | 4月21日  |
| 第927話    | 第13期⑩ | カエルの財布がピンチだゾ | 清水東 | しばたあきひさ | しばたあきひさ | 門脇孝一 | 4月21日  |
| 第928話    | 第13期⑪ | サヤマーランドで茶摘みだゾ | 川辺美奈子 | 長友孝和 | 久保太郎 | 林一哉 | 4月28日  |
| 第928話    | 第13期⑪ | 宇宙ブタで大もうけだゾ | 黒住光 | 平井峰太郎 | 平井峰太郎 | 高倉佳彦 | 4月28日  |
| 第929話    | 第13期⑪ | 窓をピカピカにするゾ | ひるまちかこ | ささきひろゆき | ささきひろゆき | 針金屋英郎 | 5月12日  |
| 第929話    | 第13期⑪ | ゴルフで勝負だゾ | 阪口和久 | ささきひろゆき | ささきひろゆき | 尾鷲英俊 | 5月12日  |
| 第930話    | 第13期⑪ | カミングアウト大会だゾ | 清水東 | 横山広行 | 横山広行 | 木村陽子 | 5月19日  |
| 第930話    | 第13期⑪ | 断れない母ちゃんだゾ | 中弘子 | 横山広行 | 横山広行 | 林静香 | 5月19日  |
| 第931話    | 第13期⑪ | オラたち双子だゾ | 川辺美奈子 | 平井峰太郎 | 平井峰太郎 | 門脇孝一 | 5月26日  |
| 第931話    | 第13期⑪ | 父ちゃんと相撲だゾ | ひるまちかこ | 平井峰太郎 | 平井峰太郎 | 間々田益男 | 5月26日  |
| 第932話    | 第13期⑪ | コインランドリーはらくらくだゾ | 黒住光 | 横山広行 | 横山広行 | 尾鷲英俊 | 6月2日   |
| 第932話    | 第13期⑪ | となりのおばさんちであそぶゾ | 中弘子 | しばたあきひさ | しばたあきひさ | 木村陽子 | 6月2日   |
| 第932話    | - | オラんちの“ルーツ”だゾ | ムトウユージ | ムトウユージ | ムトウユージ | 木村陽子 | 6月2日   |
| 第933話    | - | 夜のオラんちだゾ | ムトウユージ | ムトウユージ | ムトウユージ | 林静香 | 6月9日   |
| 第933話    | 第13期⑫ | すき焼きをゲットだゾ | 阪口和久 | ムトウユージ | 平井峰太郎 | 大森孝敏 | 6月9日   |
| 第933話    | 第13期⑫ | 運をためたいゾ | 清水東 | 平井峰太郎 | 平井峰太郎 | 針金屋英郎 | 6月9日   |
| 第934話    | 第13期⑫ | モーニングコールだゾ | ムトウユージ | ムトウユージ | ムトウユージ | 林静香 | 6月16日  |
| 第934話    | 第13期⑫ | 家庭教師を探すゾ | ひるまちかこ | 横山広行 | 横山広行 | 林一哉 | 6月16日  |
| 第934話    | 第13期⑫ | 父ちゃんをむかえにいくゾ | 川辺美奈子 | 横山広行 | 横山広行 | 間々田益男 | 6月16日  |
| 第935話    | 第13期⑫ | 代理でウォーキングするゾ | ムトウユージ | ムトウユージ | ムトウユージ | 林静香 | 6月23日  |
| 第935話    | 第13期⑫ | カスカベ都市伝説シリーズ 謎の行列だゾ                                                                                                  | 黒住光 | ささきひろゆき | ささきひろゆき | 門脇孝一 | 6月23日  |
| 第935話    | 第13期⑫ | シロのゴーカな家だゾ | 中弘子 | しぎのあきら | 木野雄 | 木村陽子 | 6月23日  |
| 第936話    | 第13期⑫ | カスカベ都市伝説シリーズ 恐怖のエレベーターだゾ                                                                                        | 清水東 | ささきひろゆき | ささきひろゆき | 尾鷲英俊 | 6月30日  |
| 第936話    | 第13期⑫ | ゴミ箱ウォーズだゾ | 中弘子 | しばたあきひさ | しばたあきひさ | 針金屋英郎 | 6月30日  |
| 第936話    | 第13期⑫ | 夏といえばカキ氷だゾ | ムトウユージ | ムトウユージ | ムトウユージ | 木村陽子 | 6月30日  |
| 第937話    | 第13期⑫ | じゅん散歩がやってきたゾ | 清水東 | 平井峰太郎 今村洋輝 | 平井峰太郎 今村洋輝 | 高倉佳彦 | 7月7日   |
| 第937話    | 第13期⑫ | オラのらくがき部屋だゾ | 川辺美奈子 | 平井峰太郎 今村洋輝 | 平井峰太郎 今村洋輝 | 大森孝敏 | 7月7日   |
| 第938話    | 第14期① | ナゾの人魚伝説だゾ | うえのきみこ | 横山広行 | 横山広行 | 原勝徳 間々田益男 | 8月4日   |
| 第939話    | 第14期① | ペンギンが来たゾ | 阪口和久 | しぎのあきら | 木野雄 | 林一哉 | 8月18日  |
| 第939話    | 第14期① | なぐられうさぎ〈醒〉だゾ | 中弘子 | ムトウユージ | ムトウユージ | 林静香 | 8月18日  |
| 第940話    | 第14期② | 父ちゃんとアイスを作るゾ | 阪口和久 | 平井峰太郎 今村洋輝 | 平井峰太郎 今村洋輝 | 間々田益男 | 8月25日  |
| 第940話    | 第14期② | 3匹のぶりぶりだゾ | 川辺美奈子 | 平井峰太郎 今村洋輝 | 平井峰太郎 今村洋輝 | 針金屋英郎 | 8月25日  |
| 第940話    | 第14期② | 夏のおわりだゾ | ムトウユージ | ムトウユージ | ムトウユージ | 原勝徳 | 8月25日  |
| 第941話    | 第14期① | 新そばをたべに行くゾ | ひるまちかこ | 美月輝 | しばたあきひさ | 高倉佳彦 | 9月8日   |
| 第941話    | 第14期① | またまた地獄のセールスレディだゾ | うえのきみこ | 中村憲由 | しばたあきひさ | 門脇孝一 | 9月8日   |
| 第942話    | 第14期① | どーもセミません!だゾ | ムトウユージ | ムトウユージ | ムトウユージ | 木村陽子 | 9月15日  |
| 第942話    | 第14期① | オラんちのマツタケ会議だゾ | 黒住光 | 横山広行 | 横山広行 | 林静香 | 9月15日  |
| 第942話    | 第14期① | あいちゃんはひとすじだゾ | 中弘子 | 横山広行 | 横山広行 | 尾鷲英俊 | 9月15日  |
| 第943話    | 第14期① | 今日のシロだゾ | ムトウユージ | ムトウユージ | ムトウユージ | 木村陽子 | 10月13日 |
| 第943話    | 第14期① | サラリーマンバーベキューだゾ | 清水東 | ささきひろゆき | ささきひろゆき | 針金屋英郎 | 10月13日 |
| 第943話    | 第14期① | ドッグヨガを体験するゾ | ひるまちかこ | ささきひろゆき | ささきひろゆき | 門脇孝一 | 10月13日 |
| 第944話    | 第14期② | 必殺技を考えるゾ | 川辺美奈子 | 寺本幸代 | 西田健一 | 堀江佑 | 10月20日 |
| 第944話    | 第14期② | みんなの必殺技だゾ | ムトウユージ | ムトウユージ | ムトウユージ | 木村陽子 | 10月20日 |
| 第944話    | 第14期② | ボーちゃんの秘密だゾ | 黒住光 | 寺本幸代 | 西田健一 | 堀江佑 | 10月20日 |
| 第945話    | 第14期② | やっぱりソンソンだゾ | ムトウユージ | ムトウユージ | ムトウユージ | 木村陽子 | 10月27日 |
| 第945話    | 第14期② | オラたちアヒルだゾ | 川辺美奈子 | 平井峰太郎 今村洋輝 | 平井峰太郎 今村洋輝 | 間々田益男 | 10月27日 |
| 第945話    | 第14期② | メニューが一緒だゾ | 中弘子 | 平井峰太郎 今村洋輝 | 平井峰太郎 今村洋輝 | 原勝徳 | 10月27日 |
| 第946話    | 第14期② | ずーっともえPファンだゾ | ムトウユージ | ムトウユージ | ムトウユージ | 木村陽子 | 11月3日  |
| 第946話    | 第14期② | 単身赴任が決まったゾ | 清水東 | 横山広行 | 横山広行 | 林静香 | 11月3日  |
| 第946話    | 第14期② | ピンチを切り抜けるゾ | 阪口和久 | 横山広行 | 横山広行 | 高倉佳彦 | 11月3日  |
| 第947話    | 第14期② | ネネちゃんの家出だゾ | 黒住光 | 木野雄 | 木野雄 | 大森孝敏 | 11月10日 |
| 第947話    | 第13期⑤ | しんのすけ対シン・ゴジラだゾ（2016年）〈再〉                                                                                           | 中弘子 | ムトウユージ | ムトウユージ | 高倉佳彦 | 11月10日 |
| 第948話    | 第14期③ | 秋田に向かう父ちゃんだゾ | ムトウユージ | ムトウユージ | ムトウユージ | 木村陽子 | 11月17日 |
| 第948話    | 第14期② | ベビーシッターは大変だゾ | ひるまちかこ | 美月輝 | 横山広行 | 原勝徳 | 11月17日 |
| 第948話    | 第14期③ | 単身赴任はお気楽だゾ | 清水東 | 横山広行 | 横山広行 | 高倉佳彦 | 11月17日 |
| 第948話    | 第14期③ | 秋田の朝だゾ | ムトウユージ | ムトウユージ | ムトウユージ | 木村陽子 | 11月17日 |
| 第949話    | 第14期③ | どうしてもパフェが食べたいゾ | 阪口和久 | 平井峰太郎 今村洋輝 | 平井峰太郎 今村洋輝 | 林静香 | 11月24日 |
| 第949話    | 第14期③ | 単身赴任はドキドキだゾ | 清水東 | 横山広行 | 横山広行 | 間々田益男 | 11月24日 |
| 第949話    | 第14期③ | カスカベの朝だゾ | ムトウユージ | ムトウユージ | ムトウユージ | 木村陽子 | 11月24日 |
| 第950話    | 第14期③ | むさえちゃんと大掃除だゾ | 中弘子 | 木野雄 | 木野雄 | 間々田益男 | 12月1日  |
| 第950話    | 第14期③ | ぶりぶりざえもんの大冒険 伝説のクツ編                                                                                                  | 川辺美奈子 | ムトウユージ | ムトウユージ | 原勝徳 大森孝敏 | 12月1日  |

## 2018年
| 話数       | DVD収録 | サブタイトル | 脚本 | 絵コンテ | 演出 | 作画監督 | 放送日   |
| ---------- | --- | --- | --- | --- | --- | --- | -------- |
| SPECIAL 81 | 第14期③ | おシーリングで勝負だゾ | 黒住光 | 美月輝 | 横山広行 | 高倉佳彦 | 1月7日   |
| SPECIAL 81 | 第12期⑥ | 雪の宿のミステリーだゾ（2015年）〈再〉                                                                                          | 阪口和久 | ささきひろゆき | ささきひろゆき | 間々田益男 | 1月7日   |
| SPECIAL 81 | 第12期⑥ | アゲアゲ母ちゃん29号だゾ（2015年）〈再〉                                                                                        | 清水東 | 平井峰太郎 | 平井峰太郎 | 高倉佳彦 | 1月7日   |
| SPECIAL 81 | 第14期③ | 母ちゃんがおたすけするゾ | 中弘子 | 横山広行 | 横山広行 | 間々田益男 | 1月7日   |
| 第951話    | 第14期③ | ななこおねいさんとおもちつきだゾ                                                                                                | ひるまちかこ | しぎのあきら | 平井峰太郎 今村洋輝 | 林静香 | 1月12日  |
| 第951話    | 第14期③ | お宝をそろえたいゾ | 川辺美奈子 | 平井峰太郎 今村洋輝 | 平井峰太郎 今村洋輝 | 門脇孝一 | 1月12日  |
| 第952話    | 第14期④ | ラッキーな母ちゃんだゾ | ムトウユージ | ムトウユージ | ムトウユージ | 木村陽子 | 1月19日  |
| 第952話    | 第14期④ | 雪まつりでミステリーだゾ | 黒住光 | 横山広行 | 横山広行 | 大森孝敏 間々田益男 | 1月19日  |
| 第953話    | 第14期④ | カエルさん帰るだゾ | 中弘子 | しぎのあきら | 平井峰太郎 今村洋輝 | 門脇孝一 | 1月26日  |
| 第953話    | 第14期④ | みんながシロの散歩だゾ | 清水東 | しぎのあきら | 平井峰太郎 今村洋輝 | 尾鷲英俊 | 1月26日  |
| 第954話    | 第14期④ | 冬はやっぱりコタツだゾ | ひるまちかこ | 美月輝 | 木野雄 | 門脇孝一 | 2月2日   |
| 第954話    | 第14期④ | スタンプラリーだゾ | 阪口和久 | 木野雄 | 木野雄 | 木村陽子 | 2月2日   |
| 第955話    | 第14期④ | ありがた～いアレを取りに行くゾ                                                                                                  | 川辺美奈子 | 横山広行 | 横山広行 | 間々田益男 | 2月9日   |
| 第955話    | 第14期④ | ポチっちゃうゾ | ムトウユージ | ムトウユージ | ムトウユージ | 木村陽子 | 2月9日   |
| 第955話    | 第14期④ | 紅さそり隊にあこがれるゾ | 中弘子 | しぎのあきら | 横山広行 | 橋本とよ子 | 2月9日   |
| 第956話    | 第14期④ | カスカベ都市伝説シリーズ 風間くんと離れられないゾ                                                                               | 黒住光 | ささきひろゆき | ささきひろゆき | 間々田益男 | 2月16日  |
| 第956話    | 第14期④ | 寒い日は父ちゃんと遊ぶ?だゾ | 川辺美奈子 | しぎのあきら | ささきひろゆき | 尾鷲英俊 | 2月16日  |
| 第957話    | 第14期⑤ | パンフレットの写真をとるゾ | 阪口和久 | 平井峰太郎 | 今村洋輝 | 門脇孝一 | 2月23日  |
| 第957話    | 第14期⑤ | マニキュアを塗りたい母ちゃんだゾ                                                                                                | 中弘子 | 横山広行 | 横山広行 | 木村陽子 | 2月23日  |
| SPECIAL 82 | 第14期⑤ | オラ、双子パンダの飼育係だゾ | 清水東 | 横山広行 | 横山広行 | 木村陽子 | 3月2日   |
| SPECIAL 82 | ○ | 爆盛!のはらーめんだゾ | うえのきみこ | 横山広行 | 横山広行 | 間々田益男 | 3月2日   |
| SPECIAL 82 | 第14期⑤ | よく飛ぶ紙ひこうきだゾ | 中弘子 | しぎのあきら | 木野雄 | 橋本とよ子 | 3月2日   |
| 第958話    | 第14期⑤ | 食リポに挑戦だゾ | ひるまちかこ | しぎのあきら | 木野雄 | 間々田益男 | 3月9日   |
| 第958話    | 第14期⑤ | オラは卒業するゾ | 黒住光 | 今村洋輝 | 今村洋輝 | 尾鷲英俊 | 3月9日   |
| SPECIAL 83 | 「ドラえもん クレヨンしんちゃん 春だ!映画だ!3時間アニメ祭り」 クレヨンしんちゃん 襲来!!宇宙人シリリ（2017年）（監督：橋本昌和） | 「ドラえもん クレヨンしんちゃん 春だ!映画だ!3時間アニメ祭り」 クレヨンしんちゃん 襲来!!宇宙人シリリ（2017年）（監督：橋本昌和） | 「ドラえもん クレヨンしんちゃん 春だ!映画だ!3時間アニメ祭り」 クレヨンしんちゃん 襲来!!宇宙人シリリ（2017年）（監督：橋本昌和） | 「ドラえもん クレヨンしんちゃん 春だ!映画だ!3時間アニメ祭り」 クレヨンしんちゃん 襲来!!宇宙人シリリ（2017年）（監督：橋本昌和） | 「ドラえもん クレヨンしんちゃん 春だ!映画だ!3時間アニメ祭り」 クレヨンしんちゃん 襲来!!宇宙人シリリ（2017年）（監督：橋本昌和） | 「ドラえもん クレヨンしんちゃん 春だ!映画だ!3時間アニメ祭り」 クレヨンしんちゃん 襲来!!宇宙人シリリ（2017年）（監督：橋本昌和） | 4月6日   |
| 第959話    | 第14期⑤ | 父ちゃんのサラサラヘアーだゾ | 清水東 | ムトウユージ | ムトウユージ | 間々田益男 | 4月13日  |
| 第959話    | 第14期⑤ | ひまわりが来ちゃったゾ | 川辺美奈子 | 横山広行 | ムトウユージ | 間々田益男 | 4月13日  |
| 第960話    | 第14期⑤ | 親子三代スイーツの旅だゾ | 川辺美奈子 | しぎのあきら | しぎのあきら | 木村陽子 | 4月20日  |
| 第960話    | 第14期⑤ | 上尾先生をおたすけするゾ | 中弘子 | しぎのあきら | しぎのあきら | 門脇孝一 | 4月20日  |
| 第961話    | 第14期⑥ | パンのシールを集めるゾ | ひるまちかこ | 美月輝 | ささきひろゆき | 木村陽子 | 4月27日  |
| 第961話    | 第14期⑥ | アクション仮面に変身だゾ | 阪口和久 | ささきひろゆき | ささきひろゆき | 尾鷲英俊 | 4月27日  |
| 第962話    | 第14期⑥ | AIロボがやってきたゾ | 清水東 | しぎのあきら | 古賀一臣 | 堀江佑 | 5月11日  |
| 第962話    | 第14期⑥ | オラんちでグランピングだゾ | 黒住光 | 寺本幸代 | 古賀一臣 | 堀江佑 | 5月11日  |
| 第963話    | 第14期⑥ | はり絵ではり合うゾ | ひるまちかこ | 平井峰太郎 | 平井峰太郎 | 高倉佳彦 | 5月18日  |
| 第963話    | 第14期⑥ | 幹事をまかされたゾ | 中弘子 | 池端たかし | 平井峰太郎 | 門脇孝一 | 5月18日  |
| 第964話    | 第14期⑥ | ふろくを作るゾ | 川辺美奈子 | 今村洋輝 | 今村洋輝 | 間々田益男 | 5月25日  |
| 第964話    | 第14期⑥ | 黒磯さんの素顔を見たいゾ | 黒住光 | しぎのあきら | 今村洋輝 | 林静香 | 5月25日  |
| 第965話    | 第14期⑥ | 見事に敵をたおしたいゾ | ムトウユージ | ムトウユージ | ムトウユージ | 木村陽子 | 6月1日   |
| 第965話    | 第14期⑥ | くんせいにチャレンジするゾ | 待田堂子 | 木野雄 | 木野雄 | 大森孝敏 | 6月1日   |
| 第965話    | 第14期⑥ | カゼをひいてタイクツだゾ | 川辺美奈子 | しぎのあきら | 京極尚彦 | 原勝徳 | 6月1日   |
| 第966話    | 第14期⑦ | シロの散歩に行きなさい!だゾ | ムトウユージ | ムトウユージ | ムトウユージ | 木村陽子 | 6月8日   |
| 第966話    | 第14期⑦ | 父ちゃんの健康診断だゾ | 中弘子 | しぎのあきら | 平井峰太郎 | 橋本とよ子 | 6月8日   |
| 第966話    | 第14期⑦ | ダチョウとたわむれるゾ | 清水東 | 平井峰太郎 | 平井峰太郎 | 針金屋英郎 | 6月8日   |
| 第967話    | 第14期⑦ | プリンを食べるゾ | ムトウユージ | ムトウユージ | ムトウユージ | 木村陽子 | 6月15日  |
| 第967話    | 第14期⑦ | ミラクルドッグ・シロだゾ | 川辺美奈子 | しぎのあきら | 横山広行 | 林静香 | 6月15日  |
| 第967話    | 第14期⑦ | マサオくんの“当て期”だゾ | 阪口和久 | 横山広行 | 横山広行 | 高倉佳彦 | 6月15日  |
| 第968話    | 第14期⑦ | チョコビが食べたいゾ | ムトウユージ | ムトウユージ | ムトウユージ | 木村陽子 | 6月22日  |
| 第968話    | 第14期⑦ | 野菜を育てるゾ | ひるまちかこ | 池端たかし | ささきひろゆき | 間々田益男 | 6月22日  |
| 第968話    | 第14期⑦ | DVDを借りにいくゾ | 黒住光 | ささきひろゆき | ささきひろゆき | 門脇孝一 | 6月22日  |
| 第969話    | 第14期⑦ | 野原家プリンウォーズだゾ | 黒住光 | しぎのあきら | しぎのあきら | 針金屋英郎 | 6月29日  |
| 第969話    | 第14期⑦ | 防衛隊の会議だゾ | 清水東 | しぎのあきら | しぎのあきら | 原勝徳 | 6月29日  |
| 第969話    | 第14期⑦ | いつものオラだゾ | ムトウユージ | ムトウユージ | ムトウユージ | 木村陽子 | 6月29日  |
| 第970話    | 第15期① | ソフトクリームはおいしいゾ | 中弘子 | 美月輝 | 平井峰太郎 | 尾鷲英俊 | 7月6日   |
| 第970話    | 第15期① | お手伝いポイントを貯めるゾ | 黒住光 | 平井峰太郎 | 平井峰太郎 | 高倉佳彦 | 7月6日   |
| 第970話    | 第15期① | ボーちゃんとオラだゾ | ムトウユージ | ムトウユージ | ムトウユージ | 木村陽子 | 7月6日   |
| 第971話    | 第15期① | うなぎのつかみどりだゾ | ひるまちかこ | 横山広行 | 横山広行 | 間々田益男 | 7月20日  |
| 第971話    | 第15期① | 夏の都市伝説シリーズ おともだちができたゾ                                                                                       | 中弘子 | 横山広行 | 横山広行 | 大森孝敏 | 7月20日  |
| 第972話    | 第15期① | 夏といえば体操だゾ | 中弘子 | しぎのあきら | 河原龍太 | 原勝徳 | 7月27日  |
| 第972話    | 第15期① | 夏の都市伝説シリーズ 行き先のわからないバスだゾ                                                                                 | 清水東 | 高橋渉 | 京極尚彦 | 針金屋英郎 | 7月27日  |
| 第973話    | 第15期① | ニワトリとバトルだゾ | 阪口和久 | しぎのあきら | 平井峰太郎 | 木村陽子 | 8月3日   |
| 第973話    | 第15期① | 夏の都市伝説シリーズ キョーフ扇風機だゾ                                                                                         | うえのきみこ | 平井峰太郎 | 平井峰太郎 | 門脇孝一 | 8月3日   |
| 第974話    | 第15期① | まだまだ地獄のセールスレディだゾ                                                                                                | 川辺美奈子 | 池端たかし | 木野雄 | 大森孝敏 | 8月17日  |
| 第974話    | 第15期① | ボール奪還作戦だゾ | 待田堂子 | 木野雄 | 木野雄 | 林静香 | 8月17日  |
| 第975話    | 第15期② | 「明日やろう」だゾ | ムトウユージ | ムトウユージ | ムトウユージ | 針金屋英郎 | 8月24日  |
| 第975話    | 第15期② | オラたち金魚だゾ | 清水東 | ささきひろゆき | ささきひろゆき | 原勝徳 | 8月24日  |
| 第975話    | 第15期② | おパンツを買いにいくゾ | 黒住光 | 美月輝 | ささきひろゆき | 間々田益男 | 8月24日  |
| 第976話    | 第15期② | ななこおねいさんが来るゾ | ムトウユージ | ムトウユージ | ムトウユージ | 木村陽子 | 8月31日  |
| 第976話    | 第15期② | 背が高くなりたいゾ | 待田堂子 | 横山広行 | 横山広行 | 高倉佳彦 | 8月31日  |
| 第976話    | 第15期② | この家事はダレがする?だゾ | 中弘子 | 横山広行 | 横山広行 | 尾鷲英俊 | 8月31日  |
| 第977話    | 第15期② | シロと遊ぶゾ | ムトウユージ | ムトウユージ | ムトウユージ | 木村陽子 | 9月14日  |
| 第977話    | 第15期② | しつこいお味をさぐるゾ | 阪口和久 | 平井峰太郎 | 平井峰太郎 | 木村陽子 | 9月14日  |
| 第977話    | 第15期② | 親子マラソンだゾ | ひるまちかこ | 平井峰太郎 | 平井峰太郎 | 大森孝敏 | 9月14日  |
| 第978話    | 第15期② | オラのうちにはテレビがないゾ | 川辺美奈子 | 高橋渉 | 高橋渉 | 高倉佳彦 | 10月19日 |
| 第978話    | 第15期② | スクープするゾ | 黒住光 | しぎのあきら | 高橋渉 | 針金屋英郎 | 10月19日 |
| 第978話    | - | 白井選手ガンバレ!だゾ | ムトウユージ | ムトウユージ | ムトウユージ | 高倉佳彦 | 10月19日 |
| 第979話    | 第15期② | 6日目できた!だゾ | ムトウユージ | ムトウユージ | ムトウユージ | 木村陽子 | 10月26日 |
| 第979話    | 第15期② | おシリをさがすゾ | 清水東 | 横山広行 | 横山広行 | 門脇孝一 | 10月26日 |
| 第979話    | 第15期② | 上尾先生をドキドキさせるゾ | 待田堂子 | 横山広行 | 横山広行 | 間々田益男 | 10月26日 |
| 第980話    | 第15期③ | 帰りがおそかったゾ | ムトウユージ | ムトウユージ | ムトウユージ | 針金屋英郎 | 11月2日  |
| 第980話    | 第15期③ | もえPステッキはステキだゾ | 川辺美奈子 | 平井峰太郎 | 平井峰太郎 | 原勝徳 | 11月2日  |
| 第980話    | 第15期③ | 幼稚園ごっこだゾ | 阪口和久 | 平井峰太郎 | 平井峰太郎 | 林静香 | 11月2日  |
| 第981話    | 第15期③ | スマホで売りたいゾ | 黒住光 | 池端たかし | ささきひろゆき | 大森孝敏 針金屋英郎 | 11月9日  |
| 第981話    | 第15期③ | センターをねらえ!だゾ | 阪口和久 | ささきひろゆき | ささきひろゆき | 間々田益男 | 11月9日  |
| 第982話    | 第15期③ | 荷造りを手伝うゾ | 中弘子 | 木野雄 | 木野雄 | 高倉佳彦 | 11月16日 |
| 第982話    | 第15期③ | いきなりじいちゃんだゾ | 中弘子 | 横山広行 | 横山広行 | 尾鷲英俊 | 11月16日 |
| 第983話    | 第15期③ | いきなりもうひとりのじいちゃんだゾ                                                                                              | 中弘子 | 横山広行 | 横山広行 | 門脇孝一 | 11月23日 |
| 第983話    | 第15期③ | ケッサクを運ぶゾ | 川辺美奈子 | 京極尚彦 | 京極尚彦 | 間々田益男 | 11月23日 |
| 第983話    | - | オラとシッポと神楽坂だゾ | ムトウユージ | ムトウユージ | ムトウユージ | 末吉裕一郎 | 11月23日 |
| 第984話    | 第15期③ | 激アツ!焼き芋対決だゾ | 清水東 | 平井峰太郎 | 平井峰太郎 | 木村陽子 | 11月30日 |
| 第984話    | 第15期③ | 母ちゃんと卓球するゾ | 黒住光 | 平井峰太郎 | 平井峰太郎 | 原勝徳 | 11月30日 |
| 第985話    | 第15期④ | アクション仮面をお助けするゾ | 阪口和久 | 横山広行 | 河原龍太 | 間々田益男 | 12月14日 |
| 第985話    | 第15期④ | あいちゃんとお鍋だゾ | ひるまちかこ | 横山広行 | 河原龍太 | 林静香 | 12月14日 |

## 2019年
| 話数             | DVD収録                                                                        | サブタイトル                                                                   | 脚本                                                                           | 絵コンテ                                                                       | 演出                                                                           | 作画監督                                                                       | 放送日   |
| ---------------- | ------------------------------------------------------------------------------ | ------------------------------------------------------------------------------ | ------------------------------------------------------------------------------ | ------------------------------------------------------------------------------ | ------------------------------------------------------------------------------ | ------------------------------------------------------------------------------ | -------- |
| 第986話          | 第15期④                                                                        | マサオくんちの床暖房だゾ                                                       | 清水東                                                                         | 池端たかし                                                                     | 平井峰太郎                                                                     | 橋本とよ子                                                                     | 1月18日  |
| 第986話          | 第15期④                                                                        | モチ売りの少女だゾ                                                             | 黒住光                                                                         | 平井峰太郎                                                                     | 平井峰太郎                                                                     | 門脇孝一                                                                       | 1月18日  |
| 第987話          | 第15期④                                                                        | すごいお城をつくるゾ                                                           | 待田堂子                                                                       | 美月輝                                                                         | ささきひろゆき                                                                 | 神戸佑太                                                                       | 1月25日  |
| 第987話          | 第15期④                                                                        | 押入れを整理するゾ                                                             | ひるまちかこ                                                                   | ささきひろゆき                                                                 | ささきひろゆき                                                                 | 木村陽子                                                                       | 1月25日  |
| 第988話          | 第15期④                                                                        | みのむし風間くんだゾ                                                           | 川辺美奈子                                                                     | 平井峰太郎                                                                     | 河原龍太                                                                       | 大森孝敏                                                                       | 2月8日   |
| 第988話          | 第15期④                                                                        | ファミレスごっこだゾ                                                           | 中弘子                                                                         | 京極尚彦                                                                       | 京極尚彦                                                                       | 間々田益男                                                                     | 2月8日   |
| 第989話          | 第15期④                                                                        | お風呂を楽しむゾ                                                               | 清水東                                                                         | 横山広行                                                                       | 横山広行                                                                       | 大森孝敏                                                                       | 2月15日  |
| 第989話          | 第15期④                                                                        | いちごをおいしく食べたいゾ                                                     | 中弘子                                                                         | 横山広行                                                                       | 横山広行                                                                       | 尾鷲英俊                                                                       | 2月15日  |
| 第990話          | 第15期⑤                                                                        | ひまなオラだゾ                                                                 | ムトウユージ                                                                   | ムトウユージ                                                                   | ムトウユージ                                                                   | 大森孝敏                                                                       | 2月22日  |
| 第990話          | 第15期⑤                                                                        | バーゲンでホールインワンだゾ                                                   | 待田堂子                                                                       | 平井峰太郎                                                                     | 平井峰太郎                                                                     | 間々田益男                                                                     | 2月22日  |
| 第990話          | 第15期⑤                                                                        | 恋の歯科検診だゾ                                                               | 川辺美奈子                                                                     | 横山広行                                                                       | 平井峰太郎                                                                     | 木村陽子                                                                       | 2月22日  |
| SPECIAL 84       | 第15期⑤                                                                        | 風間くんと入れ替わっちゃったゾ                                                 | 川辺美奈子                                                                     | 横山広行                                                                       | 横山広行                                                                       | 間々田益男 橋本とよ子                                                          | 3月1日   |
| SPECIAL 84       | 第15期⑤                                                                        | 野原家の秘宝だゾ                                                               | 黒住光                                                                         | 横山広行                                                                       | 横山広行                                                                       | 門脇孝一                                                                       | 3月1日   |
| 第991話          | 第15期⑤                                                                        | コツメカワウソのドーヤくんだゾ                                                 | 中弘子                                                                         | 池端たかし                                                                     | ムトウユージ                                                                   | 尾鷲英俊                                                                       | 3月8日   |
| 第991話          | 第15期⑤                                                                        | むさえちゃんが看病するゾ                                                       | 阪口和久                                                                       | 池端たかし                                                                     | ささきひろゆき                                                                 | 橋本とよ子                                                                     | 3月8日   |
| 第992話          | 第15期⑤                                                                        | 春をさがすゾ                                                                   | ひるまちかこ                                                                   | 池端たかし                                                                     | 平井峰太郎                                                                     | 木村陽子                                                                       | 3月15日  |
| 第992話          | 第15期⑤                                                                        | 防衛隊のお花見だゾ                                                             | 黒住光                                                                         | 平井峰太郎                                                                     | 平井峰太郎                                                                     | 間々田益男                                                                     | 3月15日  |
| 第993話          | 第15期⑤                                                                        | シロと箱だゾ                                                                   | 阪口和久                                                                       | 高橋渉                                                                         | 高橋渉                                                                         | 木村陽子                                                                       | 4月5日   |
| 第993話          | 第15期⑥                                                                        | トレビあ〜んだゾ                                                               | 清水東                                                                         | しぎのあきら                                                                   | 安藤良                                                                         | 尾鷲英俊                                                                       | 4月5日   |
| SPECIAL SUNDAY 1 | クレヨンしんちゃん 爆盛!カンフーボーイズ〜拉麺大乱〜（2018年）（監督：高橋渉） | クレヨンしんちゃん 爆盛!カンフーボーイズ〜拉麺大乱〜（2018年）（監督：高橋渉） | クレヨンしんちゃん 爆盛!カンフーボーイズ〜拉麺大乱〜（2018年）（監督：高橋渉） | クレヨンしんちゃん 爆盛!カンフーボーイズ〜拉麺大乱〜（2018年）（監督：高橋渉） | クレヨンしんちゃん 爆盛!カンフーボーイズ〜拉麺大乱〜（2018年）（監督：高橋渉） | クレヨンしんちゃん 爆盛!カンフーボーイズ〜拉麺大乱〜（2018年）（監督：高橋渉） | 4月14日  |
| 第994話          | 第15期⑥                                                                        | タケノコをほりほりするゾ                                                       | 川辺美奈子                                                                     | 河原龍太                                                                       | 河原龍太                                                                       | 間々田益男                                                                     | 4月19日  |
| 第994話          | 第15期⑥                                                                        | オラ、コアラしんのすけだゾ                                                     | うえのきみこ                                                                   | ささきひろゆき                                                                 | ささきひろゆき                                                                 | 門脇孝一                                                                       | 4月19日  |
| SPECIAL SUNDAY 2 | クレヨンしんちゃん ガチンコ!逆襲のロボとーちゃん（2014年）（監督：高橋渉）     | クレヨンしんちゃん ガチンコ!逆襲のロボとーちゃん（2014年）（監督：高橋渉）     | クレヨンしんちゃん ガチンコ!逆襲のロボとーちゃん（2014年）（監督：高橋渉）     | クレヨンしんちゃん ガチンコ!逆襲のロボとーちゃん（2014年）（監督：高橋渉）     | クレヨンしんちゃん ガチンコ!逆襲のロボとーちゃん（2014年）（監督：高橋渉）     | クレヨンしんちゃん ガチンコ!逆襲のロボとーちゃん（2014年）（監督：高橋渉）     | 4月21日  |
| 第995話          | 第15期⑥                                                                        | サバ缶サバイバルだゾ                                                           | 清水東                                                                         | 池端たかし                                                                     | 平井峰太郎                                                                     | 間々田益男                                                                     | 4月26日  |
| 第995話          | 第15期⑥                                                                        | オラたちのリアルおままごとだゾ                                                 | 中弘子                                                                         | 平井峰太郎                                                                     | 平井峰太郎                                                                     | 橋本とよ子                                                                     | 4月26日  |
| 第996話          | 第15期⑥                                                                        | ななこおねいさんとお料理だゾ                                                   | 黒住光                                                                         | しぎのあきら                                                                   | 平井峰太郎                                                                     | 大森孝敏                                                                       | 5月10日  |
| 第996話          | -                                                                              | キティちゃんVSブリィちゃんだゾ                                                 | うえのきみこ                                                                   | 平井峰太郎                                                                     | 平井峰太郎                                                                     | 原勝徳                                                                         | 5月10日  |
| 第997話          | 第15期⑥                                                                        | オラたちの人生スゴロクだゾ                                                     | 待田堂子                                                                       | 横山広行                                                                       | 横山広行                                                                       | 高倉佳彦                                                                       | 5月17日  |
| 第997話          | ○                                                                              | スペインから来た男だゾ                                                         | 黒住光                                                                         | 横山広行                                                                       | 横山広行                                                                       | 尾鷲英俊                                                                       | 5月17日  |
| 第997話          | -                                                                              | スゴイ巨塔だゾ                                                                 | ムトウユージ                                                                   | ムトウユージ                                                                   | ムトウユージ                                                                   | 末吉裕一郎                                                                     | 5月17日  |
| 第998話          | 第15期⑥                                                                        | 直売所はおトクだゾ                                                             | 中弘子                                                                         | 池端たかし                                                                     | 河原龍太                                                                       | 間々田益男                                                                     | 5月31日  |
| 第998話          | 第15期⑥                                                                        | 父ちゃんの隠しごとだゾ                                                         | 阪口和久                                                                       | しぎのあきら                                                                   | 河原龍太                                                                       | 木村陽子                                                                       | 5月31日  |
| 第999話          | 第15期⑥                                                                        | スーパーサラリーマン銭湯だゾ                                                   | 川辺美奈子                                                                     | 平井峰太郎                                                                     | 平井峰太郎                                                                     | 高倉佳彦                                                                       | 6月7日   |
| 第999話          | 第15期⑦                                                                        | おしりをきたえるゾ                                                             | ひるまちかこ                                                                   | 平井峰太郎                                                                     | 平井峰太郎                                                                     | 間々田益男                                                                     | 6月7日   |
| 第999話          | 第15期⑦                                                                        | ゆずマンがきたゾ                                                               | ムトウユージ                                                                   | ムトウユージ                                                                   | ムトウユージ                                                                   | 針金屋英郎                                                                     | 6月7日   |
| 第1000話         | 第15期⑦                                                                        | ヘッドスパは気持ちいいゾ                                                       | 清水東                                                                         | 美月輝                                                                         | 安藤良                                                                         | 林静香                                                                         | 6月14日  |
| 第1000話         | 第15期⑦                                                                        | ゆずがやってきたゾ                                                             | ひるまちかこ                                                                   | ムトウユージ                                                                   | ムトウユージ                                                                   | 末吉裕一郎                                                                     | 6月14日  |
| 第1000話         | 第15期⑦                                                                        | ゆずマンはヒーローだゾ                                                         | ムトウユージ                                                                   | ムトウユージ                                                                   | ムトウユージ                                                                   | 林静香                                                                         | 6月14日  |
| 第1001話         | 第15期⑦                                                                        | オラを探せ!だゾ                                                                | 中弘子                                                                         | 横山広行                                                                       | 横山広行                                                                       | 大森孝敏                                                                       | 6月21日  |
| 第1001話         | 第15期⑦                                                                        | 新生・紅さそり隊だゾ                                                           | 中弘子                                                                         | 横山広行                                                                       | 横山広行                                                                       | 門脇孝一                                                                       | 6月21日  |
| 第1002話         | 第15期⑦                                                                        | ひまわりを追え!だゾ                                                            | 阪口和久                                                                       | 安藤良                                                                         | 安藤良                                                                         | 針金屋英郎                                                                     | 6月28日  |
| 第1002話         | 第15期⑦                                                                        | 幼稚園に来た地獄のセールスレディだゾ                                           | 川辺美奈子                                                                     | 美月輝                                                                         | 安藤良                                                                         | 原勝徳                                                                         | 6月28日  |
| 第1003話         | 第15期⑦                                                                        | マサオくんはすご腕シェフだゾ                                                   | 待田堂子                                                                       | 美月輝                                                                         | 西平淑郎                                                                       | 橋本とよ子                                                                     | 7月5日   |
| 第1003話         | 第15期⑦                                                                        | あいちゃんとビーチだゾ                                                         | 黒住光                                                                         | 西平淑郎                                                                       | 西平淑郎                                                                       | 木村陽子                                                                       | 7月5日   |
| SPECIAL 85       | 第15期⑧                                                                        | ポツリと一軒家だゾ                                                             | 中弘子                                                                         | 横山広行                                                                       | 横山広行                                                                       | 間々田益男                                                                     | 7月26日  |
| SPECIAL 85       | 第15期⑦                                                                        | 夏の都市伝説シリーズ オラのぬけがらだゾ                                        | 川辺美奈子                                                                     | 平井峰太郎                                                                     | 平井峰太郎                                                                     | 大森孝敏                                                                       | 7月26日  |
| SPECIAL 85       | 第15期⑧                                                                        | 夏の都市伝説シリーズ 不思議なドッグハウスだゾ                                  | 清水東                                                                         | 美月輝                                                                         | 平井峰太郎                                                                     | 高倉佳彦                                                                       | 7月26日  |
| SPECIAL 85       | 第15期⑧                                                                        | シイタケを育てるゾ                                                             | 黒住光                                                                         | しぎのあきら                                                                   | 平井峰太郎                                                                     | 門脇孝一                                                                       | 7月26日  |
| 第1004話         | 第15期⑧                                                                        | 父ちゃんと洗車だゾ                                                             | ひるまちかこ                                                                   | しぎのあきら                                                                   | 安藤良                                                                         | 尾鷲英俊                                                                       | 8月2日   |
| 第1004話         | 第15期⑧                                                                        | 風間くんちは避暑地だゾ                                                         | ひるまちかこ                                                                   | 池端たかし                                                                     | 安藤良                                                                         | 木村陽子                                                                       | 8月2日   |
| 第1004話         | -                                                                              | 『裸の少年』がきたゾ                                                           | ムトウユージ                                                                   | ムトウユージ                                                                   | ムトウユージ                                                                   | 木村陽子                                                                       | 8月2日   |
| 第1005話         | 第15期⑧                                                                        | その券はキケンだゾ                                                             | 阪口和久                                                                       | 平井峰太郎                                                                     | 平井峰太郎                                                                     | 門脇孝一                                                                       | 8月9日   |
| 第1005話         | 第15期⑧                                                                        | ドッグセミナーに参加だゾ                                                       | 清水東                                                                         | 池端たかし                                                                     | 平井峰太郎                                                                     | 間々田益男                                                                     | 8月9日   |
| 第1006話         | 第15期⑧                                                                        | 夏の都市伝説シリーズ 帰れない風間くんだゾ                                      | ムトウユージ                                                                   | ムトウユージ                                                                   | ムトウユージ                                                                   | 大森孝敏                                                                       | 8月23日  |
| 第1006話         | 第15期⑧                                                                        | ひとりで楽しむゾ                                                               | 待田堂子                                                                       | しぎのあきら                                                                   | 西平淑郎                                                                       | 木村陽子                                                                       | 8月23日  |
| 第1007話         | 第15期⑨                                                                        | サラリーマンしんのすけ オラの働き方改革だゾ                                    | 清水東                                                                         | 横山広行                                                                       | 横山広行                                                                       | 門脇孝一                                                                       | 8月30日  |
| 第1007話         | 第15期⑨                                                                        | 蚊がプ～ンだゾ                                                                 | 晨原大輔                                                                       | 横山広行                                                                       | 横山広行                                                                       | 高倉佳彦                                                                       | 8月30日  |
| SPECIAL 86       | 第15期⑨                                                                        | 家出じゃないゾ 引っ越しだゾ                                                    | 中弘子                                                                         | ムトウユージ                                                                   | ムトウユージ                                                                   | 門脇孝一                                                                       | 9月13日  |
| SPECIAL 86       | 第15期⑨                                                                        | タピオカミルクティが飲みたいゾ                                                 | 待田堂子                                                                       | 平井峰太郎                                                                     | 西平淑郎                                                                       | 間々田益男                                                                     | 9月13日  |
| SPECIAL 86       | 第15期⑨                                                                        | マサオくんとおつかいだゾ                                                       | 黒住光                                                                         | しぎのあきら                                                                   | 西平淑郎                                                                       | 間々田益男                                                                     | 9月13日  |
| SPECIAL 86       | 第15期⑨                                                                        | みんなで栗拾いだゾ                                                             | ひるまちかこ                                                                   | 大地丙太郎                                                                     | 安藤良                                                                         | 木村陽子                                                                       | 9月13日  |
| SPECIAL 86       | 第15期⑨                                                                        | ひまわりが狙ってるゾ                                                           | 川辺美奈子                                                                     | 大地丙太郎                                                                     | 安藤良                                                                         | 高倉佳彦                                                                       | 9月13日  |
| SPECIAL 86       | -                                                                              | 次回から土曜日だゾ                                                             | ムトウユージ                                                                   | ムトウユージ                                                                   | ムトウユージ                                                                   | 木村陽子                                                                       | 9月13日  |
| 傑作選SP         | 第13期⑦                                                                        | 野原家新車を買うシリーズ① 車が壊れたゾ（2016年）〈再〉                         | 清水東                                                                         | 平井峰太郎                                                                     | ささきひろゆき                                                                 | 門脇孝一                                                                       | 9月29日  |
| 傑作選SP         | 第13期⑦                                                                        | 野原家新車を買うシリーズ② 外車は男のマロンだゾ（2016年）〈再〉                 | 清水東                                                                         | 平井峰太郎                                                                     | ムトウユージ                                                                   | 高倉佳彦                                                                       | 9月29日  |
| 傑作選SP         | 第13期⑧                                                                        | 野原家新車を買うシリーズ③ とうとう車を買うゾ（2016年）〈再〉                   | 清水東                                                                         | 平井峰太郎                                                                     | 平井峰太郎                                                                     | 橋本とよ子                                                                     | 9月29日  |
| 傑作選SP         | 第13期⑤                                                                        | 父ちゃんが坊主頭だゾ（2016年）〈再〉                                           | 阪口和久 黒住光                                                                | 平井峰太郎                                                                     | 平井峰太郎                                                                     | 林静香 大森孝敏                                                                | 9月29日  |
| 第1008話         | 第15期⑨                                                                        | リフォームするゾ                                                               | 中弘子                                                                         | 池端たかし                                                                     | 横山広行                                                                       | 橋本とよ子                                                                     | 10月5日  |
| 第1008話         | 第15期⑨                                                                        | ものまね鬼だゾ                                                                 | 阪口和久                                                                       | 横山広行                                                                       | 横山広行                                                                       | 林静香                                                                         | 10月5日  |
| 第1008話         | 第13期⑦                                                                        | サイコロ電車だゾ（2016年）〈再〉                                               | 川辺美奈子                                                                     | 横山広行                                                                       | 横山広行                                                                       | 間々田益男                                                                     | 10月5日  |
| 第1009話         | 第15期⑨                                                                        | りんごジュースを探すゾ                                                         | 中弘子                                                                         | しぎのあきら                                                                   | 横山広行                                                                       | 尾鷲英俊                                                                       | 10月19日 |
| 第1009話         | 第15期⑩                                                                        | 宇宙探査機ごっこだゾ                                                           | 晨原大輔                                                                       | しぎのあきら                                                                   | 西平淑郎                                                                       | 木村陽子                                                                       | 10月19日 |
| 第1009話         | 第13期⑧                                                                        | どうしたネネちゃん!?だゾ（2016年）〈再〉                                       | 中弘子                                                                         | しばたあきひさ                                                                 | 則座誠                                                                         | 高倉佳彦                                                                       | 10月19日 |
| 第1009話         | -                                                                              | 科捜研の女だゾ                                                                 | ムトウユージ                                                                   | ムトウユージ                                                                   | ムトウユージ                                                                   | 木村陽子                                                                       | 10月19日 |
| 第1010話         | 第15期⑩                                                                        | コスプレコンテストだゾ                                                         | 黒住光                                                                         | 平井峰太郎                                                                     | ムトウユージ                                                                   | 間々田益男                                                                     | 10月26日 |
| 第1010話         | 第13期⑦                                                                        | お風呂は戦闘だゾ（2016年）〈再〉                                               | 黒住光                                                                         | 平井峰太郎                                                                     | 平井峰太郎                                                                     | 大森孝敏 高倉佳彦                                                              | 10月26日 |
| 第1011話         | 第15期⑩                                                                        | シロが毛玉だゾ                                                                 | 黒住光                                                                         | 横山広行                                                                       | 横山広行                                                                       | 間々田益男                                                                     | 11月2日  |
| 第1011話         | 第13期⑧                                                                        | 早起きしてトクしたいゾ（2017年）〈再〉                                         | 清水東                                                                         | ささきひろゆき                                                                 | ささきひろゆき                                                                 | 間々田益男                                                                     | 11月2日  |
| 第1011話         | 第15期⑩                                                                        | 光るパジャマが見たいゾ                                                         | 川辺美奈子                                                                     | 横山広行                                                                       | 横山広行                                                                       | 木村陽子                                                                       | 11月2日  |
| 第1012話         | 第15期⑩                                                                        | いい旅いった気分だゾ                                                           | ひるまちかこ                                                                   | しぎのあきら                                                                   | ムトウユージ                                                                   | 門脇孝一                                                                       | 11月9日  |
| 第1012話         | 第13期⑦                                                                        | おやつをシェアするゾ（2016年）〈再〉                                           | ひるまちかこ                                                                   | しばたあきひさ                                                                 | ムトウユージ                                                                   | 木村陽子                                                                       | 11月9日  |
| 第1012話         | 第13期⑩                                                                        | 回転寿司でフィーバーだゾ（2017年）〈再〉                                       | 中弘子                                                                         | 中村憲由                                                                       | 中村憲由                                                                       | 間々田益男                                                                     | 11月9日  |
| 第1012話         | -                                                                              | Doctor-Xだゾ                                                                   | ムトウユージ                                                                   | ムトウユージ                                                                   | ムトウユージ                                                                   | 木村陽子                                                                       | 11月9日  |
| 第1013話         | 第13期⑪                                                                        | 窓をピカピカにするゾ（2017年）〈再〉                                           | ひるまちかこ                                                                   | ささきひろゆき                                                                 | ささきひろゆき                                                                 | 針金屋英郎                                                                     | 11月16日 |
| 第1013話         | 第13期⑨                                                                        | ひまわりがカゼをひいたゾ（2017年）〈再〉                                       | 阪口和久                                                                       | 横山広行                                                                       | 横山広行                                                                       | 林一哉                                                                         | 11月16日 |
| 第1013話         | 第15期⑩                                                                        | ラッピングバスを追え!だゾ                                                      | 阪口和久                                                                       | 池端たかし                                                                     | 安藤良                                                                         | 尾鷲英俊                                                                       | 11月16日 |
| 第1014話         | 第13期⑨                                                                        | 新しい枕がほしいゾ（2017年）〈再〉                                             | ひるまちかこ                                                                   | しばたあきひさ                                                                 | しばたあきひさ                                                                 | 大森孝敏                                                                       | 11月23日 |
| 第1014話         | 第15期⑩                                                                        | 何かが足りないゾ                                                               | 待田堂子                                                                       | 平井峰太郎                                                                     | 安藤良                                                                         | 門脇孝一                                                                       | 11月23日 |
| 第1014話         | 第13期⑦                                                                        | グラタンは熱～いゾ（2016年）〈再〉                                             | 中弘子                                                                         | 中村憲由                                                                       | 中村憲由                                                                       | 林静香                                                                         | 11月23日 |
| 第1015話         | 第15期⑩                                                                        | 変な50円玉だゾ                                                                 | 清水東                                                                         | しぎのあきら                                                                   | しぎのあきら                                                                   | 橋本とよ子                                                                     | 11月30日 |
| 第1015話         | 第15期⑩                                                                        | マサオくんがめんどくさいゾ                                                     | 阪口和久                                                                       | しぎのあきら                                                                   | しぎのあきら                                                                   | 間々田益男                                                                     | 11月30日 |
| 第1015話         | 第12期④                                                                        | ひまわりの怖いものだゾ（2014年）〈再〉                                         | 川辺美奈子                                                                     | 平井峰太郎                                                                     | 平井峰太郎                                                                     | 門脇孝一                                                                       | 11月30日 |
| 第1016話         | 第15期⑩                                                                        | 花のある生活だゾ                                                               | 中弘子                                                                         | 横山広行                                                                       | 横山広行                                                                       | 木村陽子                                                                       | 12月7日  |
| 第1016話         | 第13期⑧                                                                        | ななこ先生だゾ（2016年）〈再〉                                                 | 中弘子                                                                         | 横山広行                                                                       | 横山広行                                                                       | 林静香                                                                         | 12月7日  |
| 第1016話         | 第12期⑫                                                                        | 父ちゃんはど〜こだ?だゾ（2015年）〈再〉                                        | 阪口和久                                                                       | ささきひろゆき                                                                 | ささきひろゆき                                                                 | 原勝徳                                                                         | 12月7日  |
| 第1017話         | 第12期⑪                                                                        | 母ちゃんは捨てる女だゾ（2015年）〈再〉                                         | 清水東                                                                         | 平井峰太郎                                                                     | 平井峰太郎                                                                     | 高倉佳彦                                                                       | 12月14日 |
| 第1017話         | 第15期⑪                                                                        | キックなバイクだゾ                                                             | 晨原大輔                                                                       | 横山広行                                                                       | 横山広行                                                                       | 門脇孝一                                                                       | 12月14日 |
| 第1017話         | 第11期⑫                                                                        | 風間くんに追われてるゾ（2013年）〈再〉                                         | うえのきみこ                                                                   | ささきひろゆき                                                                 | ささきひろゆき                                                                 | 原勝徳                                                                         | 12月14日 |
| 第1018話         | 第15期⑪                                                                        | シロの散歩は誰が行く?だゾ                                                      | 中弘子                                                                         | 三浦陽                                                                         | 三浦陽                                                                         | 尾鷲英俊                                                                       | 12月21日 |
| 第1018話         | 第12期④                                                                        | おゆうぎ会の準備だゾ（2014年）〈再〉                                           | 川辺美奈子                                                                     | 平井峰太郎                                                                     | 平井峰太郎                                                                     | 針金屋英郎                                                                     | 12月21日 |
| 第1018話         | 第15期⑪                                                                        | オラんちクイズだゾ                                                             | 川辺美奈子                                                                     | 三浦陽                                                                         | 三浦陽                                                                         | 間々田益男                                                                     | 12月21日 |
| 第1019話         | 第15期⑪                                                                        | 寝かしつけドライブだゾ                                                         | 川辺美奈子                                                                     | 西平淑郎                                                                       | 西平淑郎                                                                       | 間々田益男                                                                     | 12月28日 |
| 第1019話         | 第12期⑤                                                                        | レアなボイスがききたいゾ（2014年）〈再〉                                       | 川辺美奈子                                                                     | 杉山正樹                                                                       | 岡田堅二朗                                                                     | 大豆一博                                                                       | 12月28日 |
| 第1019話         | 第12期⑥                                                                        | 湯たんぽでぬくぬくだゾ（2015年）〈再〉                                         | 川辺美奈子                                                                     | 平井峰太郎                                                                     | 平井峰太郎                                                                     | 間々田益男                                                                     | 12月28日 |

## 2020年
| 話数             | DVD収録                                                                              | サブタイトル                                                                         | 脚本                                                                                 | 絵コンテ                                                                             | 演出                                                                                 | 作画監督                                                                             | 放送日   |
| ---------------- | ------------------------------------------------------------------------------------ | ------------------------------------------------------------------------------------ | ------------------------------------------------------------------------------------ | ------------------------------------------------------------------------------------ | ------------------------------------------------------------------------------------ | ------------------------------------------------------------------------------------ | -------- |
| 第1020話         | 第15期⑪                                                                              | 三角関係ベースボールだゾ                                                             | 黒住光                                                                               | ムトウユージ                                                                         | ムトウユージ                                                                         | 高倉佳彦                                                                             | 1月11日  |
| 第1020話         | 第11期⑤                                                                              | トンボの野原ひろしだゾ（2012年）〈再〉                                               | 阪口和久                                                                             | 義野利幸                                                                             | ささきひろゆき                                                                       | 針金屋英郎                                                                           | 1月11日  |
| 第1020話         | 第15期⑪                                                                              | おパンツストーリーだゾ                                                               | 清水東                                                                               | ムトウユージ                                                                         | ムトウユージ                                                                         | 木村陽子                                                                             | 1月11日  |
| 第1021話         | 第15期⑪                                                                              | 小山家三姉妹だゾ                                                                     | 待田堂子                                                                             | 横山広行                                                                             | 横山広行                                                                             | 橋本とよ子                                                                           | 1月18日  |
| 第1021話         | 第11期⑥                                                                              | ほどけないゾ（2013年）〈再〉                                                         | 川辺美奈子                                                                           | 貞光紳也                                                                             | 貞光紳也                                                                             | 樋口善法                                                                             | 1月18日  |
| 第1021話         | 第15期⑪                                                                              | 走る戦闘員だゾ                                                                       | 清水東                                                                               | 横山広行                                                                             | 横山広行                                                                             | 木村陽子                                                                             | 1月18日  |
| 第1022話         | 第15期⑪                                                                              | こっそり回したいゾ                                                                   | 阪口和久                                                                             | しぎのあきら                                                                         | 西平淑郎                                                                             | 門脇孝一                                                                             | 1月25日  |
| 第1022話         | 第11期①                                                                              | やっぱりきょうだいだゾ（2012年）〈再〉                                               | 中弘子                                                                               | 義野利幸                                                                             | 平井峰太郎                                                                           | 高倉佳彦                                                                             | 1月25日  |
| 第1022話         | 第11期⑦                                                                              | 熱血!アスレチック公園だゾ（2013年）〈再〉                                            | 川辺美奈子                                                                           | ささきひろゆき                                                                       | ささきひろゆき                                                                       | 大森孝敏                                                                             | 1月25日  |
| 第1023話         | -                                                                                    | 大金を落としたゾ                                                                     | 中弘子                                                                               | しぎのあきら                                                                         | 安藤良                                                                               | 間々田益男                                                                           | 2月1日   |
| 第1023話         | 第10期⑪                                                                              | 父ちゃんの日曜日だゾ（2012年）〈再〉                                                 | 川辺美奈子                                                                           | 平井峰太郎                                                                           | 平井峰太郎                                                                           | 門脇孝一                                                                             | 2月1日   |
| 第1023話         | 第15期⑪                                                                              | 何かしながら帰るゾ                                                                   | 待田堂子                                                                             | しぎのあきら                                                                         | 安藤良                                                                               | 門脇孝一                                                                             | 2月1日   |
| 第1024話         | 第15期⑫                                                                              | 夢のつづきを見るゾ                                                                   | 晨原大輔                                                                             | 三浦陽                                                                               | 三浦陽                                                                               | 木村陽子                                                                             | 2月8日   |
| 第1024話         | 第11期⑥                                                                              | 防衛隊の隊長を決めるゾ（2013年）〈再〉                                               | うえのきみこ                                                                         | 平井峰太郎                                                                           | 平井峰太郎                                                                           | 針金屋英郎                                                                           | 2月8日   |
| 第1024話         | 第15期⑫                                                                              | エキストラに参加するゾ                                                               | ひるまちかこ                                                                         | 三浦陽                                                                               | 三浦陽                                                                               | 尾鷲英俊                                                                             | 2月8日   |
| 第1025話         | 第10期⑪                                                                              | 野原家脱出大作戦だゾ（2012年）〈再〉                                                 | 川辺美奈子                                                                           | 横山広行                                                                             | 横山広行                                                                             | 木村陽子                                                                             | 2月15日  |
| 第1025話         | 第15期⑫                                                                              | みそバターコーンラーメンが食べたいゾ                                                 | 清水東                                                                               | 高橋渉                                                                               | 高橋渉                                                                               | 門脇孝一                                                                             | 2月15日  |
| 第1025話         | 第11期⑥                                                                              | ひまわりと耳おれクマだゾ（2012年）〈再〉                                             | 中弘子                                                                               | 高橋渉                                                                               | 高橋渉                                                                               | 木村陽子                                                                             | 2月15日  |
| 第1026話         | 第15期⑫                                                                              | 手編みのぼうしだゾ                                                                   | 川辺美奈子                                                                           | 池端たかし                                                                           | 高橋渉                                                                               | 間々田益男 小幡公春                                                                  | 2月22日  |
| 第1026話         | 第10期⑫                                                                              | ズボンがピンチだゾ（2012年）〈再〉                                                   | うえのきみこ                                                                         | 平井峰太郎                                                                           | 平井峰太郎                                                                           | 大森孝敏                                                                             | 2月22日  |
| 第1026話         | 第15期⑫                                                                              | 耳フーラグビーで勝負だゾ                                                             | 黒住光                                                                               | 横山広行                                                                             | 横山広行                                                                             | 林静香                                                                               | 2月22日  |
| 第1027話         | 第13期①                                                                              | お風呂はイヤイヤ!だゾ（2016年）〈再〉                                                | 川辺美奈子                                                                           | 義野利幸                                                                             | ささきひろゆき                                                                       | 橋本とよ子                                                                           | 2月29日  |
| 第1027話         | 第15期⑫                                                                              | 紅さそり隊、肉まんで勝負だゾ                                                         | 阪口和久                                                                             | 横山広行                                                                             | 横山広行                                                                             | 橋本とよ子                                                                           | 2月29日  |
| 第1027話         | 第11期①                                                                              | 缶ケリウォーズだゾ（2012年）〈再〉                                                   | うえのきみこ                                                                         | 義野利幸                                                                             | ささきひろゆき                                                                       | 木村陽子                                                                             | 2月29日  |
| 第1028話         | 第15期⑫                                                                              | オラはハンコー期だゾ                                                                 | ひるまちかこ                                                                         | しぎのあきら                                                                         | 西平淑郎                                                                             | 木村陽子                                                                             | 3月7日   |
| 第1028話         | 第12期②                                                                              | あいちゃんのお弁当をいただくゾ（2014年）〈再〉                                       | 翁妙子                                                                               | ささきひろゆき                                                                       | ささきひろゆき                                                                       | 間々田益男                                                                           | 3月7日   |
| 第1028話         | 第15期⑫                                                                              | 父ちゃんに会いたいゾ                                                                 | 中弘子                                                                               | 緒木楽                                                                               | 末田宜史                                                                             | 間々田益男 小幡公春                                                                  | 3月7日   |
| 第1029話         | 第15期⑫                                                                              | こりずにダイエットだゾ                                                               | 阪口和久                                                                             | 三浦陽                                                                               | 三浦陽                                                                               | 尾鷲英俊                                                                             | 3月14日  |
| 第1029話         | 第11期⑤                                                                              | モテキじゃなくイレキだゾ（2012年）〈再〉                                             | 阪口和久                                                                             | 横山広行                                                                             | 横山広行                                                                             | 針金屋英郎                                                                           | 3月14日  |
| 第1029話         | 第15期⑫                                                                              | オラんちが危機だゾ                                                                   | 黒住光                                                                               | 三浦陽                                                                               | 三浦陽                                                                               | 門脇孝一                                                                             | 3月14日  |
| 第1030話         | 第15期⑬                                                                              | 時間にきびしいゾ                                                                     | 黒住光                                                                               | しぎのあきら                                                                         | 西平淑郎                                                                             | 間々田益男                                                                           | 3月21日  |
| 第1030話         | 第12期②                                                                              | シロとチェンジだゾ（2014年）〈再〉                                                   | 翁妙子                                                                               | 平井峰太郎                                                                           | 平井峰太郎                                                                           | 門脇孝一                                                                             | 3月21日  |
| 第1030話         | 第15期⑬                                                                              | 自慢したいマサオくんだゾ                                                             | 中弘子                                                                               | しばたあきひさ                                                                       | しばたあきひさ                                                                       | 木村陽子                                                                             | 3月21日  |
| 第1031話         | 第15期⑬                                                                              | スマホを預けただけなのにだゾ                                                         | 川辺美奈子                                                                           | しぎのあきら                                                                         | 高橋渉                                                                               | 林静香                                                                               | 3月28日  |
| 第1031話         | 第11期②                                                                              | オラ、ひとりで寝るゾ（2012年）〈再〉                                                 | 中弘子                                                                               | 平井峰太郎                                                                           | 平井峰太郎                                                                           | 入江康智                                                                             | 3月28日  |
| 第1031話         | 第15期⑬                                                                              | 図書館ずラブだゾ                                                                     | 清水東                                                                               | しぎのあきら                                                                         | 高橋渉                                                                               | 大森孝敏                                                                             | 3月28日  |
| 第1032話         | 第15期⑬                                                                              | お花ミステリーだゾ                                                                   | 黒住光                                                                               | 横山広行                                                                             | 横山広行                                                                             | 間々田益男 小幡公春                                                                  | 4月4日   |
| 第1032話         | 第11期②                                                                              | 覆面父ちゃんだゾ（2012年）〈再〉                                                     | うえのきみこ                                                                         | 平井峰太郎                                                                           | 平井峰太郎                                                                           | 木村陽子                                                                             | 4月4日   |
| 第1032話         | 第15期⑬                                                                              | オラはスーパー秘書だゾ                                                               | 晨原大輔                                                                             | 横山広行                                                                             | 横山広行                                                                             | 橋本とよ子 篠原隆                                                                    | 4月4日   |
| 第1033話         | 第10期⑪                                                                              | 玄関の大そうじだゾ（2011年）〈再〉                                                   | 中弘子                                                                               | 平井峰太郎                                                                           | 平井峰太郎                                                                           | 木村陽子                                                                             | 4月11日  |
| 第1033話         | 第15期⑬                                                                              | 逆転しない裁判だゾ                                                                   | 阪口和久                                                                             | しぎのあきら                                                                         | 安藤良                                                                               | 原勝徳                                                                               | 4月11日  |
| 第1033話         | 第10期⑪                                                                              | こだわりのコーヒーショップだゾ（2011年）〈再〉                                       | 阪口和久                                                                             | 義野利幸                                                                             | ささきひろゆき                                                                       | 大森孝敏                                                                             | 4月11日  |
| 第1034話         | 第11期①                                                                              | 母ちゃんはBNPだゾ（2012年）〈再〉                                                    | 翁妙子                                                                               | 平井峰太郎                                                                           | 平井峰太郎                                                                           | 橋本とよ子                                                                           | 4月18日  |
| 第1034話         | 第15期⑬                                                                              | 泣いちゃいや～んだゾ                                                                 | 中弘子                                                                               | しばたあきひさ                                                                       | 安藤良                                                                               | 木村陽子                                                                             | 4月18日  |
| 第1034話         | 第11期④                                                                              | カーテンを洗っちゃうゾ（2012年）〈再〉                                               | 中弘子                                                                               | 横山広行                                                                             | 横山広行                                                                             | 門脇孝一                                                                             | 4月18日  |
| 傑作選SP1        | 第12期⑧                                                                              | インターネットでお電話するゾ（2015年）〈再〉                                         | 川辺美奈子                                                                           | 横山広行                                                                             | 横山広行                                                                             | 門脇孝一                                                                             | 4月25日  |
| 傑作選SP1        | 第13期③                                                                              | 寝ている間にアートだゾ（2016年）〈再〉                                               | ひるまちかこ                                                                         | ささきひろゆき                                                                       | ささきひろゆき                                                                       | 間々田益男                                                                           | 4月25日  |
| 傑作選SP1        | 第12期②                                                                              | ドミノで遊ぶゾ（2014年）〈再〉                                                       | 川辺美奈子                                                                           | ささきひろゆき                                                                       | ささきひろゆき                                                                       | 原勝徳                                                                               | 4月25日  |
| 傑作選SP2        | 1年目⑬                                                                               | 父ちゃんの会社へ行くゾ（1993年）〈再〉                                               | 中弘子                                                                               | 高柳哲司                                                                             | 高柳哲司                                                                             | 堤規至                                                                               | 5月2日   |
| 傑作選SP2        | 第5期⑧                                                                               | 父ちゃんは日曜も大変だゾ（2000年）〈再〉                                             | 中弘子                                                                               | ムトウユージ                                                                         | ムトウユージ                                                                         | 高倉佳彦                                                                             | 5月2日   |
| 傑作選SP2        | 第8期⑰                                                                               | オラお寿司屋さんだゾ（2007年）〈再〉                                                 | 翁妙子                                                                               | ささきひろゆき                                                                       | ささきひろゆき                                                                       | 門脇孝一                                                                             | 5月2日   |
| 傑作選SP3        | 第12期③                                                                              | ねのねのねだゾ（2014年）〈再〉                                                       | うえのきみこ                                                                         | ムトウユージ                                                                         | ささきひろゆき                                                                       | 原勝徳                                                                               | 5月9日   |
| 傑作選SP3        | 第12期④                                                                              | ボーちゃんが気になるゾ（2014年）〈再〉                                               | 中弘子                                                                               | 杉山正樹                                                                             | 大豆一博                                                                             | 大豆一博                                                                             | 5月9日   |
| 傑作選SP3        | 第11期⑧                                                                              | 友情の鍵探しだゾ（2013年）〈再〉                                                     | 阪口和久                                                                             | 平井峰太郎                                                                           | 平井峰太郎                                                                           | 間々田益男                                                                           | 5月9日   |
| 第1035話         | 第15期⑬                                                                              | クレヨンしんちゃんだゾ                                                               | 川辺美奈子                                                                           | 三浦陽                                                                               | 三浦陽                                                                               | 門脇孝一                                                                             | 5月16日  |
| 第1035話         | 第15期②                                                                              | オラのうちにはテレビがないゾ（2018年）〈再〉                                         | 川辺美奈子                                                                           | 高橋渉                                                                               | 高橋渉                                                                               | 高倉佳彦                                                                             | 5月16日  |
| 第1035話         | 第15期⑬                                                                              | ラクガキを消すゾ                                                                     | 中弘子                                                                               | 三浦陽                                                                               | 三浦陽                                                                               | 尾鷲英俊                                                                             | 5月16日  |
| 傑作選SP4        | 第12期⑦                                                                              | 若い二人はこうして家を買ったゾ（2015年）〈再〉                                       | 清水東                                                                               | ムトウユージ                                                                         | ムトウユージ                                                                         | 間々田益男 入江康智                                                                  | 5月23日  |
| 傑作選SP4        | 第13期③                                                                              | お出かけするのもひと苦労だゾ（2016年）〈再〉                                         | ひるまちかこ                                                                         | 平井峰太郎                                                                           | 平井峰太郎                                                                           | 木村陽子                                                                             | 5月23日  |
| 傑作選SP5        | 第11期③                                                                              | 流しサラリーマンそうめんだゾ（2012年）〈再〉                                         | うえのきみこ                                                                         | 横山広行                                                                             | 横山広行                                                                             | 針金屋英郎                                                                           | 5月30日  |
| 傑作選SP5        | 第11期⑧                                                                              | 夢のカレー大会だゾ（2013年）〈再〉                                                   | 中弘子                                                                               | 貞光紳也                                                                             | 貞光紳也                                                                             | 樋口善法                                                                             | 5月30日  |
| 傑作選SP5        | 第11期⑪                                                                              | 手作りギョーザだゾ（2013年）〈再〉                                                   | 翁妙子                                                                               | 平井峰太郎                                                                           | ささきひろゆき                                                                       | 間々田益男                                                                           | 5月30日  |
| 傑作選SP6        | 第12期②                                                                              | ファザー牧場に行くゾ（2014年）〈再〉                                                 | うえのきみこ                                                                         | 横山広行                                                                             | 横山広行                                                                             | 高倉佳彦                                                                             | 6月6日   |
| 傑作選SP6        | 第12期⑧                                                                              | ちんあなごを見たいゾ（2015年）〈再〉                                                 | 川辺美奈子                                                                           | 義野利幸                                                                             | ムトウユージ                                                                         | 木村陽子                                                                             | 6月6日   |
| 傑作選SP6        | 第10期⑨                                                                              | 移動動物園が来たゾ（2009年）〈再〉                                                   | 阪口和久                                                                             | 貞光紳也                                                                             | 貞光紳也                                                                             | 樋口善法                                                                             | 6月6日   |
| 第1036話         | 第15期⑭                                                                              | ホテルビュッフェで食べたいゾ                                                         | ひるまちかこ                                                                         | しぎのあきら                                                                         | しばたあきひさ                                                                       | 林静香                                                                               | 6月13日  |
| 第1036話         | 第12期⑦                                                                              | 床下のヒミツだゾ（2015年）〈再〉                                                     | 黒住光                                                                               | 義野利幸                                                                             | 平井峰太郎                                                                           | 間々田益男                                                                           | 6月13日  |
| 第1036話         | 第15期⑭                                                                              | ワンピースを探すゾ                                                                   | 晨原大輔                                                                             | しばたあきひさ                                                                       | しばたあきひさ                                                                       | 針金屋英郎                                                                           | 6月13日  |
| 第1037話         | 第15期⑭                                                                              | ふとん島の大決闘だゾ                                                                 | 川辺美奈子                                                                           | しぎのあきら                                                                         | 末田宜史                                                                             | 間々田益男 小幡公春                                                                  | 6月20日  |
| 第1037話         | 第11期④                                                                              | スキマにはまったゾ（2012年）〈再〉                                                   | 川辺美奈子                                                                           | 義野利幸                                                                             | 平井峰太郎                                                                           | 原勝徳                                                                               | 6月20日  |
| 第1037話         | 第15期⑭                                                                              | お尻がしゃべるゾ                                                                     | 清水東                                                                               | 西平淑郎                                                                             | 西平淑郎                                                                             | 大森孝敏                                                                             | 6月20日  |
| 第1038話         | 第15期⑭                                                                              | ソロキャンプを見守るゾ                                                               | ひるまちかこ                                                                         | 横山広行                                                                             | 横山広行                                                                             | 原勝徳                                                                               | 6月27日  |
| 第1038話         | 第11期⑨                                                                              | 傘がいっぱいだゾ（2013年）〈再〉                                                     | 翁妙子                                                                               | 平井峰太郎                                                                           | 平井峰太郎                                                                           | 原勝徳                                                                               | 6月27日  |
| 第1038話         | 第15期⑭                                                                              | オラたちのタイムカプセルだゾ                                                         | 黒住光                                                                               | 横山広行                                                                             | 横山広行                                                                             | 高倉佳彦                                                                             | 6月27日  |
| 第1039話         | 第15期⑭                                                                              | ハードなお買い物だゾ                                                                 | 中弘子                                                                               | 三浦陽                                                                               | 三浦陽                                                                               | 橋本とよ子                                                                           | 7月4日   |
| 第1039話         | 第15期⑭                                                                              | ずぶ濡れの園長先生だゾ                                                               | 阪口和久                                                                             | 三浦陽                                                                               | 三浦陽                                                                               | 間々田益男                                                                           | 7月4日   |
| 第1039話         | 第11期⑩                                                                              | CMが見たいゾ（2013年）〈再〉                                                         | 川辺美奈子                                                                           | 貞光紳也                                                                             | 貞光紳也                                                                             | 樋口善法                                                                             | 7月4日   |
| 第1040話         | 第11期④                                                                              | 今夜はいろいろややこしいゾ（2012年）〈再〉                                           | 翁妙子                                                                               | 義野利幸                                                                             | ささきひろゆき                                                                       | 針金屋英郎                                                                           | 7月11日  |
| 第1040話         | 第15期⑭                                                                              | 押し入れネネちゃんだゾ                                                               | 阪口和久                                                                             | しぎのあきら                                                                         | 安藤良                                                                               | 高倉佳彦                                                                             | 7月11日  |
| 第1040話         | 第15期⑭                                                                              | 嵐を呼ぶおじいちゃんだゾ                                                             | 清水東                                                                               | しぎのあきら                                                                         | 安藤良                                                                               | 尾鷲英俊                                                                             | 7月11日  |
| 第1041話         | 第15期⑮                                                                              | 優勝カップはいずこへだゾ                                                             | 中弘子                                                                               | 三浦陽                                                                               | しばたあきひさ                                                                       | 門脇孝一                                                                             | 7月18日  |
| 第1041話         | 第11期③                                                                              | 恋する水族館だゾ（2012年）〈再〉                                                     | うえのきみこ                                                                         | 義野利幸                                                                             | 平井峰太郎                                                                           | 高倉佳彦                                                                             | 7月18日  |
| 第1041話         | 第15期⑮                                                                              | カスカベ駅前で昼食をだゾ                                                             | 阪口和久                                                                             | しばたあきひさ                                                                       | しばたあきひさ                                                                       | 大森孝敏                                                                             | 7月18日  |
| 第1042話         | 第11期⑧                                                                              | お父様の万年筆はどこ?だゾ（2013年）〈再〉                                            | 中弘子                                                                               | 貞光紳也                                                                             | 貞光紳也                                                                             | 樋口善法                                                                             | 7月25日  |
| 第1042話         | 第15期⑮                                                                              | ダンボールで迷路だゾ                                                                 | モラル                                                                               | 横山広行                                                                             | 横山広行                                                                             | 針金屋英郎                                                                           | 7月25日  |
| 第1042話         | 第15期⑮                                                                              | 父ちゃんがテレワークだゾ                                                             | 黒住光                                                                               | 横山広行                                                                             | 横山広行                                                                             | 木村陽子 篠原隆                                                                      | 7月25日  |
| 第1043話         | 第11期③                                                                              | カユ〜イおジャマ虫だゾ（2012年）〈再〉                                               | きむらひでふみ                                                                       | 平井峰太郎                                                                           | 平井峰太郎                                                                           | 末吉裕一郎                                                                           | 8月1日   |
| 第1043話         | 第15期⑮                                                                              | りんごあめが食べたいゾ                                                               | ひるまちかこ                                                                         | 三浦陽                                                                               | 三浦陽                                                                               | 林静香                                                                               | 8月1日   |
| 第1043話         | 第15期⑮                                                                              | アクション仮面と走るゾ                                                               | 川辺美奈子                                                                           | 三浦陽                                                                               | 三浦陽                                                                               | 橋本とよ子                                                                           | 8月1日   |
| 第1044話         | 第15期⑮                                                                              | 母ちゃんとコインランドリーだゾ                                                       | 中弘子                                                                               | しぎのあきら                                                                         | 安藤良                                                                               | 尾鷲英俊                                                                             | 8月8日   |
| 第1044話         | 第15期⑮                                                                              | 幼稚園の口コミだゾ                                                                   | 晨原大輔                                                                             | しぎのあきら                                                                         | 安藤良                                                                               | 高倉佳彦                                                                             | 8月8日   |
| 第1044話         | 第13期⑤                                                                              | タクシードライバーしんのすけだゾ（2016年）〈再〉                                     | 清水東                                                                               | ささきひろゆき                                                                       | ささきひろゆき                                                                       | 木村陽子                                                                             | 8月8日   |
| 第1045話         | 第11期⑩                                                                              | スイカを冷やすゾ（2013年）〈再〉                                                     | 川辺美奈子                                                                           | 横山広行                                                                             | 横山広行                                                                             | 原勝徳                                                                               | 8月15日  |
| 第1045話         | 第15期⑮                                                                              | 女子校を見学するゾ                                                                   | 黒住光                                                                               | 西平淑郎                                                                             | 西平淑郎                                                                             | 門脇孝一                                                                             | 8月15日  |
| 第1045話         | 第15期⑮                                                                              | ハンバーグが食べたいゾ                                                               | 待田堂子                                                                             | しぎのあきら                                                                         | ムトウユージ                                                                         | 針金屋英郎                                                                           | 8月15日  |
| 第1046話         | 第11期⑩                                                                              | オラの部屋がほしいゾ（2013年）〈再〉                                                 | 川辺美奈子                                                                           | 貞光紳也                                                                             | 貞光紳也                                                                             | 樋口善法                                                                             | 8月22日  |
| 第1046話         | 第15期⑯                                                                              | ワンオペ入浴だゾ                                                                     | 中弘子                                                                               | しぎのあきら                                                                         | 平井峰太郎                                                                           | 間々田益男                                                                           | 8月22日  |
| 第1046話         | 第15期⑯                                                                              | 風間くんのこだわりだゾ                                                               | 黒住光                                                                               | 平井峰太郎                                                                           | 平井峰太郎                                                                           | 林静香                                                                               | 8月22日  |
| 第1047話         | 第13期⑥                                                                              | ななこおねいさんと手をつなぎたいゾ（2016年）〈再〉                                   | 阪口和久                                                                             | 高橋渉                                                                               | ささきひろゆき                                                                       | 門脇孝一                                                                             | 8月29日  |
| 第1047話         | 第15期⑯                                                                              | オラは目撃者だゾ                                                                     | モラル                                                                               | 三浦陽                                                                               | しばたあきひさ                                                                       | 高倉佳彦                                                                             | 8月29日  |
| 第1047話         | 第15期⑯                                                                              | 夏の夜は天体観測だゾ                                                                 | 黒住光                                                                               | しぎのあきら                                                                         | しばたあきひさ                                                                       | 間々田益男                                                                           | 8月29日  |
| SPECIAL SUNDAY 3 | クレヨンしんちゃん バカうまっ!B級グルメサバイバル!!（2013年）（監督：橋本昌和）      | クレヨンしんちゃん バカうまっ!B級グルメサバイバル!!（2013年）（監督：橋本昌和）      | クレヨンしんちゃん バカうまっ!B級グルメサバイバル!!（2013年）（監督：橋本昌和）      | クレヨンしんちゃん バカうまっ!B級グルメサバイバル!!（2013年）（監督：橋本昌和）      | クレヨンしんちゃん バカうまっ!B級グルメサバイバル!!（2013年）（監督：橋本昌和）      | クレヨンしんちゃん バカうまっ!B級グルメサバイバル!!（2013年）（監督：橋本昌和）      | 9月6日   |
| 第1048話         | 第13期⑫                                                                              | オラのらくがき部屋だゾ（2017年）〈再〉                                               | 川辺美奈子                                                                           | 平井峰太郎 今村洋輝                                                                  | 平井峰太郎 今村洋輝                                                                  | 大森孝敏                                                                             | 9月12日  |
| 第1048話         | 第15期⑯                                                                              | ぶりぶりざえもんの冒険 復活の魔王瓶                                                  | モラル                                                                               | 平井峰太郎 しぎのあきら                                                              | 平井峰太郎                                                                           | 高倉佳彦 大森孝敏                                                                    | 9月12日  |
| SPECIAL （番外） | クレヨンしんちゃん 新婚旅行ハリケーン 〜失われたひろし〜（2019年）（監督：橋本昌和） | クレヨンしんちゃん 新婚旅行ハリケーン 〜失われたひろし〜（2019年）（監督：橋本昌和） | クレヨンしんちゃん 新婚旅行ハリケーン 〜失われたひろし〜（2019年）（監督：橋本昌和） | クレヨンしんちゃん 新婚旅行ハリケーン 〜失われたひろし〜（2019年）（監督：橋本昌和） | クレヨンしんちゃん 新婚旅行ハリケーン 〜失われたひろし〜（2019年）（監督：橋本昌和） | クレヨンしんちゃん 新婚旅行ハリケーン 〜失われたひろし〜（2019年）（監督：橋本昌和） | 9月12日  |
| 第1049話         | 第15期⑯                                                                              | あいちゃんがアピールだゾ                                                             | 晨原大輔                                                                             | 横山広行                                                                             | 横山広行                                                                             | 木村陽子                                                                             | 9月19日  |
| 第1049話         | 第12期③                                                                              | さすらいの防衛隊だゾ（2014年）〈再〉                                                 | 川辺美奈子                                                                           | 杉山正樹                                                                             | 大豆一博                                                                             | 大豆一博                                                                             | 9月19日  |
| 第1049話         | 第15期⑯                                                                              | セカンドライフはそば打ちだゾ                                                         | 清水東                                                                               | 横山広行                                                                             | 横山広行                                                                             | 原勝徳                                                                               | 9月19日  |
| 第1050話         | 第11期⑨                                                                              | ピーマンを返すゾ（2013年）〈再〉                                                     | 阪口和久                                                                             | ささきひろゆき                                                                       | ささきひろゆき                                                                       | 末吉裕一郎                                                                           | 9月26日  |
| 第1050話         | 第15期⑯                                                                              | みんなでオラ待ちだゾ                                                                 | 阪口和久                                                                             | 三浦陽                                                                               | 西平淑郎                                                                             | 大森孝敏                                                                             | 9月26日  |
| 第1050話         | 第11期③                                                                              | 早起きしちゃったゾ（2012年）〈再〉                                                   | 阪口和久                                                                             | ささきひろゆき                                                                       | ささきひろゆき                                                                       | 間々田益男                                                                           | 9月26日  |
| 第1051話         | 第15期⑯                                                                              | 発掘をお助けするゾ                                                                   | 清水東                                                                               | 横山広行                                                                             | 横山広行                                                                             | 橋本とよ子 篠原隆                                                                    | 10月3日  |
| 第1051話         | 第15期⑰                                                                              | お取り寄せで悩むゾ                                                                   | 黒住光                                                                               | 横山広行                                                                             | 横山広行                                                                             | 針金屋英郎                                                                           | 10月3日  |
| 第1051話         | 第11期⑪                                                                              | 友情のアイスだゾ（2013年）〈再〉                                                     | 阪口和久                                                                             | 貞光紳也                                                                             | 貞光紳也                                                                             | 樋口善法                                                                             | 10月3日  |
| 第1052話         | 第11期②                                                                              | シロを特訓だゾ（2012年）〈再〉                                                       | 翁妙子                                                                               | 平井峰太郎                                                                           | 平井峰太郎                                                                           | 原勝徳                                                                               | 10月10日 |
| 第1052話         | 第13期①                                                                              | シロが太っちゃったゾ（2016年）〈再〉                                                 | 清水東                                                                               | 横山広行                                                                             | 横山広行                                                                             | 尾鷲英俊                                                                             | 10月10日 |
| 第1052話         | 第15期⑰                                                                              | SUPER SHIROだゾ                                                                      | うえのきみこ                                                                         | ムトウユージ                                                                         | ムトウユージ                                                                         | 間々田益男                                                                           | 10月10日 |
| 第1053話         | 第10期⑫                                                                              | ごはんをたくゾ（2012年）〈再〉                                                       | 翁妙子                                                                               | 貞光紳也                                                                             | 貞光紳也                                                                             | 樋口善法                                                                             | 10月17日 |
| 第1053話         | 第15期⑰                                                                              | 風間くんが迷子だゾ                                                                   | 待田堂子                                                                             | しぎのあきら                                                                         | 西平淑郎                                                                             | 原勝徳                                                                               | 10月17日 |
| 第1053話         | 第15期⑰                                                                              | じいちゃんと地獄のセールスレディだゾ                                                 | モラル                                                                               | しぎのあきら                                                                         | 安藤良                                                                               | 高倉佳彦                                                                             | 10月17日 |
| 第1054話         | 第15期⑰                                                                              | バケツリレーで勝負だゾ                                                               | 阪口和久                                                                             | 平井峰太郎                                                                           | 平井峰太郎                                                                           | 原勝徳                                                                               | 10月24日 |
| 第1054話         | 第15期⑰                                                                              | 父ちゃんの腹筋を割るゾ                                                               | 清水東                                                                               | 三浦陽                                                                               | 平井峰太郎                                                                           | 尾鷲英俊                                                                             | 10月24日 |
| 第1054話         | 第11期④                                                                              | 狼男カスカベだゾ（2012年）〈再〉                                                     | うえのきみこ                                                                         | 横山広行                                                                             | 横山広行                                                                             | 間々田益男                                                                           | 10月24日 |
| 第1055話         | 第13期③                                                                              | 男の沽券にかかわるゾ（2016年）〈再〉                                                 | うえのきみこ                                                                         | 平井峰太郎                                                                           | 平井峰太郎                                                                           | 間々田益男                                                                           | 10月31日 |
| 第1055話         | 第15期⑰                                                                              | 母ちゃんをとりあうゾ                                                                 | ひるまちかこ                                                                         | 安藤良                                                                               | 安藤良                                                                               | 門脇孝一                                                                             | 10月31日 |
| 第1055話         | 第12期⑨                                                                              | バッグを拾ったゾ（2015年）〈再〉                                                     | 清水東                                                                               | 横山広行                                                                             | 横山広行                                                                             | 原勝徳                                                                               | 10月31日 |
| 第1056話         | 第12期⑦                                                                              | かぶってるゾ（2015年）〈再〉                                                         | 清水東                                                                               | ささきひろゆき                                                                       | ささきひろゆき                                                                       | 門脇孝一                                                                             | 11月7日  |
| 第1056話         | 第15期⑰                                                                              | 怪人はつらいゾ                                                                       | 晨原大輔                                                                             | しぎのあきら                                                                         | しばたあきひさ                                                                       | 橋本とよ子                                                                           | 11月7日  |
| 第1056話         | 第15期⑰                                                                              | 座椅子はいいっスねだゾ                                                               | 川辺美奈子                                                                           | しばたあきひさ                                                                       | しばたあきひさ                                                                       | 木村陽子                                                                             | 11月7日  |
| 第1056話         | -                                                                                    | オラたちケツメイシ（ン）だゾ                                                         | ムトウユージ                                                                         | ムトウユージ                                                                         | ムトウユージ                                                                         | 木村陽子                                                                             | 11月7日  |
| 第1057話         | 第11期⑫                                                                              | 夢のカフェをつくるゾ（2013年）〈再〉                                                 | 中弘子                                                                               | 平井峰太郎                                                                           | 平井峰太郎                                                                           | 間々田益男                                                                           | 11月14日 |
| 第1057話         | 第15期⑰                                                                              | 間接照明でキメるゾ                                                                   | モラル                                                                               | 三浦陽                                                                               | 佐々木忍                                                                             | 間々田益男                                                                           | 11月14日 |
| 第1057話         | 第13期①                                                                              | オラはファッションリーダーだゾ（2016年）〈再〉                                       | 黒住光                                                                               | 横山広行                                                                             | 横山広行                                                                             | 門脇孝一                                                                             | 11月14日 |
| 第1058話         | 第15期⑱                                                                              | 借りパク注意だゾ                                                                     | 中弘子                                                                               | 横山広行                                                                             | 横山広行                                                                             | 木村陽子                                                                             | 11月21日 |
| 第1058話         | 第15期⑱                                                                              | 壁紙をはりかえるゾ                                                                   | 待田堂子                                                                             | 横山広行                                                                             | 横山広行                                                                             | 尾鷲英俊                                                                             | 11月21日 |
| 第1058話         | 第12期⑪                                                                              | 恋の交通安全戦士だゾ（2015年）〈再〉                                                 | 清水東                                                                               | 平井峰太郎                                                                           | 平井峰太郎                                                                           | 針金屋英郎                                                                           | 11月21日 |
| 第1059話         | 第13期①                                                                              | 父ちゃんのとりあえず主夫だゾ（2016年）〈再〉                                         | 清水東                                                                               | 平井峰太郎                                                                           | 平井峰太郎                                                                           | 高倉佳彦                                                                             | 11月28日 |
| 第1059話         | 第12期①                                                                              | 父ちゃんの日曜はツイてないゾ（2014年）〈再〉                                         | 中弘子                                                                               | 横山広行                                                                             | 横山広行                                                                             | 間々田益男                                                                           | 11月28日 |
| 第1059話         | 第15期⑱                                                                              | エコバッグは大事だゾ                                                                 | 黒住光                                                                               | 池端たかし                                                                           | 佐々木忍                                                                             | 木村陽子                                                                             | 11月28日 |
| 第1060話         | 第11期⑥                                                                              | 園長先生を怒らせたのは誰?だゾ（2013年）〈再〉                                        | 阪口和久                                                                             | 貞光紳也                                                                             | 貞光紳也                                                                             | 樋口善法                                                                             | 12月5日  |
| 第1060話         | 第15期⑱                                                                              | トイレのリフォームだゾ                                                               | 川辺美奈子                                                                           | 西平淑郎                                                                             | 西平淑郎                                                                             | 橋本とよ子                                                                           | 12月5日  |
| 第1060話         | 第15期⑱                                                                              | 見つかったら終わりだゾ                                                               | 晨原大輔                                                                             | しぎのあきら                                                                         | 西平淑郎                                                                             | 間々田益男                                                                           | 12月5日  |
| 第1061話         | 第11期⑤                                                                              | 父ちゃんとブンツーだゾ（2012年）〈再〉                                               | 中弘子                                                                               | 横山広行                                                                             | 横山広行                                                                             | 林静香                                                                               | 12月12日 |
| 第1061話         | 第15期⑱                                                                              | オシャレ番長だゾ                                                                     | ひるまちかこ                                                                         | 三浦陽                                                                               | 安藤良                                                                               | 門脇孝一                                                                             | 12月12日 |
| 第1061話         | 第15期⑱                                                                              | むさえちゃんにおごられるゾ                                                           | 中弘子                                                                               | 安藤良                                                                               | 安藤良                                                                               | 木村陽子                                                                             | 12月12日 |
| 第1062話         | 第13期②                                                                              | オラたちのハザードマップだゾ（2016年）〈再〉                                         | ひるまちかこ                                                                         | 横山広行                                                                             | 横山広行                                                                             | 橋本とよ子                                                                           | 12月19日 |
| 第1062話         | 第15期⑱                                                                              | ドキドキ母ちゃんだゾ                                                                 | 阪口和久                                                                             | 横山広行                                                                             | 横山広行                                                                             | 橋本とよ子                                                                           | 12月19日 |
| 第1062話         | 第15期⑱                                                                              | あいの不時着だゾ                                                                     | 黒住光                                                                               | 横山広行                                                                             | 横山広行                                                                             | 高倉佳彦                                                                             | 12月19日 |
| 第1063話         | 第11期⑫                                                                              | 大そうじはバタバタだゾ（2013年）〈再〉                                               | 川辺美奈子                                                                           | 平井峰太郎                                                                           | 平井峰太郎                                                                           | 大森孝敏                                                                             | 12月26日 |
| 第1063話         | 第15期⑱                                                                              | ヒゲモジャ父ちゃんだゾ                                                               | 晨原大輔                                                                             | しぎのあきら                                                                         | 佐々木忍                                                                             | 尾鷲英俊                                                                             | 12月26日 |
| 第1063話         | 第15期⑲                                                                              | 分身の術を練習するゾ                                                                 | 阪口和久                                                                             | しぎのあきら                                                                         | 佐々木忍                                                                             | 門脇孝一                                                                             | 12月26日 |

## 2021年
| 話数             | DVD収録                                                                        | サブタイトル                                                                   | 脚本                                                                           | 絵コンテ                                                                       | 演出                                                                           | 作画監督                                                                       | 放送日   |
| ---------------- | ------------------------------------------------------------------------------ | ------------------------------------------------------------------------------ | ------------------------------------------------------------------------------ | ------------------------------------------------------------------------------ | ------------------------------------------------------------------------------ | ------------------------------------------------------------------------------ | -------- |
| 第1064話         | 第12期⑥                                                                        | アゲアゲ母ちゃん29号だゾ（2015年）〈再〉                                       | 清水東                                                                         | 平井峰太郎                                                                     | 平井峰太郎                                                                     | 高倉佳彦                                                                       | 1月9日   |
| 第1064話         | 第15期⑲                                                                        | ななこおねいさんと美容院だゾ                                                   | 川辺美奈子                                                                     | 平井峰太郎                                                                     | 平井峰太郎                                                                     | 間々田益男                                                                     | 1月9日   |
| 第1064話         | 第15期⑲                                                                        | チャンネルを争うゾ                                                             | ひるまちかこ                                                                   | 平井峰太郎                                                                     | 平井峰太郎                                                                     | 高倉佳彦                                                                       | 1月9日   |
| 第1065話         | 第9期⑩                                                                         | 幼稚園でバザーだゾ（2009年）〈再〉                                             | 阪口和久                                                                       | 平井峰太郎                                                                     | 平井峰太郎                                                                     | 高倉佳彦                                                                       | 1月16日  |
| 第1065話         | 第15期⑲                                                                        | 父ちゃんのラブラブ入院だゾ                                                     | 清水東                                                                         | しぎのあきら                                                                   | しばたあきひさ                                                                 | 木村陽子                                                                       | 1月16日  |
| 第1065話         | 第15期⑲                                                                        | トランシーバーがややこしいゾ                                                   | モラル                                                                         | 横山広行                                                                       | 横山広行                                                                       | 間々田益男                                                                     | 1月16日  |
| 第1066話         | 第12期⑦                                                                        | 疑惑!?父ちゃんの写真だゾ（2015年）〈再〉                                       | 相内美生                                                                       | 高橋渉                                                                         | 高橋渉                                                                         | 大森孝敏                                                                       | 1月23日  |
| 第1066話         | 第15期⑲                                                                        | おでんパーティだゾ                                                             | 中弘子                                                                         | しぎのあきら                                                                   | 佐々木忍                                                                       | 間々田益男                                                                     | 1月23日  |
| 第1066話         | 第15期⑲                                                                        | 夕日を見に行くゾ                                                               | 清水東                                                                         | しぎのあきら                                                                   | 佐々木忍                                                                       | 橋本とよ子                                                                     | 1月23日  |
| 第1067話         | 第15期⑲                                                                        | 父ちゃんのおクツをはくゾ                                                       | 中弘子                                                                         | しばたあきひさ                                                                 | しばたあきひさ                                                                 | 尾鷲英俊                                                                       | 1月30日  |
| 第1067話         | 第11期⑫                                                                        | かけっこ教室だゾ（2014年）〈再〉                                               | うえのきみこ                                                                   | 貞光紳也                                                                       | 貞光紳也                                                                       | 樋口善法                                                                       | 1月30日  |
| 第1067話         | 第15期⑲                                                                        | シロボがやってきたゾ                                                           | 晨原大輔                                                                       | 横山広行                                                                       | 横山広行                                                                       | 木村陽子                                                                       | 1月30日  |
| 第1068話         | 第12期⑤                                                                        | ネネちゃんのエコバッグを追え!だゾ（2014年）〈再〉                              | 阪口和久                                                                       | 平井峰太郎                                                                     | 平井峰太郎                                                                     | 大森孝敏                                                                       | 2月6日   |
| 第1068話         | 第15期⑲                                                                        | 豆苗が育つゾ                                                                   | モラル                                                                         | しぎのあきら                                                                   | 平井峰太郎                                                                     | 木村陽子                                                                       | 2月6日   |
| 第1068話         | 第15期⑳                                                                        | 大玉でころがるゾ                                                               | 阪口和久                                                                       | 平井峰太郎                                                                     | 平井峰太郎                                                                     | 門脇孝一                                                                       | 2月6日   |
| 第1069話         | 第12期⑥                                                                        | 風間くんとおつかいだゾ（2015年）〈再〉                                         | 川辺美奈子                                                                     | 横山広行                                                                       | 横山広行                                                                       | 針金屋英郎                                                                     | 2月13日  |
| 第1069話         | 第15期⑳                                                                        | おかずお宝さがしだゾ                                                           | 川辺美奈子                                                                     | しばたあきひさ                                                                 | しばたあきひさ                                                                 | 間々田益男                                                                     | 2月13日  |
| 第1069話         | 第15期⑳                                                                        | テーブルクロスを引くゾ                                                         | モラル                                                                         | しぎのあきら                                                                   | しばたあきひさ                                                                 | 尾鷲英俊                                                                       | 2月13日  |
| 第1069話         | -                                                                              | 「にじいろカルテ」だゾ                                                         | ムトウユージ                                                                   | ムトウユージ                                                                   | ムトウユージ                                                                   | 木村陽子                                                                       | 2月13日  |
| 第1070話         | 第15期⑳                                                                        | 未来が見えるちくわだゾ                                                         | 黒住光                                                                         | 横山広行                                                                       | 横山広行                                                                       | 橋本とよ子                                                                     | 2月20日  |
| 第1070話         | 第11期⑦                                                                        | 今日は寒～いゾ（2013年）〈再〉                                                 | 翁妙子                                                                         | 平井峰太郎                                                                     | 平井峰太郎                                                                     | 木村陽子                                                                       | 2月20日  |
| 第1070話         | 第15期⑳                                                                        | 園長先生の腹話術だゾ                                                           | 黒住光                                                                         | ムトウユージ                                                                   | ムトウユージ                                                                   | 木村陽子                                                                       | 2月20日  |
| 第1071話         | 第15期⑳                                                                        | 夢のマイホームだゾ                                                             | ひるまちかこ                                                                   | しぎのあきら                                                                   | 河原龍太                                                                       | 門脇孝一                                                                       | 2月27日  |
| 第1071話         | 第9期⑩                                                                         | 書道はたのしいゾ（2009年）〈再〉                                               | 中村能子                                                                       | 義野利幸                                                                       | 小倉宏文                                                                       | 高倉佳彦                                                                       | 2月27日  |
| 第1071話         | 第15期⑳                                                                        | おとなのおパンツだゾ                                                           | 晨原大輔                                                                       | 池端たかし                                                                     | 横山広行                                                                       | 間々田益男                                                                     | 2月27日  |
| 第1072話         | 第9期⑪                                                                         | 段ボール箱を片づけるゾ（2010年）〈再〉                                         | 中弘子                                                                         | 横山広行                                                                       | 横山広行                                                                       | 大森孝敏                                                                       | 3月6日   |
| 第1072話         | 第15期⑳                                                                        | クドい演出家だゾ                                                               | 清水東                                                                         | 三浦陽                                                                         | しばたあきひさ                                                                 | 間々田益男 橋本とよ子                                                          | 3月6日   |
| 第1072話         | 第15期⑳                                                                        | おバカはじめて物語 －原始時代編－ マンモス狩りだゾ                             | うえのきみこ                                                                   | 平井峰太郎                                                                     | 平井峰太郎                                                                     | 間々田益男                                                                     | 3月6日   |
| 第1073話         | 第10期④                                                                        | 高級ケーキ屋さんだゾ（2010年）〈再〉                                           | 翁妙子                                                                         | 平井峰太郎                                                                     | 平井峰太郎                                                                     | 原勝徳                                                                         | 3月13日  |
| 第1073話         | 第15期⑳                                                                        | 母ちゃんを再現するゾ                                                           | 阪口和久                                                                       | 横山広行                                                                       | 横山広行                                                                       | 尾鷲英俊                                                                       | 3月13日  |
| 第1073話         | -                                                                              | おバカはじめて物語 －原始時代編－ 魚が食べたいゾ                               | うえのきみこ                                                                   | 平井峰太郎                                                                     | 平井峰太郎                                                                     | 間々田益男                                                                     | 3月13日  |
| 第1074話         | 第12期⑧                                                                        | 家に入れないゾ（2015年）〈再〉                                                 | 黒住光                                                                         | 横山広行                                                                       | 横山広行                                                                       | 間々田益男                                                                     | 3月20日  |
| 第1074話         | 第15期21                                                                       | アクション仮面切手をはるゾ                                                     | ひるまちかこ                                                                   | 横山広行                                                                       | 横山広行                                                                       | 木村陽子                                                                       | 3月20日  |
| 第1074話         | 第15期21                                                                       | おバカはじめて物語 －原始時代編－ あいちゃんが好きだゾ                         | ひるまちかこ                                                                   | しばたあきひさ                                                                 | しばたあきひさ                                                                 | 間々田益男                                                                     | 3月20日  |
| 第1075話         | 第10期⑥                                                                        | 秘密の部屋はパラダイスだゾ（2011年）〈再〉                                     | 中弘子                                                                         | 貞光紳也                                                                       | 貞光紳也                                                                       | 樋口善法                                                                       | 3月27日  |
| 第1075話         | 第15期21                                                                       | おさかなを作るゾ                                                               | 中弘子                                                                         | しぎのあきら                                                                   | しばたあきひさ                                                                 | 間々田益男                                                                     | 3月27日  |
| 第1075話         | 第15期21                                                                       | おバカはじめて物語 －原始時代編－ いろんなおバカだゾ                           | うえのきみこ                                                                   | しばたあきひさ                                                                 | しばたあきひさ                                                                 | 間々田益男                                                                     | 3月27日  |
| 第1076話         | 第9期⑫                                                                         | 流れ星にお願いするゾ（2010年）〈再〉                                           | 中村能子                                                                       | 平井峰太郎                                                                     | 平井峰太郎                                                                     | 橋本とよ子                                                                     | 4月3日   |
| 第1076話         | 第15期21                                                                       | ぶりぶりざえもんの冒険 美女と野獣とオラだゾ                                    | 黒住光                                                                         | 横山広行                                                                       | 横山広行                                                                       | 橋本とよ子 尾鷲英俊                                                            | 4月3日   |
| 第1077話         | 第9期⑫                                                                         | 出たとこドライブだゾ（2010年）〈再〉                                           | 翁妙子                                                                         | 貞光紳也                                                                       | 貞光紳也                                                                       | 樋口善法                                                                       | 4月10日  |
| 第1077話         | 第15期21                                                                       | 思い出せない風間くんだゾ                                                       | 川辺美奈子                                                                     | 西平淑郎                                                                       | 西平淑郎                                                                       | 門脇孝一                                                                       | 4月10日  |
| 第1077話         | 第15期21                                                                       | シリつ探偵しんのすけの事件ファイルNo.1 消えた黒猫の謎                          | モラル                                                                         | 平井峰太郎                                                                     | 平井峰太郎                                                                     | 木村陽子                                                                       | 4月10日  |
| 第1078話         | 第9期⑪                                                                         | 園長先生の災難だゾ（2010年）〈再〉                                             | 中弘子                                                                         | 貞光紳也                                                                       | 貞光紳也                                                                       | 樋口善法                                                                       | 4月17日  |
| 第1078話         | 第15期21                                                                       | ロスだゾ                                                                       | 晨原大輔                                                                       | しぎのあきら                                                                   | しばたあきひさ                                                                 | 木村陽子                                                                       | 4月17日  |
| 第1078話         | 第15期21                                                                       | シリつ探偵しんのすけの事件ファイルNo.2 怪盗からの挑戦状                        | モラル                                                                         | しぎのあきら                                                                   | 末田宜史                                                                       | 間々田益男                                                                     | 4月17日  |
| SPECIAL SUNDAY 4 | クレヨンしんちゃん オラの引越し物語 サボテン大襲撃（2015年）（監督：橋本昌和） | クレヨンしんちゃん オラの引越し物語 サボテン大襲撃（2015年）（監督：橋本昌和） | クレヨンしんちゃん オラの引越し物語 サボテン大襲撃（2015年）（監督：橋本昌和） | クレヨンしんちゃん オラの引越し物語 サボテン大襲撃（2015年）（監督：橋本昌和） | クレヨンしんちゃん オラの引越し物語 サボテン大襲撃（2015年）（監督：橋本昌和） | クレヨンしんちゃん オラの引越し物語 サボテン大襲撃（2015年）（監督：橋本昌和） | 4月18日  |
| 第1079話         | 第9期⑩                                                                         | つけまつげでパワーアップだゾ（2009年）〈再〉                                   | 中村能子                                                                       | ささきひろゆき                                                                 | ささきひろゆき                                                                 | 大森孝敏                                                                       | 4月24日  |
| 第1079話         | 第15期22                                                                       | シリつ探偵しんのすけの事件ファイルNo.3 容疑者Bの沈黙                           | モラル                                                                         | 神保昌登                                                                       | 神保昌登                                                                       | 門脇孝一                                                                       | 4月24日  |
| 第1079話         | 第15期22                                                                       | マカロニえんぴつしんちゃんだゾ                                                 | 晨原大輔                                                                       | 横山広行                                                                       | 横山広行                                                                       | 林静香                                                                         | 4月24日  |
| 第1080話         | 第9期⑫                                                                         | 懸賞に応募するゾ（2010年）〈再〉                                               | 阪口和久                                                                       | 貞光紳也                                                                       | 貞光紳也                                                                       | 樋口善法                                                                       | 5月1日   |
| 第1080話         | 第15期22                                                                       | シリつ探偵しんのすけの事件ファイルNo.4 狙われたバチェラー                      | モラル                                                                         | 平井峰太郎                                                                     | 平井峰太郎                                                                     | 間々田益男 木村陽子                                                            | 5月1日   |
| 第1081話         | 第11期⑧                                                                        | 布団を圧縮するゾ（2013年）〈再〉                                               | 開沼豊                                                                         | 平井峰太郎                                                                     | 平井峰太郎                                                                     | 入江康智                                                                       | 5月8日   |
| 第1081話         | 第15期22                                                                       | おやつを食べるまで帰れませんだゾ                                               | 中弘子                                                                         | 池端たかし                                                                     | 佐々木忍                                                                       | 橋本とよ子                                                                     | 5月8日   |
| 第1081話         | 第15期22                                                                       | おうちで4Dだゾ                                                                 | モラル                                                                         | 三浦陽                                                                         | 佐々木忍                                                                       | 木村陽子                                                                       | 5月8日   |
| 第1082話         | 第10期⑦                                                                        | 名刺を作るゾ（2011年）〈再〉                                                   | 翁妙子                                                                         | 貞光紳也                                                                       | 貞光紳也                                                                       | 樋口善法                                                                       | 5月15日  |
| 第1082話         | 第10期⑦                                                                        | 妄想するゾ（2011年）〈再〉                                                     | 中弘子                                                                         | 貞光紳也                                                                       | 貞光紳也                                                                       | 樋口善法                                                                       | 5月15日  |
| 第1082話         | 第15期22                                                                       | あやまりたくないオラだゾ                                                       | 阪口和久                                                                       | しぎのあきら                                                                   | 横山広行                                                                       | 大森孝敏                                                                       | 5月15日  |
| 第1083話         | 第10期①                                                                        | フィットネス父ちゃんだゾ（2010年）〈再〉                                       | 阪口和久                                                                       | ささきひろゆき                                                                 | ささきひろゆき                                                                 | 間々田益男                                                                     | 5月22日  |
| 第1083話         | 第15期22                                                                       | ケンカはイヤ～ンだゾ                                                           | 川辺美奈子                                                                     | 橋本昌和                                                                       | しばたあきひさ                                                                 | 針金屋英郎                                                                     | 5月22日  |
| 第1083話         | 第15期22                                                                       | パスワードを思い出すゾ                                                         | 清水東                                                                         | しぎのあきら                                                                   | しばたあきひさ                                                                 | 尾鷲英俊                                                                       | 5月22日  |
| 第1084話         | 第10期⑦                                                                        | 花いっぱい大作戦だゾ（2011年）〈再〉                                           | 翁妙子                                                                         | 貞光紳也                                                                       | 貞光紳也                                                                       | 樋口善法                                                                       | 5月29日  |
| 第1084話         | 第15期22                                                                       | 調味料を仕分けるゾ                                                             | 中弘子                                                                         | しぎのあきら                                                                   | 末田宜史                                                                       | 間々田益男                                                                     | 5月29日  |
| 第1084話         | -                                                                              | シンクロしたいあいちゃんだゾ                                                   | 黒住光                                                                         | 大地丙太郎                                                                     | 大地丙太郎                                                                     | 高倉佳彦                                                                       | 5月29日  |
| 第1085話         | 第15期23                                                                       | ちがいのわかるオラだゾ                                                         | ひるまちかこ                                                                   | しぎのあきら                                                                   | 横山広行                                                                       | 原勝徳                                                                         | 6月5日   |
| 第1085話         | 第12期⑪                                                                        | 動物園はウキウッキーだゾ（2015年）〈再〉                                       | うえのきみこ                                                                   | 大塚隆史                                                                       | 大塚隆史                                                                       | 大森孝敏 林静香                                                                | 6月5日   |
| 第1086話         | 第15期23                                                                       | ラテアートに挑戦するゾ                                                         | モラル                                                                         | しぎのあきら                                                                   | 佐々木忍                                                                       | 木村陽子                                                                       | 6月12日  |
| 第1086話         | 第11期⑨                                                                        | 潮干狩りへゴー!だゾ（2013年）〈再〉                                            | 田村安彦                                                                       | 平井峰太郎                                                                     | 平井峰太郎                                                                     | 入江康智                                                                       | 6月12日  |
| 第1086話         | 第15期23                                                                       | 猫なオラたちだゾ                                                               | 清水東                                                                         | しぎのあきら                                                                   | 佐々木忍                                                                       | 高倉佳彦                                                                       | 6月12日  |
| 第1087話         | 第11期④                                                                        | 夫婦の危機を相談されるゾ（2012年）〈再〉                                       | 翁妙子                                                                         | 高橋渉                                                                         | 高橋渉                                                                         | 高倉佳彦                                                                       | 6月19日  |
| 第1087話         | 第10期⑦                                                                        | 風間くんのパパが帰ってくるゾ（2011年）〈再〉                                   | 田村安彦                                                                       | ささきひろゆき                                                                 | ささきひろゆき                                                                 | 大森孝敏                                                                       | 6月19日  |
| 第1087話         | 第15期23                                                                       | 久しぶりのデートだゾ                                                           | 晨原大輔                                                                       | 横山広行                                                                       | 横山広行                                                                       | 大森孝敏                                                                       | 6月19日  |
| 第1088話         | 第10期③                                                                        | 線の上を歩くゾ（2010年）〈再〉                                                 | 静谷伊佐夫                                                                     | 義野利幸                                                                       | ささきひろゆき                                                                 | 間々田益男                                                                     | 6月26日  |
| 第1088話         | 第15期23                                                                       | なわとびで縄張り争いだゾ                                                       | ひるまちかこ                                                                   | 池端たかし                                                                     | しばたあきひさ                                                                 | 高倉佳彦                                                                       | 6月26日  |
| 第1088話         | 第15期23                                                                       | シロのランキングだゾ                                                           | 中弘子                                                                         | しばたあきひさ                                                                 | しばたあきひさ                                                                 | 尾鷲英俊                                                                       | 6月26日  |
| 第1089話         | 第10期⑦                                                                        | お金をひろったゾ（2011年）〈再〉                                               | 翁妙子                                                                         | 貞光紳也                                                                       | 貞光紳也                                                                       | 樋口善法                                                                       | 7月3日   |
| 第1089話         | 第11期②                                                                        | シロを探すゾ（2012年）〈再〉                                                   | 阪口和久                                                                       | 横山広行                                                                       | 横山広行                                                                       | 林静香                                                                         | 7月3日   |
| 第1089話         | 第15期23                                                                       | オラはくつしただゾ                                                             | 川辺美奈子                                                                     | 横山広行                                                                       | 横山広行                                                                       | 林静香                                                                         | 7月3日   |
| 第1090話         | 第15期23                                                                       | ぬいぐるみを洗うゾ                                                             | 中弘子                                                                         | 三浦陽                                                                         | 三浦陽                                                                         | 原勝徳                                                                         | 7月10日  |
| 第1090話         | 第15期23                                                                       | デリバリー母ちゃんだゾ                                                         | 黒住光                                                                         | 三浦陽                                                                         | 三浦陽                                                                         | 針金屋英郎                                                                     | 7月10日  |
| 第1090話         | スペシャル⑧                                                                    | カスカベ少年探偵社だゾ（1998年）〈再〉                                         | もとひら了                                                                     | 義野利幸                                                                       | 水島努                                                                         | 原勝徳                                                                         | 7月10日  |
| 第1091話         | 第10期②                                                                        | デカすぎるゾ（2010年）〈再〉                                                   | 翁妙子                                                                         | 義野利幸                                                                       | ささきひろゆき                                                                 | 間々田益男                                                                     | 7月17日  |
| 第1091話         | 第15期23                                                                       | 無人な食堂だゾ                                                                 | 清水東                                                                         | しぎのあきら                                                                   | 平井峰太郎                                                                     | 間々田益男                                                                     | 7月17日  |
| 第1091話         | スペシャル⑧                                                                    | カスカベ少年探偵社だゾ2（1998年）〈再〉                                        | もとひら了                                                                     | 水島努                                                                         | 水島努                                                                         | 針金屋英郎                                                                     | 7月17日  |
| 傑作選SP         | 第9期⑦                                                                         | 犯人はダレだ!だゾ（2009年）〈再〉                                              | 阪口和久                                                                       | 高橋渉                                                                         | 高橋渉                                                                         | 間々田益男                                                                     | 7月31日  |
| 傑作選SP         | 第10期⑨                                                                        | 田舎にとまるゾ（2011年）〈再〉                                                 | うえのきみこ                                                                   | 横山広行                                                                       | 横山広行                                                                       | 間々田益男                                                                     | 7月31日  |
| 傑作選SP         | 第12期⑩                                                                        | キャンプへ行くゾ（2015年）〈再〉                                               | 川辺美奈子                                                                     | 川崎逸朗                                                                       | 川崎逸朗                                                                       | 荒川眞嗣                                                                       | 8月7日   |
| 傑作選SP         | 第12期⑩                                                                        | ひみつちゃんと勝負だゾ（2015年）〈再〉                                         | 川辺美奈子                                                                     | 平井峰太郎                                                                     | 平井峰太郎                                                                     | 木村陽子                                                                       | 8月7日   |
| 傑作選SP         | 第12期⑩                                                                        | ひみつちゃんは友だちだゾ（2015年）〈再〉                                       | 川辺美奈子                                                                     | 平井峰太郎                                                                     | 平井峰太郎                                                                     | 高倉佳彦                                                                       | 8月7日   |
| 第1092話         | 第9期⑪                                                                         | チョコビの工場見学だゾ（2010年）〈再〉                                         | 中弘子                                                                         | 平井峰太郎                                                                     | 平井峰太郎                                                                     | 高倉佳彦                                                                       | 8月7日   |
| 第1092話         | 第15期24                                                                       | 母ちゃんのご機嫌をとるゾ                                                       | 阪口和久                                                                       | しぎのあきら                                                                   | 佐々木忍                                                                       | 大森孝敏                                                                       | 8月7日   |
| 第1092話         | 第15期24                                                                       | 豪快作家とセールスレディだゾ                                                   | モラル                                                                         | しぎのあきら                                                                   | 佐々木忍                                                                       | 木村陽子                                                                       | 8月7日   |
| 第1093話         | 第11期④                                                                        | 夏の帰り道だゾ（2012年）〈再〉                                                 | 阪口和久                                                                       | 平井峰太郎                                                                     | 平井峰太郎                                                                     | 木村陽子                                                                       | 8月14日  |
| 第1093話         | 第15期24                                                                       | カスカベ世界発見だゾ                                                           | 黒住光                                                                         | しぎのあきら                                                                   | 平井峰太郎                                                                     | 橋本とよ子                                                                     | 8月14日  |
| 第1093話         | 第15期24                                                                       | ナイトプールでフィーバーだゾ                                                   | ひるまちかこ                                                                   | 三浦陽                                                                         | 三浦陽                                                                         | 間々田益男                                                                     | 8月14日  |
| 第1094話         | 第12期③                                                                        | なかなか爪が切れないゾ（2014年）〈再〉                                         | うえのきみこ                                                                   | 横山広行                                                                       | 横山広行                                                                       | 林静香                                                                         | 8月21日  |
| 第1094話         | 第15期24                                                                       | カニ捕獲作戦だゾ                                                               | ひるまちかこ                                                                   | 横山広行                                                                       | 横山広行                                                                       | 橋本とよ子                                                                     | 8月21日  |
| 第1094話         | 第15期24                                                                       | シン・デレイラだゾ                                                             | 黒住光                                                                         | 横山広行                                                                       | 横山広行                                                                       | 林静香                                                                         | 8月21日  |
| 第1095話         | 第10期⑨                                                                        | ネネちゃんのシールだゾ（2011年）〈再〉                                         | うえのきみこ                                                                   | 貞光紳也                                                                       | 貞光紳也                                                                       | 樋口善法                                                                       | 8月28日  |
| 第1095話         | 第15期24                                                                       | 母ちゃんと特訓するゾ                                                           | 晨原大輔                                                                       | しぎのあきら                                                                   | しばたあきひさ                                                                 | 原勝徳                                                                         | 8月28日  |
| 第1095話         | 第15期24                                                                       | 夏の終わりのプールだゾ                                                         | 中弘子                                                                         | しぎのあきら                                                                   | しばたあきひさ                                                                 | 間々田益男                                                                     | 8月28日  |
| 第1096話         | 第15期24                                                                       | ボーちゃんがかくしてるゾ                                                       | 晨原大輔                                                                       | 平井峰太郎                                                                     | 末田宜史                                                                       | 高倉佳彦                                                                       | 9月4日   |
| 第1096話         | 第15期24                                                                       | 父ちゃんが私服出勤だゾ                                                         | 晨原大輔                                                                       | しぎのあきら                                                                   | 河原龍太                                                                       | 尾鷲英俊                                                                       | 9月4日   |
| 第1096話         | 第8期⑧                                                                         | オラの心はエリートだゾ（2006年）〈再〉                                         | 田村安彦                                                                       | 義野利幸                                                                       | ささきひろゆき                                                                 | 若松孝思                                                                       | 9月4日   |
| 第1097話         | 第11期⑪                                                                        | 犯人は風間くんだゾ（2013年）〈再〉                                             | 阪口和久                                                                       | ささきひろゆき                                                                 | ささきひろゆき                                                                 | 大森孝敏                                                                       | 9月11日  |
| 第1097話         | 第16期①                                                                        | フートンが来た!だゾ                                                            | 川辺美奈子                                                                     | 横山広行                                                                       | 横山広行                                                                       | 門脇孝一 林静香                                                                | 9月11日  |
| 第1098話         | 第10期③                                                                        | 五千円のジュースだゾ（2010年）〈再〉                                           | 阪口和久                                                                       | 横山広行                                                                       | 横山広行                                                                       | 原勝徳                                                                         | 9月18日  |
| 第1098話         | 第16期①                                                                        | おベンジャーズだゾ                                                             | 晨原大輔                                                                       | 平井峰太郎                                                                     | 平井峰太郎                                                                     | 高倉佳彦 針金屋英郎                                                            | 9月18日  |
| 第1099話         | 第10期④                                                                        | 組長イメチェン大作戦だゾ（2010年）〈再〉                                       | 中弘子                                                                         | 横山広行                                                                       | 横山広行                                                                       | 門脇孝一                                                                       | 9月25日  |
| 第1099話         | 第16期①                                                                        | ペットカメラで探すゾ                                                           | 清水東                                                                         | しばたあきひさ                                                                 | しばたあきひさ                                                                 | 林静香                                                                         | 9月25日  |
| 第1099話         | 第16期①                                                                        | 白雪ひめ子の冒険だゾ                                                           | 中弘子                                                                         | しぎのあきら                                                                   | しばたあきひさ                                                                 | 原勝徳                                                                         | 9月25日  |
| 第1099話         | -                                                                              | 総理の夫だゾ                                                                   | ムトウユージ                                                                   | ムトウユージ                                                                   | ムトウユージ                                                                   | 木村陽子                                                                       | 9月25日  |
| 第1100話         | 第10期⑧                                                                        | ふしぎな指輪だゾ（2011年）〈再〉                                               | 翁妙子                                                                         | 貞光紳也                                                                       | 貞光紳也                                                                       | 樋口善法                                                                       | 10月2日  |
| 第1100話         | 第16期①                                                                        | リモートで接待するゾ                                                           | 清水東                                                                         | 高橋渉                                                                         | 高橋渉                                                                         | 門脇孝一                                                                       | 10月2日  |
| 第1100話         | 第16期①                                                                        | ダチョウの卵を食べるゾ                                                         | モラル                                                                         | 佐藤いよ                                                                       | 佐藤いよ                                                                       | 間々田益男                                                                     | 10月2日  |
| 第1101話         | 第9期⑧                                                                         | 週刊埼玉県庁だゾ（2009年）〈再〉                                               | 阪口和久                                                                       | ささきひろゆき                                                                 | ささきひろゆき                                                                 | 大森孝敏                                                                       | 10月9日  |
| 第1101話         | 第16期①                                                                        | 3円足りないゾ                                                                  | 阪口和久                                                                       | 西平淑郎                                                                       | 西平淑郎                                                                       | 木村陽子                                                                       | 10月9日  |
| 第1101話         | 第16期①                                                                        | 出張カメラマンだゾ                                                             | 中弘子                                                                         | しぎのあきら                                                                   | 平向智子                                                                       | 尾鷲英俊                                                                       | 10月9日  |
| 第1102話         | 第9期⑨                                                                         | おイモをもらったゾ（2009年）〈再〉                                             | 翁妙子                                                                         | 義野利幸                                                                       | ささきひろゆき                                                                 | 大森孝敏                                                                       | 10月16日 |
| 第1102話         | 第12期⑤                                                                        | 女子校の学園祭にいくゾ（2014年）〈再〉                                         | 阪口和久                                                                       | 高橋渉                                                                         | 岡田堅二朗                                                                     | 大豆一博                                                                       | 10月16日 |
| 第1102話         | 第16期②                                                                        | 小さい秋を見つけるゾ                                                           | 黒住光                                                                         | 三浦陽                                                                         | 三浦陽                                                                         | 大森孝敏                                                                       | 10月16日 |
| 第1102話         | -                                                                              | オラのシン・体操だゾ                                                           | ムトウユージ                                                                   | ムトウユージ                                                                   | ムトウユージ                                                                   | 大森孝敏                                                                       | 10月16日 |
| 第1103話         | 第12期①                                                                        | ガマン対決だゾ（2014年）〈再〉                                                 | 中弘子                                                                         | 横山広行                                                                       | 宮脇千鶴                                                                       | 林静香                                                                         | 10月23日 |
| 第1103話         | 第16期②                                                                        | もえPをお持ち帰るゾ                                                            | 黒住光                                                                         | 横山広行                                                                       | 横山広行                                                                       | 高倉佳彦                                                                       | 10月23日 |
| 第1103話         | 第16期②                                                                        | 探しものがわからないゾ                                                         | 川辺美奈子                                                                     | 横山広行                                                                       | 横山広行                                                                       | 間々田益男                                                                     | 10月23日 |
| 第1104話         | 第10期①                                                                        | ひまのイベントに行くゾ（2010年）〈再〉                                         | 翁妙子                                                                         | 貞光紳也                                                                       | 貞光紳也                                                                       | 樋口善法                                                                       | 10月30日 |
| 第1104話         | 第16期②                                                                        | オンラインでフィットネスだゾ                                                   | 清水東                                                                         | 高橋渉                                                                         | 高橋渉                                                                         | 橋本とよ子                                                                     | 10月30日 |
| 第1104話         | 第16期②                                                                        | 交通公園に行くゾ                                                               | ひるまちかこ                                                                   | 佐藤いよ                                                                       | 佐藤いよ                                                                       | 原勝徳                                                                         | 10月30日 |
| 第1105話         | 第10期⑪                                                                        | ちくわともやしだゾ（2011年）〈再〉                                             | うえのきみこ                                                                   | ささきひろゆき                                                                 | ささきひろゆき                                                                 | 針金屋英郎                                                                     | 11月6日  |
| 第1105話         | 第16期②                                                                        | フリマで勝負だゾ                                                               | 黒住光                                                                         | しぎのあきら                                                                   | しばたあきひさ                                                                 | 針金屋英郎                                                                     | 11月6日  |
| 第1105話         | 第16期②                                                                        | 高級車をレンタルするゾ                                                         | モラル                                                                         | しばたあきひさ                                                                 | しばたあきひさ                                                                 | 大森孝敏                                                                       | 11月6日  |
| 第1106話         | 第9期⑩                                                                         | 箸の持ち方を気にするゾ（2009年）〈再〉                                         | 翁妙子                                                                         | 貞光紳也                                                                       | 貞光紳也                                                                       | 樋口善法                                                                       | 11月13日 |
| 第1106話         | 第16期②                                                                        | もえPを探すゾ                                                                  | 阪口和久                                                                       | 西平淑郎                                                                       | 西平淑郎                                                                       | 針金屋英郎                                                                     | 11月13日 |
| 第1106話         | 第16期②                                                                        | やさしい母ちゃん作戦だゾ                                                       | 晨原大輔                                                                       | 三浦陽                                                                         | 三浦陽                                                                         | 大森孝敏                                                                       | 11月13日 |
| 第1107話         | 第13期①                                                                        | ネネちゃんのピアノリサイタルだゾ（2016年）〈再〉                               | 阪口和久                                                                       | 平井峰太郎                                                                     | 平井峰太郎                                                                     | 木村陽子                                                                       | 11月20日 |
| 第1107話         | 第14期②                                                                        | ネネちゃんの家出だゾ（2017年）〈再〉                                           | 黒住光                                                                         | 木野雄                                                                         | 木野雄                                                                         | 大森孝敏                                                                       | 11月20日 |
| 第1107話         | 第16期②                                                                        | ネネちゃんのノートだゾ                                                         | 阪口和久                                                                       | しぎのあきら                                                                   | 佐々木忍                                                                       | 尾鷲英俊                                                                       | 11月20日 |
| 第1108話         | 第9期⑫                                                                         | 家事代行屋さんは見た!だゾ（2010年）〈再〉                                      | 中村能子                                                                       | ささきひろゆき                                                                 | ささきひろゆき                                                                 | 門脇孝一                                                                       | 11月27日 |
| 第1108話         | 第16期③                                                                        | 翔べ!マサオくんだゾ                                                            | 晨原大輔                                                                       | 横山広行                                                                       | 横山広行                                                                       | 高倉佳彦                                                                       | 11月27日 |
| 第1108話         | 第16期③                                                                        | 父ちゃんと将棋だゾ                                                             | 晨原大輔                                                                       | 横山広行                                                                       | 横山広行                                                                       | 間々田益男                                                                     | 11月27日 |
| 第1109話         | 第16期③                                                                        | 迷彩かくれんぼだゾ                                                             | 阪口和久                                                                       | 平井峰太郎                                                                     | 平井峰太郎                                                                     | 門脇孝一                                                                       | 12月4日  |
| 第1109話         | 第10期⑥                                                                        | 名前をつけるゾ（2011年）〈再〉                                                 | 静谷伊佐夫                                                                     | ささきひろゆき                                                                 | ささきひろゆき                                                                 | 間々田益男                                                                     | 12月4日  |
| 第1109話         | 第16期③                                                                        | アクション仮面トイレットペーパーだゾ                                           | 川辺美奈子                                                                     | ムトウユージ                                                                   | ムトウユージ                                                                   | 林静香                                                                         | 12月4日  |
| 第1110話         | 第12期⑤                                                                        | おもちゃをかたづけるゾ（2014年）〈再〉                                         | 中弘子                                                                         | 平井峰太郎                                                                     | 平井峰太郎                                                                     | 針金屋英郎                                                                     | 12月11日 |
| 第1110話         | 第16期③                                                                        | 紅さそり隊をプロデュース!だゾ                                                  | 川辺美奈子                                                                     | しぎのあきら                                                                   | 佐々木忍                                                                       | 木村陽子                                                                       | 12月11日 |
| 第1110話         | 第10期⑤                                                                        | 先生のお手伝いだゾ（2011年）〈再〉                                             | 阪口和久                                                                       | 貞光紳也                                                                       | 貞光紳也                                                                       | 樋口善法                                                                       | 12月11日 |
| 第1111話         | 第10期⑪                                                                        | おひとりさまだゾ（2012年）〈再〉                                               | うえのきみこ                                                                   | ささきひろゆき                                                                 | ささきひろゆき                                                                 | 木村陽子                                                                       | 12月18日 |
| 第1111話         | 第16期③                                                                        | ラッキーな帽子だゾ                                                             | 黒住光                                                                         | しぎのあきら                                                                   | しばたあきひさ                                                                 | 間々田益男                                                                     | 12月18日 |
| 第1111話         | 第16期③                                                                        | ワニ山さんが来たゾ                                                             | 川辺美奈子                                                                     | しぎのあきら                                                                   | しばたあきひさ                                                                 | 木村陽子                                                                       | 12月18日 |
| 第1112話         | 第12期①                                                                        | 父ちゃんをいやすゾ（2014年）〈再〉                                             | 川辺美奈子                                                                     | 宮脇千鶴                                                                       | 宮脇千鶴                                                                       | 針金屋英郎                                                                     | 12月25日 |
| 第1112話         | 第16期③                                                                        | アップデートするゾ                                                             | 清水東                                                                         | 西平淑郎                                                                       | 西平淑郎                                                                       | 橋本とよ子                                                                     | 12月25日 |
| 第1112話         | 第16期③                                                                        | 焼きそばが食べたいゾ                                                           | 中弘子                                                                         | しぎのあきら                                                                   | 平向智子                                                                       | 原勝徳                                                                         | 12月25日 |
| 第1112話         | -                                                                              | キンキュウにとりしらべるゾ                                                     | ムトウユージ                                                                   | ムトウユージ                                                                   | ムトウユージ                                                                   | 木村陽子                                                                       | 12月25日 |